# Frankfurt am Main

Offizielles Logo der Stadt Frankfurt am Main

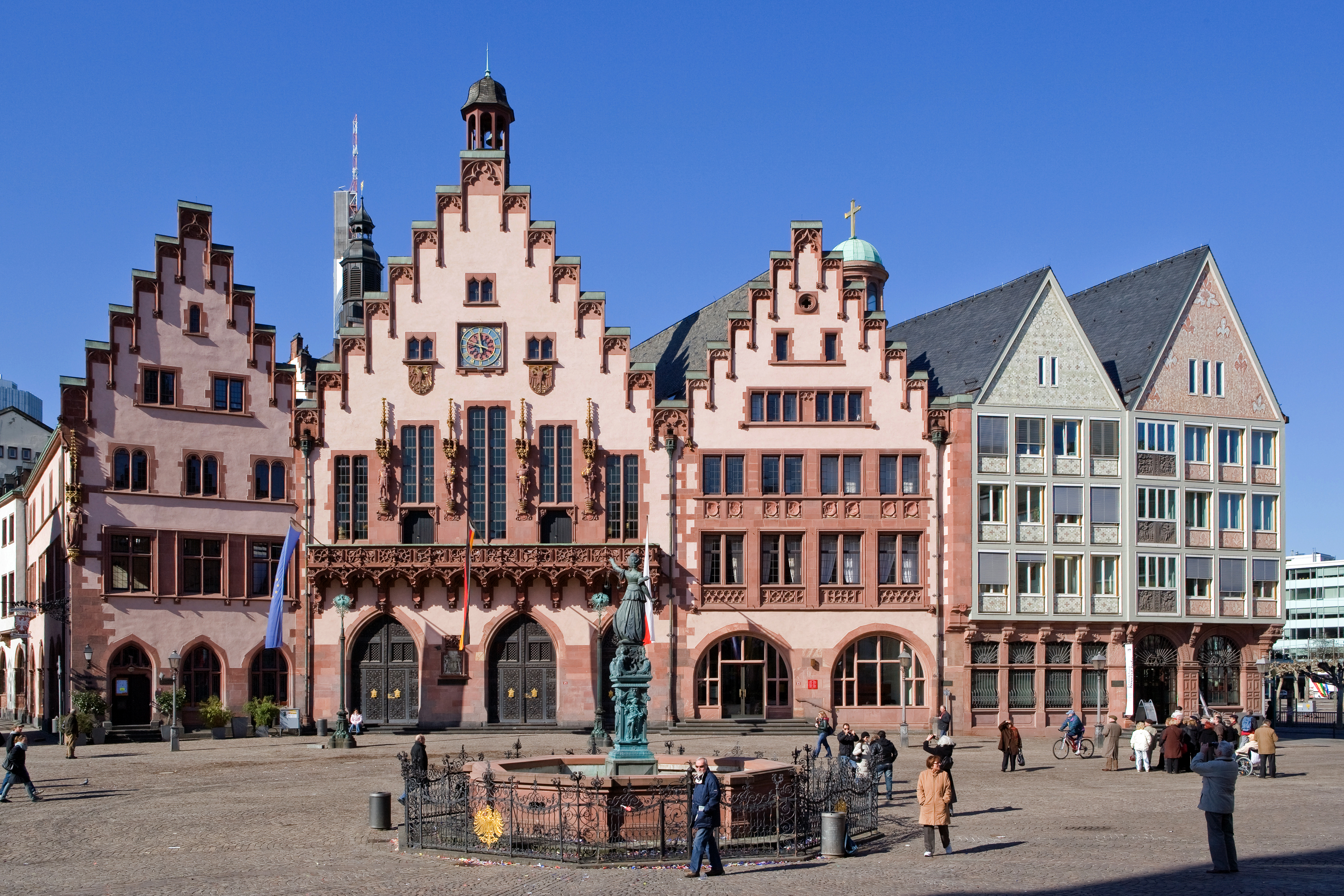
Der Römer ist Frankfurts Rathaus und ein Wahrzeichen der Stadt

Frankfurter Wolkenkratzer (Blick von der Alten Brücke, Oktober 2022)

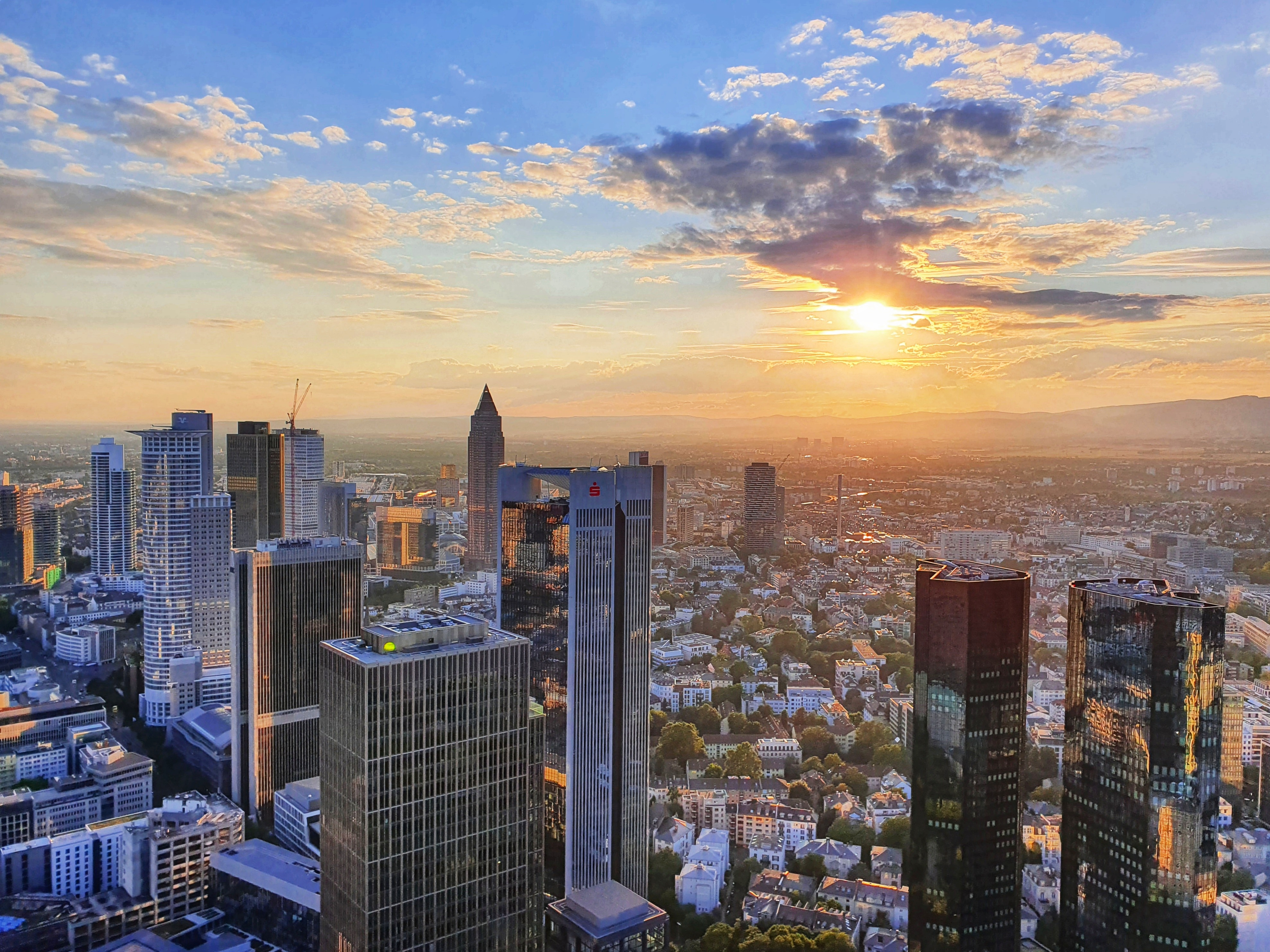
Blick vom Main Tower auf einige Wolkenkratzer (Juli 2021)

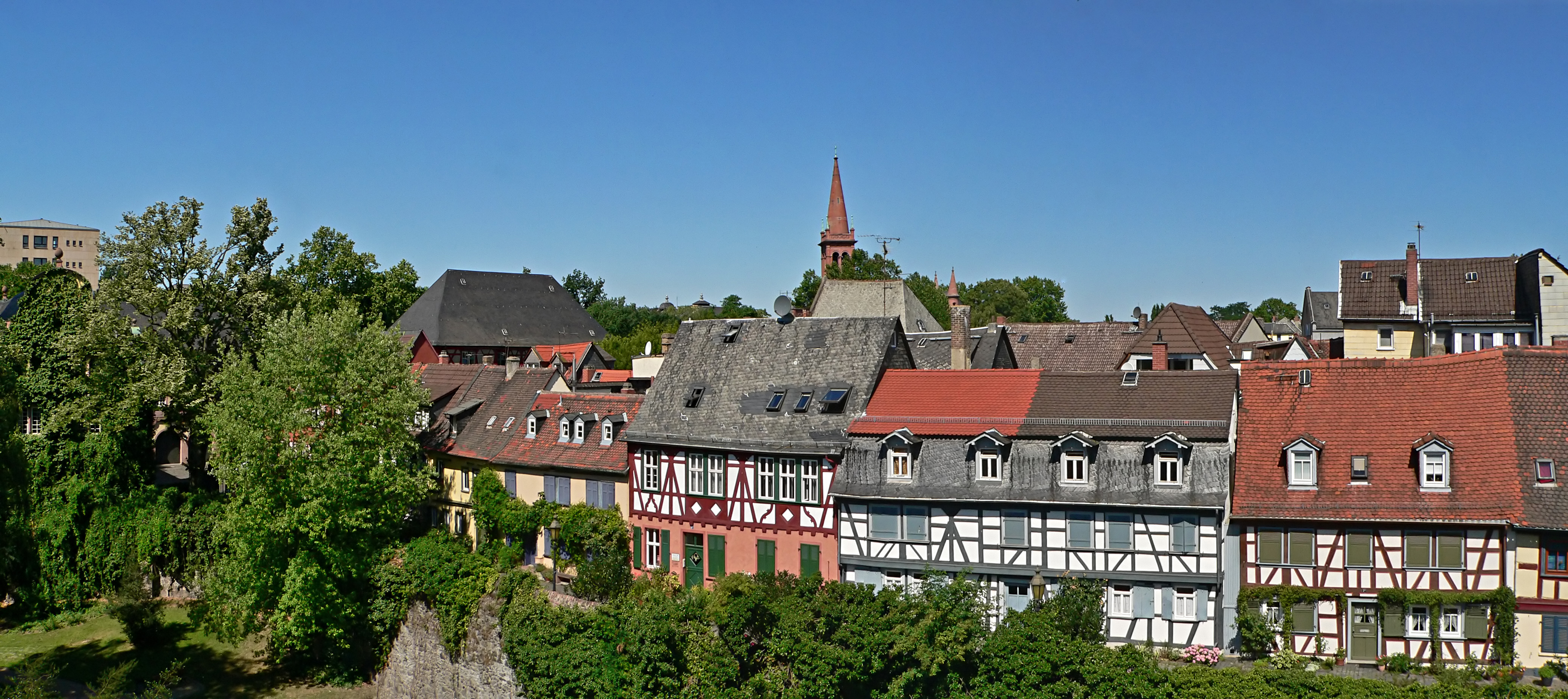
Stadtteil Höchst mit seinen 400 Fachwerkhäusern

Frankfurt am Main (anhörenⓘ) ist mit 756.021 Einwohnern (31. Dezember 2024) die bevölkerungsreichste Stadt des Landes Hessen und die fünftgrößte Deutschlands. Sie ist kreisfrei und bildet das Zentrum der Region Frankfurt am Main mit mehr als 2,3 Millionen Einwohnern. In der Metropolregion Frankfurt/Rhein-Main (Rhein-Main-Gebiet) leben etwa 5,8 Millionen Menschen. 
Seit dem Mittelalter gehört Frankfurt am Main zu den bedeutenden städtischen Zentren Deutschlands. Im Jahr 794 erstmals urkundlich erwähnt, war es seit 1372 Reichsstadt. Bis zum Ende des Heiligen Römischen Reiches 1806 wurden die meisten römisch-deutschen Könige in Frankfurt am Main gewählt und seit 1562 auch zum Kaiser gekrönt. Von 1815 an war die Freie Stadt Frankfurt ein souveräner Mitgliedsstaat des Deutschen Bundes und zugleich dessen politisches Zentrum. Die Bundesversammlung hatte hier ebenso ihren Sitz wie die Nationalversammlung und die Provisorische Zentralgewalt während der Revolution von 1848/49. Nach dem Deutschen Krieg 1866 annektierte Preußen die Freie Stadt. Infolge der raschen Industrialisierung setzte ein starkes Bevölkerungswachstum ein. Seit 1875 zählte die Stadt über 100.000 und seit 1928 mehr als 500.000 Einwohner. Als Zeichen der Verpflichtung zur europäischen Einigung nennt sich Frankfurt seit 1998 Europastadt.
Frankfurt am Main ist ein internationaler Finanzplatz, bedeutendes Industrie-, Dienstleistungs- und Messezentrum und zählt zu den ökonomischen Weltstädten. Frankfurt am Main ist Sitz der Europäischen Zentralbank, der Deutschen Bundesbank, der Frankfurter Wertpapierbörse, zahlreicher Finanzinstitute (darunter Deutsche Bank, Commerzbank, DZ Bank, KfW), der Aufsichtsbehörden BaFin und EIOPA und der Messe Frankfurt. Die Frankfurter Buchmesse und die Musikmesse gelten als Weltleitmessen ihrer Sparten, die Internationale Automobil-Ausstellung fand hier bis 2019 statt. Die Stadt ist zudem Sitz vieler nationaler Sportverbände, darunter der Deutsche Olympische Sportbund und der Deutsche Fußball-Bund.
Dank seiner zentralen Lage ist Frankfurt am Main ein Knotenpunkt im deutschen und europäischen Verkehrsnetz mit dem Flughafen Frankfurt Main, dem Hauptbahnhof und dem Frankfurter Kreuz. Der Internetknoten DE-CIX ist ein bedeutender Austauschpunkt für den Datenverkehr im Internet.
Eine Besonderheit in Deutschland ist die Skyline Frankfurts. Einige Wolkenkratzer gehören zu den höchsten Europas, was Frankfurt die Bezeichnung als Mainhattan eingebracht hat. Die wichtigsten historische Wahrzeichen der Stadt sind ihr Rathaus, der Römer, der Kaiserdom, das Goethe-Haus, die Alte Oper und das nach den Zerstörungen des Zweiten Weltkriegs zum Teil rekonstruierte Ensemble der Altstadt mit dem Römerberg und der Neuen Altstadt. Weitere Wahrzeichen außerhalb des Zentrums sind u. a. die Höchster Altstadt, Gründerzeitviertel und die Wohngebiete des Neuen Frankfurt. Mehr als 40 Prozent des Stadtgebiets sind Parks und Landschaftsschutzgebiete, darunter der Frankfurter Grüngürtel mit dem Stadtwald, der seit 1372 Frankfurter Besitz ist.

Die Kultur in Frankfurt am Main ist traditionell von bürgerlichen Stiftungen, Mäzenatentum und Privatinitiativen geprägt. Daraus entstanden die Städtischen Bühnen mit den beiden Sparten Oper und Schauspiel, das Frankfurter Museumsufer, das Senckenberg Naturmuseum, die Schirn Kunsthalle und das Museum für Moderne Kunst, das Historische Museum, die Alte Oper, das English Theatre, der Zoo und der Palmengarten sowie das Freie Deutsche Hochstift, das Goethes Geburtshaus und das Deutsche Romantik Museum unterhält. Die 1914 durch eine Bürgerstiftung gegründete Goethe-Universität brachte mehrere Leibniz- und Nobelpreisträger hervor. Darüber hinaus gibt es in der Stadt sieben weitere Hochschulen mit zusammen über 60.000 Studierenden.

## Name
Franconofurd oder auch Francorum vadus lautet der Name der Siedlung auf dem Domhügel in den ersten urkundlichen Erwähnungen 794 in altfränkischer und lateinischer Sprache. Beides bedeutet Furt der Franken und bezieht sich auf eine Felsbarriere im Untergrund des Mains, die es ermöglichte, an dieser wahrscheinlich etwas oberhalb der heutigen Alten Brücke gelegenen Stelle den Fluss – der damals viel breiter war als heute – bei normalem Wasserstand gefahrlos zu überqueren. Die Furt hatte in der Römerzeit wohl keine strategische Bedeutung gehabt, da die von Mogontiacum aus zum Limes und in das Innere Germaniens führenden Römerstraßen wie die Elisabethenstraße den Domhügel und die sumpfige Mainniederung umgingen.
Nach dem Abzug der Römer um das Jahr 260 war der Domhügel von den Alamannen übernommen worden. Etwa um 530 lösten die Franken die Alamannen in der Herrschaft über das Untermaingebiet ab. Wahrscheinlich nutzten die neuen Herrscher die Furt nun als wichtigen Verkehrsweg, den ihre Handelspartner deshalb mit dem Namen Frankenfurt belegten.

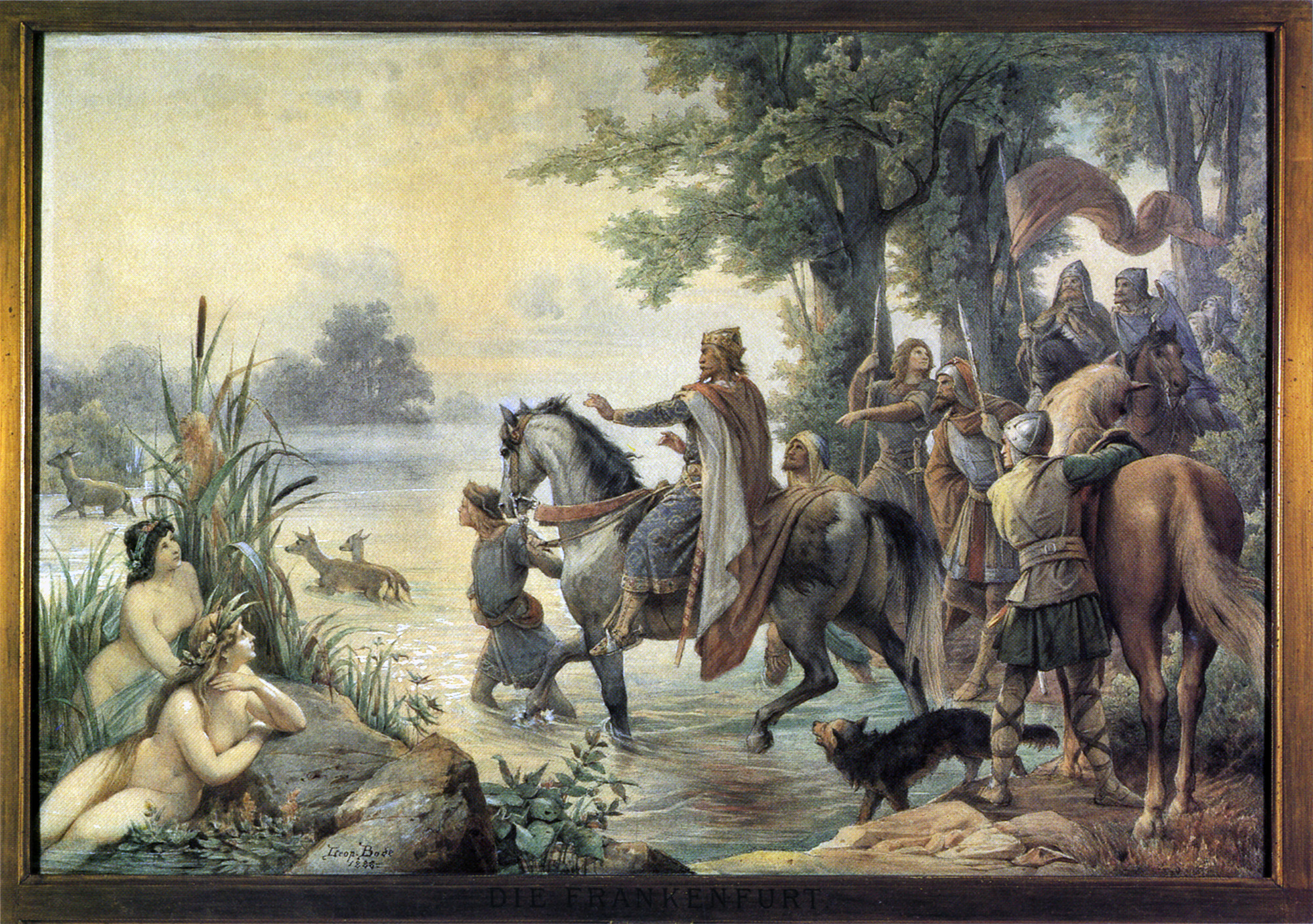
Die Entdeckung der Frankenfurt durch Karl den Großen, Aquarell von Leopold Bode (1888; Historisches Museum Frankfurt)

1014–1017 schrieb der Chronist Thietmar von Merseburg eine bekannte Legende von der Gründung der Stadt durch Karl den Großen nieder. Er bringt sie in Verbindung mit den Sachsenkriegen:

„Die Herkunft dieses Ortsnamens soll dir nicht länger unklar bleiben, lieber Leser. Deshalb will ich dir jetzt erzählen, was ich von glaubwürdigen Männern darüber gehört habe. Unter der Regierung Kaiser Karls des Großen, des Sohnes König Pippins, kam es zwischen den Seinen und unseren Vorfahren (den Sachsen) zum Kriege. In diesem Kampfe wurden die Franken von den Unsrigen besiegt. Als sie nun, unkundig einer Furt, über den Main zurück mussten, ging vor ihnen eine Hirschkuh hinüber und zeigte ihnen so durch Gottes Erbarmen gleichsam den Weg. Ihr folgten sie und erreichten frohen Mutes das rettende Ufer. Danach heißt der Ort Frankfurt. Als sich der Kaiser auf diesem Feldzuge schon von den Feinden überwunden sah, wich er als erster zurück und erklärte: ‚Es ist mir lieber, dass die Leute mich schmähen und sagen, ich sei von hier geflohen, als ich sei hier gefallen. Denn so lange ich lebe, darf ich hoffen, die mir angetane schwere Schmach zu rächen.‘“

Tatsächlich führte Karl der Große niemals in der Maingegend Krieg gegen die Sachsen. Die Geschichte der Entstehung des Namens von Sachsenhausen, als vermeintlicher Ort der Ansiedlung gefangener Sachsen durch den siegreichen Kaiser, ist eine Legende. Sie geht wahrscheinlich auf eine sagenhafte Vermischung mit der geschichtlichen Tatsache zurück, dass er kurz nach seiner Abreise 794 gegen aufständische Sachsen in Norddeutschland ins Feld zog.
Ein anderer Gründungsmythos Frankfurts war bis ins 18. Jahrhundert populär, beispielsweise in Zedlers Universal-Lexicon. Heute ist er wenig bekannt: Helenos, ein Sohn des Priamos, soll sich nach seiner Flucht aus dem zerstörten Troja am Main niedergelassen und eine Stadt namens Helenopolis gegründet haben. Frankfurt hätte demnach den gleichen mythischen Ursprung wie Rom, dessen legendäre Gründer, Romulus und Remus, Nachfahren geflohener Trojaner waren. Um das Jahr 130 nach Christus soll schließlich ein gewisser Francus, ein Herzog der Hogier, die alte Stadt Helenopolis wiederhergestellt und nach seinem Namen Franckenfurt genannt haben. Andere Autoren führten den Namen Helenopolis auf Kaiserin Helena, die Mutter Konstantins des Großen, zurück. Die älteste bekannte Erwähnung des Helenopolis-Mythos ist von dem Humanisten Johannes Trithemius aus dem 15. Jahrhundert überliefert, andere Humanisten folgten wesentlich später. Helenopolis wurde bis ins 18. Jahrhundert häufig als Synonym für Frankfurt verwendet, beispielsweise als Druckort in Büchern, in der Numismatik und als Matrikelangabe von Studenten.
Die ursprüngliche Namensform Franconofurd entwickelte sich im Mittelalter zu Frankenfort oder Frankinfort, in der Neuzeit zu Franckfort und Franckfurth weiter. Spätestens seit Anfang des 19. Jahrhunderts hat sich die Schreibweise Frankfurt gefestigt. Der Namenszusatz am Main findet sich bereits in den ältesten Urkunden, seit dem 14. Jahrhundert regelmäßig. Umgangssprachlich wird der amtliche Name meist zu Frankfurt verkürzt, solange keine Verwechslungsgefahr, insbesondere mit Frankfurt (Oder), besteht. Die inoffiziellen Namensformen Frankfurt/Main oder Frankfurt a. M. finden sich häufig, im Eisenbahnverkehr ist Frankfurt (Main) üblich. Weithin sind die Abkürzungen Ffm oder FFM in Gebrauch, daneben der IATA-Flughafencode FRA oder das Kraftfahrzeugkennzeichen F.

## Geographie

### Geographische Lage

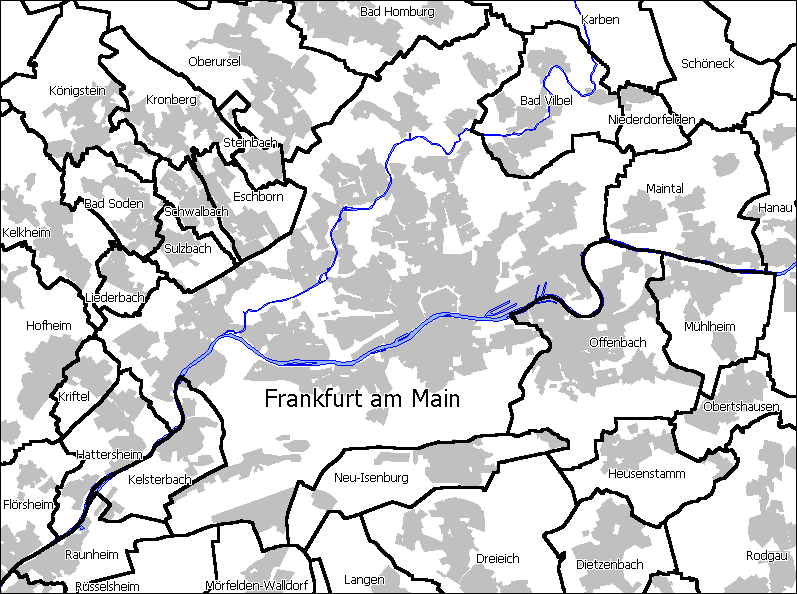
Frankfurt und Nachbargemeinden

Blick auf Frankfurt und Teile seiner Agglomeration im Vordertaunus

Die Stadt liegt am nördlichen Rand der Oberrheinischen Tiefebene auf beiden Seiten des Untermains südöstlich des Taunus. Sie bildet mit ihrem Ballungsraum das Zentrum des Rhein-Main-Gebiets. Etwa ein Drittel des Stadtgebiets ist als Landschaftsschutzgebiet Frankfurter Grüngürtel ausgewiesen. Dazu gehört der Frankfurter Stadtwald, einer der größten Stadtwälder Deutschlands. Das Stadtgebiet erstreckt sich in Ost-West-Richtung über 23,4 Kilometer, in Nord-Süd-Richtung über 23,3 Kilometer.
Ihren höchsten natürlichen Punkt hat die Stadt an der Berger Warte auf dem Berger Rücken im Stadtteil Seckbach mit 212,6 Metern über Normalnull. Ihr tiefster Punkt liegt am Mainufer in Sindlingen bei 88 Metern über Normalnull.
Der Flächenschwerpunkt sowie der geographische Mittelpunkt des heutigen Stadtgebietes liegen im Stadtteil Bockenheim in der Nähe des Westbahnhofes, also außerhalb des historischen Stadtkerns. Dies geht auf die Eingemeindungen Richtung Westen zurück, entsprechend liegt das nicht eingemeindete Offenbach zur Stadtmitte näher als viele Stadtteile Frankfurts.

### Nachbargemeinden und Kreise
Frankfurt grenzt im Westen an den Main-Taunus-Kreis (Stadt Hattersheim am Main, Gemeinde Kriftel, Städte Hofheim am Taunus und Kelkheim (Taunus), Gemeinden Liederbach am Taunus und Sulzbach (Taunus), Städte Schwalbach am Taunus und Eschborn), im Nordwesten an den Hochtaunuskreis (Städte Steinbach (Taunus), Oberursel (Taunus) und Bad Homburg vor der Höhe), im Norden an den Wetteraukreis (Städte Karben und Bad Vilbel), im Nordosten an den Main-Kinzig-Kreis (Gemeinde Niederdorfelden und Stadt Maintal), im Südosten an die Stadt Offenbach am Main, im Süden an den Landkreis Offenbach (Stadt Neu-Isenburg) und im Südwesten an den Kreis Groß-Gerau (Städte Mörfelden-Walldorf, Rüsselsheim am Main, Raunheim und Kelsterbach).

### Geologie
Das Frankfurter Stadtgebiet gehört größtenteils zur westlichen Untermainebene, im Osten zur Hanau-Seligenstädter Senke, im äußersten Norden bereits zur Wetterau. Geologisch sind im Stadtgebiet die seit dem jüngeren Pliozän und im Pleistozän entstandenen vier Flussterrassen von Main und Nidda erkennbar. Die höchste Terrasse setzt sich aus Taunusgesteinen zusammen und ist im Stadtgebiet nur im Bereich des Berger Rückens anzutreffen. Auf der oberen Terrasse von 170 bis 120 Meter liegen die nördlichen und nordöstlichen Stadtteile, die nach Nordwesten zur Nidda und nach Süden am Bornheimer Hang und am Röderberg steil abfallen, sowie der Süden von Sachsenhausen mit dem Mühlberg und dem Sachsenhäuser Berg. Die mittlere Terrasse liegt in einer Höhenlage zwischen 100 und 115 Metern. Sie ist im Stadtgebiet zum Beispiel in der Kelsterbacher Terrasse und im Steilufer der Altstadt von Höchst zu erkennen. Die unterste Terrasse zwischen 95 und 90 Metern entstand im Holozän. Sie begleitet den Main zu beiden Seiten. Auf ihr liegen der Domhügel, die historische Keimzelle der Stadt, und der Karmeliterhügel. An einigen Stellen im Stadtgebiet, beispielsweise in Bockenheim (Basaltstraße) und im Stadtwald am Schwarzsteinkautweg finden sich im Untergrund Schichten von Vogelsberg-Basalt aus dem Miozän, deren Mächtigkeit bis zu 14 Meter erreicht.

### Klima
Die ältesten Temperaturmessungen stammen aus dem Dezember 1695 und sind in der Chronik des Achilles Augustus von Lersner überliefert. Seit 1826 existieren kontinuierliche Messreihen, wenn auch für unterschiedliche Stationen.
In Frankfurt bestehen mehrere Wetterstationen des Deutschen Wetterdienstes. Die außerhalb der Kernstadt gelegene Station Flughafen zeichnet schon seit 1949 das Wetter auf. Seit 1985 besteht zudem die Station Westend auf dem Campus Westend der Goethe-Universität Frankfurt, welche die dichter bebaute Innenstadt klimatisch repräsentiert. Bei dem Vergleich der Daten beider Stationen fällt auf, dass die Station Westend häufig höhere Temperaturen verzeichnet, denn durch den Wärmeinseleffekt wird dafür gesorgt, dass es in der Innenstadt Frankfurts oft wärmer ist als im Umland.
Bedingt durch die Lage am nördlichen Rand der Oberrheinischen Tiefebene gehört Frankfurt zusammen mit anderen Großstädten wie Freiburg, Karlsruhe, Mannheim oder Darmstadt zu den wärmsten Städten Deutschlands. Die Jahresmitteltemperatur lag an der Wetterstation Flughafen zwischen 1981 und 2010 bei 10,6 °C, an der Wetterstation Westend zwischen 2017 und 2022 bei 12,1 °C.
Der Frühling erreicht die Region sehr früh, sodass die Apfelblüte hier häufig schon Anfang bis Mitte April beginnt. Im März werden üblicherweise 10 °C bis 15 °C am Tage erreicht, im Mai über 20 °C. Im März wurden schon Temperaturen um und über 25 °C, im April und Mai über 30 °C erreicht. Oft ist es trocken und sonnig.
Im Sommer bewegen sich die Tagesdurchschnittstemperaturen im Schnitt um 18 bis 22 °C, die Tagestemperaturen erreichen normalerweise Werte zwischen 24 und 30 °C. Im Hochsommer sind längere Phasen mit über 30 °C am Tag nicht unüblich, dabei ist es im Sommer verhältnismäßig sehr sonnig. In der Regel gibt es im Jahr 60 bis 80 Sommertage, 2018 waren es 108, und 10 bis 30 Hitzetage. Der Rekord liegt bei 43, der ebenfalls 2018 erreicht wurde. Rund 5 bis 10 Tropennächte sind im Jahr möglich. Die höchste Temperatur von 40,2 °C wurde am 25. Juli 2019 im Westend gemessen.
Im Herbst sind, insbesondere im September, einige trockene, spätsommerlich warme Tage möglich. Die Höchsttemperaturen reichen von 8 bis 12 °C im November bis 20–24 °C im September, auch über 30 °C wurden im September gemessen.
Im Winter ist die Stadt eine der wärmsten Städte Deutschlands. Die Höchsttemperaturen pendeln sich im mittleren einstelligen Bereich ein, Temperaturen unter dem Gefrierpunkt sind nicht so häufig wie in anderen Regionen. Im Westend wurden die letzten Jahre im Schnitt 20 bis 60 Frosttage gemeldet. Eistage gibt es höchstens im niedrigen zweistelligen Bereich, seit 2013 ausschließlich unter 10. Die tiefste Temperatur von −23,8 °C wurde am 19. Januar 1940 im Westend gemessen; die Tiefsttemperatur seit 1985 lag bei −15,0 °C, gemessen am 9. Februar 1986. Schneetage kann es zwischen November und März geben. Die schneereichsten Monate seit 1985 waren der Januar 1997 und der Februar 1986 mit jeweils 23 Tagen. Wesentlich mehr Schneetage werden im Taunus gemessen.
Die umliegenden Mittelgebirge, insbesondere der Taunus, wirken für die Region oft als Schutzschild gegenüber Regen und Wolken, weshalb die Stadt Frankfurt mit einem durchschnittlichen Jahresniederschlag von um die 600 mm zu den trockeneren und mit 1600 bis 2000 Sonnenstunden im Jahr zu den sonnigeren Städten Deutschlands gehört. In der Region nordwestlich des Taunushauptkamms gibt es oft signifikant weniger Sonnenstunden als im Rhein-Main-Gebiet.
Laut Klimaklassifikation nach Köppen und Geiger ist das ein Klima des in Deutschland dominierenden Typen Cfb.
|                        | Jan   | Feb   | Mär  | Apr  | Mai  | Jun  | Jul  | Aug  | Sep  | Okt  | Nov  | Dez   |   |       |
| Mittl. Temperatur (°C) | 3     | 4     | 7,5  | 11,5 | 16   | 19   | 21   | 20,5 | 16,5 | 10,5 | 6,5  | 4     | ⌀ | 11,7  |
| Mittl. Tagesmax. (°C)  | 5     | 7     | 12   | 16   | 21   | 24   | 26   | 26   | 21   | 15   | 9    | 6     | ⌀ | 15,7  |
| Rekordmaximum (°C)     | 15,9  | 19,1  | 24,7 | 30,3 | 33,2 | 39,3 | 40,1 | 38,7 | 32,8 | 28,0 | 22,6 | 16,5  | ᐃ | 40,1  |
| Mittl. Tagesmin. (°C)  | 1     | 1     | 3    | 7    | 11   | 14   | 16   | 15   | 12   | 8    | 4    | 2     | ⌀ | 7,9   |
| Rekordminimum (°C)     | −10,7 | −15,0 | −4,3 | 2,6  | 6,8  | 9,6  | 14,2 | 13,9 | 9,5  | 1,9  | −2,4 | −11,1 | ᐁ | −15,0 |
|                        |       |       |      |      |      |      |      |      |      |      |      |       |   |       |
| Niederschlag (mm)      | 45,0  | 41,0  | 48,0 | 42,0 | 63,0 | 58,0 | 65,0 | 57,0 | 53,0 | 55,0 | 49,0 | 54,0  | Σ | 630   |
|                        |       |       |      |      |      |      |      |      |      |      |      |       |   |       |
| Sonnenstunden (h/d)    | 1,6   | 2,8   | 3,9  | 5,9  | 6,8  | 7,3  | 7,5  | 7,1  | 5,2  | 3,3  | 1,7  | 1,3   | ⌀ | 4,5   |
|                        |       |       |      |      |      |      |      |      |      |      |      |       |   |       |
| Regentage (d)          | 9,4   | 8,3   | 9,5  | 8,8  | 9,7  | 9,6  | 9,8  | 8,6  | 8,5  | 9,4  | 9,6  | 10,4  | Σ | 111,6 |
|                        |       |       |      |      |      |      |      |      |      |      |      |       |   |       |
| Luftfeuchtigkeit (%)   | 86    | 80    | 75   | 69   | 69   | 69   | 68   | 71   | 77   | 83   | 86   | 86    | ⌀ | 76,6  |

| 1 |

| 1 |

| 3 |

| 7 |

| 11 |

| 14 |

| 16 |

| 15 |

| 12 |

| 8 |

| 4 |

| 2 |

| 1 |

| 1 |

| 3 |

| 7 |

| 11 |

| 14 |

| 16 |

| 15 |

| 12 |

| 8 |

| 4 |

| 2 |

|                        | Jan   | Feb  | Mär  | Apr  | Mai  | Jun  | Jul  | Aug  | Sep  | Okt  | Nov  | Dez   |   |       |
| Mittl. Temperatur (°C) | 4,1   | 4,7  | 7,9  | 11,8 | 15,0 | 20,5 | 21,3 | 20,6 | 16,5 | 12,0 | 6,5  | 4,8   | ⌀ | 12,2  |
| Mittl. Tagesmax. (°C)  | 6,2   | 8,4  | 12,3 | 17,5 | 20,3 | 26,1 | 26,8 | 26,0 | 22,2 | 16,0 | 9,0  | 6,8   | ⌀ | 16,5  |
| Rekordmaximum (°C)     | 15,6  | 19,3 | 25,1 | 29,9 | 35,0 | 38,3 | 40,2 | 39,6 | 32,8 | 26,8 | 22,1 | 16,0  | ᐃ | 40,2  |
| Mittl. Tagesmin. (°C)  | 2,0   | 1,4  | 3,7  | 6,4  | 9,8  | 15,1 | 16,0 | 15,7 | 11,7 | 8,5  | 4,2  | 2,8   | ⌀ | 8,1   |
| Rekordminimum (°C)     | −10,0 | −7,2 | −2,8 | 2,6  | 8,0  | 11,5 | 14,4 | 14,8 | 11,0 | 4,3  | −2,3 | −11,0 | ᐁ | −11,0 |
|                        |       |      |      |      |      |      |      |      |      |      |      |       |   |       |
| Niederschlag (mm)      | 61,0  | 47,0 | 45,0 | 30,0 | 63,0 | 73,0 | 46,0 | 63,0 | 43,0 | 41,0 | 42,0 | 76,0  | Σ | 630   |
|                        |       |      |      |      |      |      |      |      |      |      |      |       |   |       |
| Regentage (d)          | 19    | 13   | 14   | 9    | 14   | 12   | 11   | 13   | 11   | 16   | 14   | 20    | Σ | 166   |

| 2,0 |

| 1,4 |

| 3,7 |

| 6,4 |

| 9,8 |

| 15,1 |

| 16,0 |

| 15,7 |

| 11,7 |

| 8,5 |

| 4,2 |

| 2,8 |

| 2,0 |

| 1,4 |

| 3,7 |

| 6,4 |

| 9,8 |

| 15,1 |

| 16,0 |

| 15,7 |

| 11,7 |

| 8,5 |

| 4,2 |

| 2,8 |

### Bioklima und Luftqualität
Der vom Land Hessen aufgestellte Luftreinhalteplan für Frankfurt stammt aus dem Jahr 2005 und wurde 2011 erstmals fortgeschrieben. Nach der Bioklimakarte des Deutschen Wetterdienstes liegt Frankfurt in einem belasteten Verdichtungsraum. Aus lufthygienischer Sicht sind vor allem die oft niedrigen Windgeschwindigkeiten und im Zusammenhang damit die Häufigkeit von Zeiten mit ungünstigem Luftaustausch charakteristisch. Wesentlicher Teil des Luftreinhalteplans war die Einrichtung einer großen Teile des Stadtgebiets umfassenden Umweltzone zum 1. Januar 2012. Der Luftreinhalteplan konnte bis 2018 die Belastungen durch Stickoxide, vor allem Stickstoffdioxid, nicht unter die seit 2010 geltenden Grenzwerte der 39. BImSchV reduzieren. „Hauptemittent ist in Frankfurt am Main der Kfz-Verkehr, gefolgt von Anteilen aus dem Flugverkehr, der Industrie sowie den Gebäudeheizungen. Die vorherrschenden Grenzwertüberschreitungen werden vor allem durch den Kraftfahrzeugverkehr verursacht. An vielbefahrenen Straßen sind dieselbetriebene Personenkraftwagen mit bis zu 80 % Hauptverursacher.“ Der Grenzwert für Stickstoffdioxid kann daher im Stadtgebiet Frankfurt an verkehrsreichen Stellen oft nicht eingehalten werden. Das Verwaltungsgericht Wiesbaden hatte deshalb am 5. September 2018 entschieden: „In den Luftreinhalteplan für die Stadt Frankfurt am Main sind zonenbezogene Fahrverbote für Kraftfahrzeuge mit benzin- oder gasbetriebenen Ottomotoren unterhalb der Abgasnorm Euro 3, sowie für alle Fahrzeuge mit Dieselmotoren unterhalb der Abgasnorm Euro 5 ab dem 1. Februar 2019, sowie für Kraftfahrzeuge mit Dieselmotoren der Abgasnorm Euro 5 ab dem 1. September 2019 neben einem Konzept zur Parkraumbewirtschaftung und zur kurzfristigen Nachrüstung der im Innenstadtbereich verkehrenden Busflotte mit SCRT-Filtern aufzunehmen.“ Das Dieselfahrverbot träfe etwa 200.000 Fahrzeuge im Ballungsraum Frankfurt. Stadt und Land konnten ein Berufungsverfahren beim Hessischen Verwaltungsgerichtshof in Kassel gegen das Fahrverbotsurteil erwirken und ein Dieselfahrverbot vorläufig abwenden. Mit der am 28. Dezember 2020 in Kraft getretenen zweiten Fortschreibung des Luftreinhalteplans ist ein umfassendes Maßnahmenpaket verbunden, das unter anderem verbesserte Parkraumbewirtschaftung, Austausch von kommunalen Fahrzeugen, Einrichtung von Bus- und Fahrradspuren und eine Geschwindigkeitsbegrenzung auf 40 km/h innerhalb des Anlagenrings vorsieht. Falls die Maßnahmen nicht die Einhaltung der Grenzwerte bewirken, werden mit Wirkung zum 1. Oktober 2021 Verkehrsbeschränkungen für ältere Diesel- und Benzinfahrzeuge in besonders belasteten Bereichen angeordnet.

## Stadtgliederung und deren Entwicklung

### Stadtbezirke, Stadtteile und Ortsbezirke

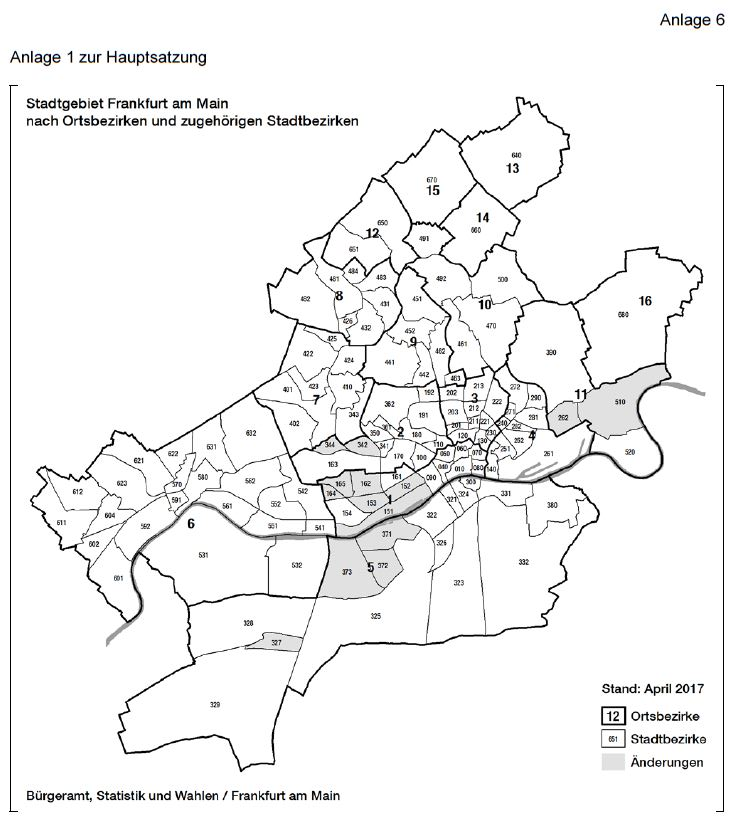
Frankfurt am Main nach Ortsbezirken und zugehörigen Stadtbezirke im Jahr 2020

Frankfurt hat 43 Stadtteile. Die drei Stadtteile Nordend, Westend und Sachsenhausen werden statistisch jeweils in zwei Stadtteile geteilt. Die Stadtteile sind von 1 bis 47 nummeriert, wobei die Nummer 23 ausgelassen wird, aus technischen Gründen jedoch dem Stadtteil Praunheim zugeordnet ist. Die Stadtteile setzen sich wiederum aus 124 Stadtbezirken, 448 Wahlbezirken und 6.130 Blöcken zusammen.
Politisch ist die Stadt in 16 Ortsbezirke aufgeteilt, die jeweils einen Ortsbeirat mit einem Ortsvorsteher als Vorsitzenden haben. Die Ortsbezirke 1 bis 11 bestehen jeweils aus mehreren Stadtteilen, während die in den 1970er Jahren eingemeindeten Stadtteile nach wie vor eigene Ortsbezirke (12 bis 16) bilden.
Der größte Stadtteil nach Fläche und Einwohnerzahl ist Sachsenhausen; es folgen nach Einwohnerzahl Nordend und Bockenheim. Die wenigen Einwohner des Stadtteils Frankfurt-Flughafen werden im statistischen Jahrbuch dem Stadtteil Sachsenhausen-Süd zugerechnet. Der kleinste Stadtteil nach Fläche ist die Altstadt.
| Nr. | Stadtteil               | Fläche in km² | Einwohner                            | Weiblich                             | Männlich                             | Deutsche                             | Ausländer                            | Ausländer in Prozent                 | Einwohner je km²                     |
| --- | ----------------------- | ------------- | ------------------------------------ | ------------------------------------ | ------------------------------------ | ------------------------------------ | ------------------------------------ | ------------------------------------ | ------------------------------------ |
| 1   | Altstadt                | 0,506         | 4288                                 | 2065                                 | 2223                                 | 2706                                 | 1582                                 | 36,9                                 | 8474                                 |
| 2   | Innenstadt              | 1,491         | 6897                                 | 3295                                 | 3602                                 | 3551                                 | 3346                                 | 48,5                                 | 4626                                 |
| 3   | Bahnhofsviertel         | 0,542         | 3984                                 | 1555                                 | 2429                                 | 2010                                 | 1974                                 | 49,5                                 | 7351                                 |
| 4   | Westend-Süd             | 2,497         | 20.092                               | 10.075                               | 10.017                               | 14.491                               | 5601                                 | 27,9                                 | 8046                                 |
| 5   | Westend-Nord            | 1,632         | 10.268                               | 5225                                 | 5043                                 | 7378                                 | 2890                                 | 28,1                                 | 6292                                 |
| 6   | Nordend-West            | 3,100         | 32.393                               | 16.455                               | 15.938                               | 25.256                               | 7137                                 | 22                                   | 10449                                |
| 7   | Nordend-Ost             | 1,532         | 23.224                               | 11.946                               | 11.278                               | 18.018                               | 5206                                 | 22,4                                 | 15159                                |
| 8   | Ostend                  | 5,564         | 31.871                               | 16.267                               | 15.604                               | 22.244                               | 9627                                 | 30,2                                 | 5728                                 |
| 9   | Bornheim                | 2,786         | 30.919                               | 16.279                               | 14.640                               | 23.182                               | 7737                                 | 25                                   | 11098                                |
| 10  | Gutleutviertel          | 1,792         | 6881                                 | 2976                                 | 3905                                 | 3841                                 | 3040                                 | 44,2                                 | 3840                                 |
| 11  | Gallus                  | 4,517         | 45.609                               | 21.732                               | 23.877                               | 25.954                               | 19.655                               | 43,1                                 | 10097                                |
| 12  | Bockenheim              | 8,031         | 45.491                               | 22.873                               | 22.618                               | 29.035                               | 16.456                               | 36,2                                 | 5664                                 |
| 13  | Sachsenhausen-Nord      | 4,235         | 32.941                               | 16.870                               | 16.071                               | 24.698                               | 8243                                 | 25                                   | 7778                                 |
| 14  | Sachsenhausen-Süd       | 30,535        | 30.367                               | 15.546                               | 14.821                               | 22.548                               | 7819                                 | 25,7                                 | 994                                  |
| 15  | Flughafen               | 24,176        | Daten in Sachsenhausen-Süd enthalten | Daten in Sachsenhausen-Süd enthalten | Daten in Sachsenhausen-Süd enthalten | Daten in Sachsenhausen-Süd enthalten | Daten in Sachsenhausen-Süd enthalten | Daten in Sachsenhausen-Süd enthalten | Daten in Sachsenhausen-Süd enthalten |
| 16  | Oberrad                 | 2,708         | 13.855                               | 6924                                 | 6931                                 | 8868                                 | 4987                                 | 36                                   | 5116                                 |
| 17  | Niederrad               | 6,124         | 31.163                               | 15.422                               | 15.741                               | 18.898                               | 12.265                               | 39,4                                 | 5089                                 |
| 18  | Schwanheim              | 14,773        | 20.720                               | 10.602                               | 10.118                               | 15.194                               | 5526                                 | 26,7                                 | 1403                                 |
| 19  | Griesheim               | 5,100         | 32.303                               | 11.088                               | 21.215                               | 22.205                               | 10.098                               | 31,3                                 | 6334                                 |
| 20  | Rödelheim               | 4,660         | 19.899                               | 9940                                 | 9959                                 | 12.569                               | 7330                                 | 36,8                                 | 4270                                 |
| 21  | Hausen                  | 1,246         | 7338                                 | 3713                                 | 3625                                 | 4616                                 | 2722                                 | 37,1                                 | 5889                                 |
| 22  | Praunheim               | 5,153         | 16.700                               | 8565                                 | 8135                                 | 11.677                               | 5023                                 | 30,1                                 | 3241                                 |
| 24  | Heddernheim             | 2,514         | 17.459                               | 9123                                 | 8336                                 | 12.550                               | 4909                                 | 28,1                                 | 6945                                 |
| 25  | Niederursel             | 7,422         | 17.746                               | 9115                                 | 8631                                 | 11.917                               | 5829                                 | 32,8                                 | 2391                                 |
| 26  | Ginnheim                | 2,695         | 17.527                               | 9113                                 | 8414                                 | 12.606                               | 4921                                 | 28,1                                 | 6504                                 |
| 27  | Dornbusch               | 2,384         | 18.732                               | 9826                                 | 8906                                 | 14.448                               | 4284                                 | 22,9                                 | 7857                                 |
| 28  | Eschersheim             | 3,232         | 15.559                               | 7993                                 | 7566                                 | 11.761                               | 3798                                 | 24,4                                 | 4814                                 |
| 29  | Eckenheim               | 2,254         | 14.206                               | 7304                                 | 6902                                 | 9675                                 | 4531                                 | 31,9                                 | 6303                                 |
| 30  | Preungesheim            | 3,680         | 15.770                               | 8014                                 | 7756                                 | 11.187                               | 4583                                 | 29,1                                 | 4285                                 |
| 31  | Bonames                 | 1,372         | 6365                                 | 3253                                 | 3112                                 | 4454                                 | 1911                                 | 30                                   | 4639                                 |
| 32  | Berkersheim             | 3,185         | 3888                                 | 1924                                 | 1964                                 | 2904                                 | 984                                  | 25,3                                 | 1221                                 |
| 33  | Riederwald              | 1,074         | 4917                                 | 2489                                 | 2428                                 | 3454                                 | 1463                                 | 29,8                                 | 4578                                 |
| 34  | Seckbach                | 7,999         | 10.471                               | 5322                                 | 5149                                 | 7294                                 | 3177                                 | 30,3                                 | 1309                                 |
| 35  | Fechenheim              | 6,984         | 17.143                               | 8267                                 | 8876                                 | 9516                                 | 7627                                 | 44,5                                 | 2455                                 |
| 36  | Höchst                  | 4,597         | 16.007                               | 7802                                 | 8205                                 | 8970                                 | 7037                                 | 44                                   | 3482                                 |
| 37  | Nied                    | 3,708         | 20.127                               | 9918                                 | 10.209                               | 12.118                               | 8009                                 | 39,8                                 | 5428                                 |
| 38  | Sindlingen              | 3,968         | 8840                                 | 4417                                 | 4423                                 | 5829                                 | 3011                                 | 34,1                                 | 2228                                 |
| 39  | Zeilsheim               | 5,467         | 12.857                               | 6346                                 | 6511                                 | 8476                                 | 4381                                 | 34,1                                 | 2352                                 |
| 40  | Unterliederbach         | 6,021         | 17.389                               | 8645                                 | 8744                                 | 11.372                               | 6017                                 | 34,6                                 | 2888                                 |
| 41  | Sossenheim              | 5,919         | 16.515                               | 8296                                 | 8219                                 | 9874                                 | 6641                                 | 40,2                                 | 2790                                 |
| 42  | Nieder-Erlenbach        | 8,367         | 4862                                 | 2491                                 | 2371                                 | 4179                                 | 683                                  | 14                                   | 581                                  |
| 43  | Kalbach-Riedberg        | 6,580         | 23.652                               | 12.027                               | 11.625                               | 17.793                               | 5859                                 | 24,8                                 | 3595                                 |
| 44  | Harheim                 | 4,837         | 5302                                 | 2673                                 | 2629                                 | 4380                                 | 922                                  | 17,4                                 | 1096                                 |
| 45  | Nieder-Eschbach         | 6,348         | 12.280                               | 6293                                 | 5987                                 | 8869                                 | 3411                                 | 27,8                                 | 1934                                 |
| 46  | Bergen-Enkheim          | 12,601        | 18.281                               | 9357                                 | 8924                                 | 14.379                               | 3902                                 | 21,3                                 | 1451                                 |
| 47  | Frankfurter Berg        | 2,400         | 8302                                 | 4163                                 | 4139                                 | 5852                                 | 2450                                 | 29,5                                 | 3459                                 |
|     | Stadt Frankfurt am Main | 248,31        | 782.416                              | 393.584                              | 388.832                              | 533.803                              | 248.613                              | 31,8                                 | 3151                                 |

### Einwohnerentwicklung

Einwohnerentwicklung von Frankfurt am Main von 1387 bis 2018

Angaben über die Einwohnerentwicklung Frankfurts basieren bis ins 19. Jahrhundert auf ungenauen Schätzungen, erst ab etwa 1810 auf Volkszählungsergebnissen und amtlichen Statistiken. Im Mittelalter gehörte Frankfurt mit rund 10.000 Einwohnern zu den mittelgroßen deutschen Städten. Im 17. Jahrhundert überschritt die Einwohnerzahl 20.000, Mitte des 18. Jahrhunderts 30.000 und um 1810 40.000. Bis zum Ende der Freien Stadt Frankfurt 1866 stieg die Stadtbevölkerung auf über 90.000, von denen rund 78.000 innerhalb der Wallanlagen wohnten. Dort leben heute etwa 7000 Menschen.
1875 hatte Frankfurt 100.000 Einwohner. Etwa ab 1880 gehörte es zu den zehn größten Städten Deutschlands. 1910 stand es mit 414.576 Einwohnern an neunter Stelle in Deutschland und an vierter unter den preußischen Großstädten. Bis zum Beginn des Zweiten Weltkriegs stieg die Stadtbevölkerung auf 553.464.
Im Zweiten Weltkrieg kamen mehr als 4800 Zivilisten und 12.700 Frankfurter Soldaten ums Leben, fast 12.000 jüdische Einwohner Frankfurts (von ehemals 30.000) wurden im Holocaust ermordet. Ende 1945 lebten 358.000 Menschen in der Stadt, in der etwa die Hälfte der Wohnungen durch den Krieg zerstört worden war.
1951 überschritt die Einwohnerzahl wieder den Stand von 1939 und erreichte 1963 mit 691.257 einen vorläufigen Höchststand. Durch Wanderungsverluste ins Umland nahm die Zahl der Einwohner bis 1986 auf 592.411 ab, seitdem stieg sie wieder an auf 756.021 (Stichtag 31. Dezember 2024). Das Bevölkerungswachstum ist eine Folge der wirtschaftlichen Dynamik der Stadt, der Ausweisung neuer Siedlungs- und Wohngebiete sowie der Veränderung der Altersstruktur durch den Zuzug junger Familien.
Nach der im Juni 2015 veröffentlichten Regionalisierten Bevölkerungsvorausberechnung bis 2040 erwartet das Bürgeramt Statistik und Wahlen eine Fortsetzung des starken Bevölkerungswachstums der letzten Jahre. Am 18. Februar 2019 hatte Frankfurt erstmals über 750.000 Einwohner. 2020 werden etwa 764.000 Einwohner erwartet, 2030 etwa 810.000 und 2040 etwa 830.000. Durch den anhaltenden Zuzug vorwiegend junger Menschen sinkt das Durchschnittsalter Frankfurts nach einer Studie des Instituts der deutschen Wirtschaft (IW) deutschlandweit am schnellsten. 2017 lag es bei 40,6 Jahren.
30 Prozent der am 31. Dezember 2024 in Frankfurt mit Hauptwohnsitz gemeldeten 782.416 Einwohner haben keine deutsche Staatsangehörigkeit. Abgesehen von einigen Umlandgemeinden ist das der höchste Ausländeranteil aller hessischen Kommunen. Laut dem im Juni 2017 vorgestellten Bericht zum Integritäts- und Diversitätsmonitoring des städtischen Amts für multikulturelle Angelegenheiten hatten 2015 51,2 Prozent der Frankfurter einen Migrationshintergrund, von denen jedoch etwa ein Drittel nicht selbst zugewandert ist. Die Einwohner der Stadt stammten 2024 aus rund 180 Nationen.

### Eingemeindungen

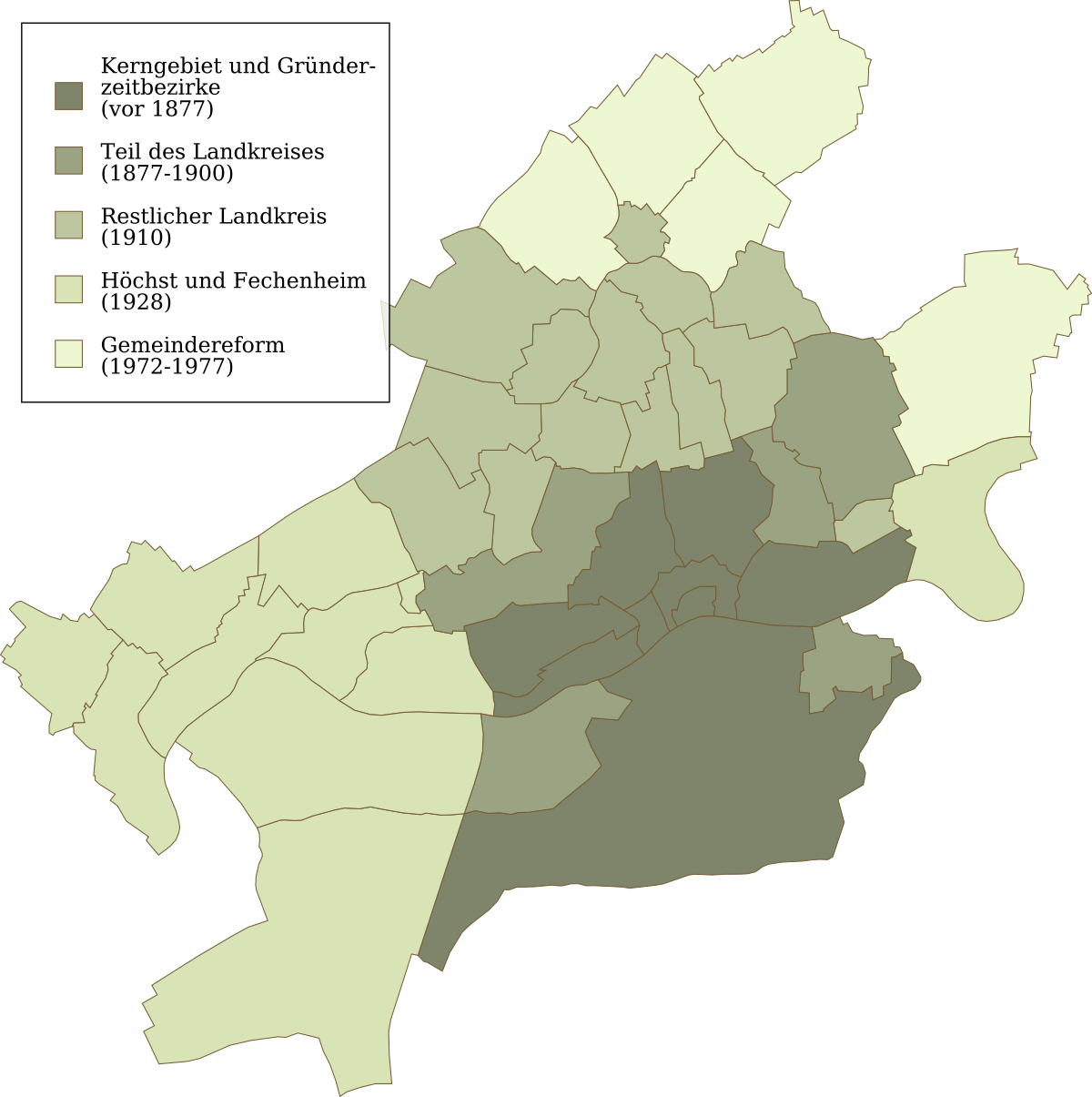
Eingemeindungen von Frankfurt am Main

Bis 1866 bestand das Stadtgebiet von Frankfurt am Main aus dem Stadtbezirk mit den heutigen Stadtteilen Altstadt, Innenstadt, Bahnhofsviertel, Gutleutviertel, Gallus, Westend, Nordend, Ostend, Riederwald und Sachsenhausen, einschließlich des Frankfurter Stadtwaldes, sowie aus dem Landbezirk mit den acht Dörfern Bornheim, Hausen, Niederursel (zur Hälfte mit dem Großherzogtum Hessen), Bonames, Nieder-Erlenbach, Dortelweil, Oberrad und Niederrad. Nach der Annexion der Freien Stadt Frankfurt durch Preußen bildete deren ehemaliges Territorium den Stadtkreis Frankfurt am Main.
Ab 1877 wurden die Gemeinden des Stadtkreises, 1910 auch des 1885 gebildeten Landkreises Frankfurt, nach und nach in die Stadt Frankfurt eingemeindet. Die letzte Eingemeindung erfolgte 1977. Von den ehemaligen Frankfurter Dörfern gehört nur Dortelweil nicht wieder zum Stadtgebiet. Im heutigen Frankfurter Stadtgebiet liegen einige Wüstungen, also ehemalige Siedlungen bzw. Dörfer, die im Laufe der Zeit aufgegeben wurden.
Siehe auch
| - Liste der Ortsbezirke von Frankfurt am Main - Liste der Stadtteile von Frankfurt am Main | - Liste der Stadtbezirke von Frankfurt am Main - Liste von Siedlungen in Frankfurt am Main | - Liste der Wüstungen in Frankfurt am Main - Liste der Straßennamen von Frankfurt am Main | - Liste von Straßen und Plätzen in Frankfurt am Main |

## Stadtbild

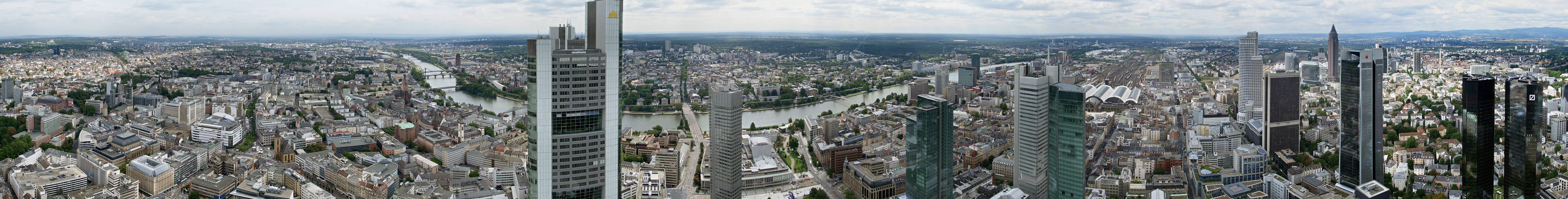
Panoramaansicht vom Main Tower (2005). Die Blickrichtungen sind Osten (links), Süden (Bildmitte) und Westen (rechts)
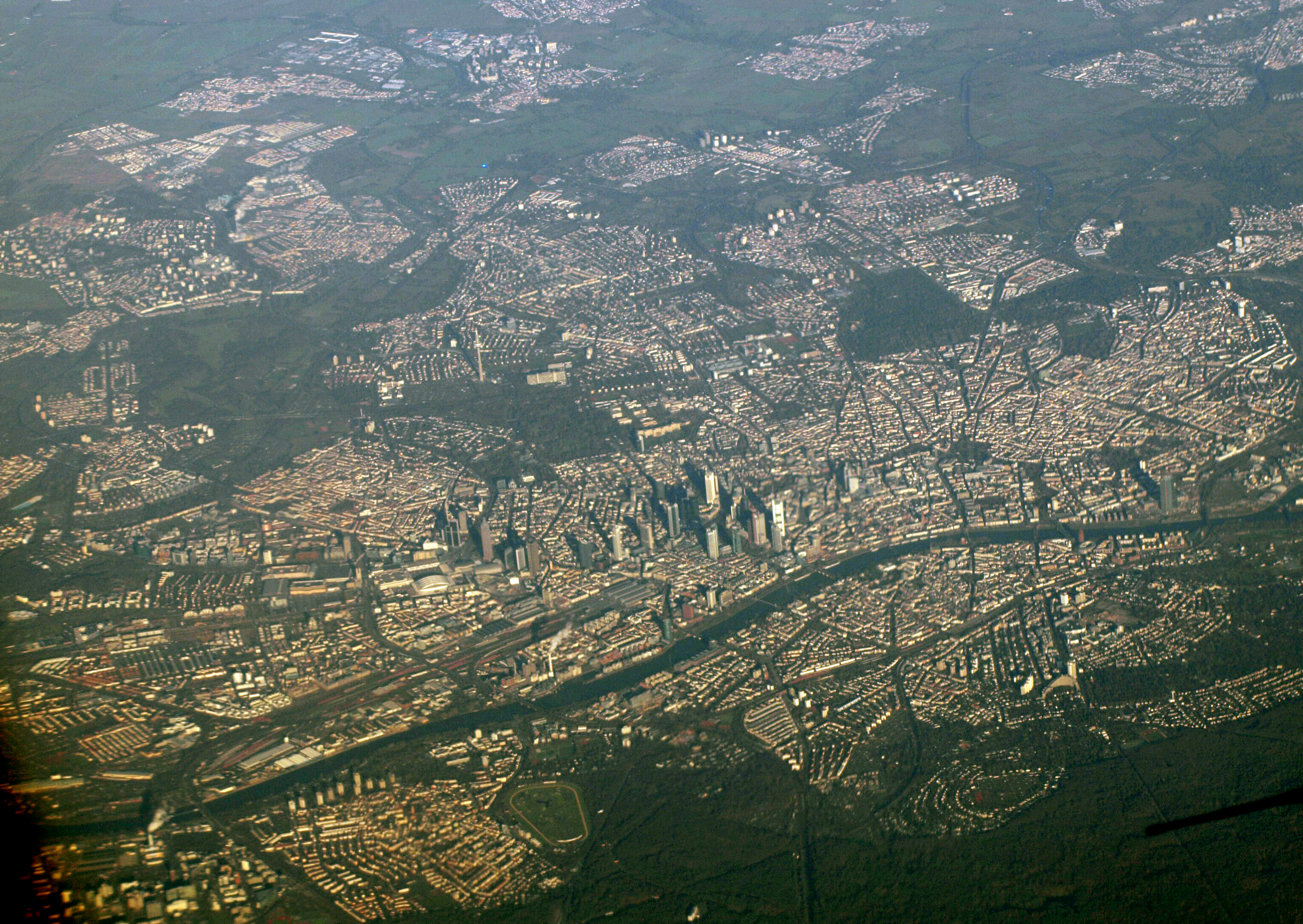
Luftbild von Frankfurt am Main beim Überflug (2013)
Blick vom Goetheturm auf Frankfurt am Main (2023)

### Altstadt und Innenstadt

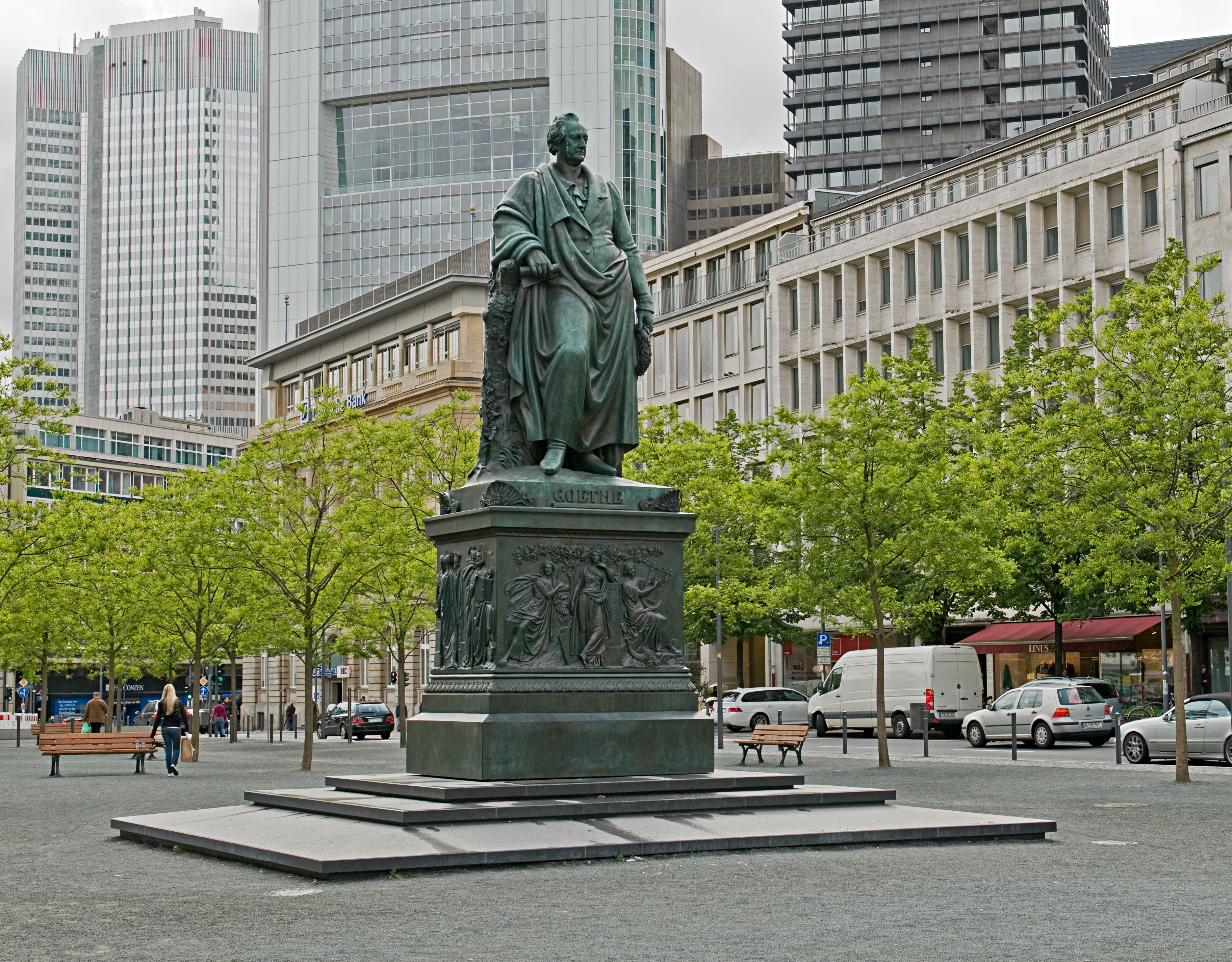
Goethedenkmal auf dem Goetheplatz

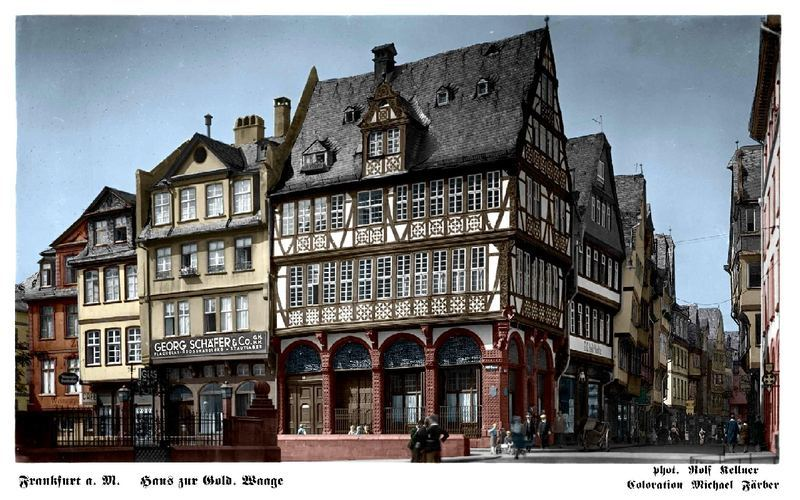
Das Haus zur Goldenen Waage in der Altstadt wurde im Zuge des Dom-Römer-Projektes von 2014 bis 2018 wiederaufgebaut

Wie bei anderen deutschen Großstädten hat sich Frankfurts Stadtbild nach dem Zweiten Weltkrieg teils radikal geändert, obwohl heute über 40 % der Stadt aus Gebäuden aus der Zeit von vor dem Zweiten Weltkrieg bestehen. Dies war bedingt durch die Bombenschäden der Luftangriffe auf Frankfurt am Main und den darauf folgenden, den alten Stadtgrundriss oft ignorierenden Wiederaufbau, dem die Stadt ein autogerechtes Straßennetz und eine eher vorstädtisch wirkende Altstadtbebauung im Stil der 1950er und 1960er Jahre verdankt.
Von einer der ehemals größten zusammenhängenden Altstädte Deutschlands, die seit dem Hochmittelalter nie durch Kriege oder Großfeuer verwüstet worden war, blieb nur wenig übrig. Von rund 1250 Fachwerkhäusern überlebten nur zwei weitgehend unversehrt, das Haus Wertheim am Fahrtor und das Haus Mainkai 40, das wie die meisten Frankfurter Fachwerkhäuser früher kein Sichtfachwerk zeigt, sondern verputzt ist. Doch schon seit Mitte des 19. Jahrhunderts bis zum Ersten Weltkrieg wurden Straßendurchbrüche geschaffen (Braubachstraße) und ganze Quartiere abgerissen (Judengasse). Im Zentrum der historischen Altstadt liegt der Römerberg, einer der bekanntesten Stadtplätze der Bundesrepublik. Die den Platzrand säumenden Gebäude sind Wiederaufbauten oder Neubauten der 1950er und 1980er Jahre.
Die Grenzen des Stadtviertels Frankfurt-Altstadt entsprechen dem Verlauf der alten Stadtmauer des 12. Jahrhunderts, der sogenannten Staufenmauer. Dies entspricht etwa den Straßenzügen Neue Mainzer Straße-Kaiserstraße-Roßmarkt-Zeil-Kurt-Schumacher-Straße. In der Altstadt befinden sich der Frankfurter Kaiserdom und die als Tagungsort der deutschen Nationalversammlung von 1848 bekannte Paulskirche. Ein Grafiker, der das alte Frankfurt des 17. Jahrhunderts detailgetreu in Stadtansichten darstellte, war Matthäus Merian. Für die genaue fotografische Dokumentation Frankfurts war im 19. Jahrhundert Carl Friedrich Mylius sehr bedeutend.
Die heutige Innenstadt, ab 1333 als Neustadt erweiterter Teil der Altstadt, erlebte im frühen 19. Jahrhundert starke Veränderungen. Die barocke Stadtbefestigung mit ihren großen Bastionen, die seit dem 17. Jahrhundert die Alt- und die Neustadt umfassten, wurde geschleift und stattdessen die Wallanlagen als ringförmiger Park um die alte Stadt geschaffen. Das sumpfige Fischerfeld wurde trockengelegt und einheitlich bebaut. Der Stadtplaner Georg Heß verfasste ein Statut, in dem geregelt wurde, wie die Neubauten aussehen sollten. Er verlangte, dass sich die Bauherren an den Stil des Klassizismus zu halten hätten. In diesem ebenfalls weitgehend zerstörten Stadtquartier haben sich nur wenige Beispiele für den Frankfurter Klassizismus erhalten, so der ab 1835 entstandene Neubau des Hospital zum Hl. Geist und die 1820 bis 1825 entstandene und 1944 teilweise zerstörte Alte Stadtbibliothek, die als „Literaturhaus“ 2005 originalgetreu wiederaufgebaut worden ist. In der Wallservitut wurde 1827 festgelegt, dass die in Spazierwege umgewandelten Wallanlagen nicht bebaut werden dürften. Diese Bestimmung gilt nach wie vor, auch wenn die Stadt einzelne Ausnahmen zugelassen hat (Alte Oper, Schauspielhaus, das ursprünglich als Stadtbad Mitte erbaute Hilton-Hotel).
Ende des 19. Jahrhunderts entwickelte sich die Hauptwache zum Mittelpunkt der Stadt. Die Zeil wurde zur Hauptgeschäftsstraße. Die 1678–1681 am Eingang der Zeil errichtete barocke Katharinenkirche, heute die größte evangelische Kirche Frankfurts, ist eng mit der Familie Goethe verbunden.
Wiederholte, radikale bauliche Veränderungen prägen die Frankfurter Innenstadt und geben bisher unzugängliche Bereiche der öffentlichen – vor allem merkantilen – Nutzung zurück. So wurde an der Einkaufsstraße Zeil im Februar 2009 auf dem ehemaligen Gelände der Hauptpost Frankfurt am Main und der Telekom zwischen Eschenheimer Tor und Zeil das Einkaufszentrum MyZeil eröffnet, flankiert von zwei Hochhäusern mit Büro- und Hotelnutzung, sowie das zwischen 1737 und 1741 erbaute, stadtgeschichtlich wichtige und 1944 zerstörte Palais Thurn und Taxis in etwas verkleinerter Form originalgetreu rekonstruiert. Für das Palaisquartier genannte Projekt wurde unter anderem das Fernmeldehochhaus, eines der ersten Frankfurter Hochhäuser aus dem Jahr 1956, abgerissen. Das Gebäudeensemble wurde Mitte 2010 fertiggestellt. Auf dem direkt nördlich angrenzenden Grundstück wurde das 1953 errichtete Rundschau-Haus der Frankfurter Rundschau abgerissen, um Wohn- und Geschäftshäusern Platz zu machen. Das ehemalige Degussa-Gelände zwischen Mainkai, Neuer Mainzer Straße und Weißfrauenstraße wurde 2010–2018 komplett umgestaltet. 2018 wurde damit begonnen, das ehemalige Areal der Deutschen Bank am Roßmarkt mit einem von vier Hochhäusern überragten neuen Quartier zu überbauen. Hier wird mit dem Deutsche-Bank-Hochhaus ein Frankfurter Hochhaus der ersten Generation Opfer der Neubebauung. Das Four genannte Projekt soll 2024 abgeschlossen sein, die ersten Gebäude sollen bereits Ende 2023 bezogen werden.
Eine weitere große Veränderung leitete 2010 der Abriss des Technischen Rathauses im Altstadtkern zwischen Dom und Römerberg ein. Hier entstand von 2014 bis 2018 im Rahmen des Dom-Römer-Projekts der historische Grundriss mit den Straßenzügen Markt und Hühnermarkt über 70 Jahre nach seiner Zerstörung wieder neu. Unter den 35 Neubauten sind 15 als schöpferische Nachbauten bezeichnete Rekonstruktionen ehemaliger Altstadthäuser, darunter städtebaulich bedeutende Gebäude wie das Haus zur Goldenen Waage, das Neue Rote Haus, das Goldene Lämmchen, ein Teil des Rebstockhofs und das Haus zum Esslinger. Der Archäologische Garten mit den Ausgrabungen einer römischen Niederlassung und der karolingischen Königspfalz wurde mit dem Stadthaus am Markt überbaut, um die ältesten Siedlungsspuren Frankfurts dauerhaft vor der Witterung zu schützen und zugänglich zu halten.

### Klassizistische und gründerzeitliche Bezirke
Seit etwa 1830 entstanden außerhalb der Wallanlagen die Stadtteile Westend, Nordend und Ostend. Nach dem Bau des Hauptbahnhofes entstand in den 1890er Jahren das Bahnhofsviertel auf dem Gelände der drei zuvor direkt westlich an den Anlagenring angrenzenden Westbahnhöfe.
Als Wohngebiete wuchsen vor allem die drei erstgenannten Stadtteile sowie das südlich des Mains gelegene Sachsenhausen besonders nach der Annexion durch Preußen außerordentlich stark. Ein Prozent der Bevölkerung wohnt innerhalb der ehemaligen Stadtmauern. Die Bebauung erfolgte bis 1866 eher planlos mit Bebauung der sogenannten „Gärtnereizone“ außerhalb der Wallanlagen, die an den „krummen“ Straßenführungen und vereinzelt erhaltenen Gartenhäusern der klassizistischen Epoche ablesbar ist. Nachdem dieser Bereich durch ständige Verdichtung erschöpft schien, entwickelte sich die Bebauung entlang der breiten, allesamt Landstraßen genannten Ausfallstraßen in Richtung der Vororte weiter. So an der Eschersheimer Landstraße, der Eckenheimer Landstraße, Friedberger Landstraße oder der Bockenheimer Landstraße. In preußischer Zeit wurde dann auf dem Reißbrett ein schachbrettartiges Straßenraster entwickelt, das zeittypisch vereinzelt von polygonalen Platzanlagen zugunsten besonderer Blickbeziehungen etwa zu Kirchenbauten aufgebrochen ist. Der Anfang des 20. Jahrhunderts unter Oberbürgermeister Franz Adickes erbaute Frankfurter Alleenring fasst als Ringstraße mit breitem, begrüntem Mittelstreifen diese Stadterweiterung ein. Er folgt in weiten Bereichen etwa dem Verlauf der alten Frankfurter Landwehr.
Gebaut wurden üblicherweise in der Art des geschlossenen Blockrands mit vier bis fünf Etagen – und dabei die vorhandenen Villen des Klassizismus größtenteils abgerissen und die großen Gartengrundstücke parzelliert. Ausnahmen blieben die Villen der Familien Rothschild, Bethmann (alle im Zweiten Weltkrieg zerstört) und das bereits im 18. Jahrhundert an Stelle einer Wasserburg erbaute Holzhausenschlößchen, deren Parks den Bewohnern der umgebenden Stadtteile willkommene Erholungsmöglichkeiten bieten. Als lokale Besonderheit dominierte bis 1880 vielerorts ein zurückhaltender Spätklassizismus und selbst die nachfolgenden, stärker im „wilhelminischen“ Geschmack errichtete Architektur entwickelte beim Geschosswohnungsbau in der eher kaufmännisch denkenden Stadt nie die repräsentative Prachtentfaltung, wie sie aus anderen in jener Zeit stark gewachsenen Städten wie Wiesbaden, Leipzig oder Berlin bekannt ist.
Die 1877 und 1895 eingemeindeten Stadtteile Bornheim und Bockenheim wurden ebenso wie Heddernheim, Eckenheim und Eschersheim in die Stadt integriert, erweitert und erhielten Anschluss an die Frankfurter Straßenbahn, konnten sich hingegen als Nebenzentren ihren eigenen Charakter bewahren.
Typisch für die Zeit war das West-Ost-Gefälle in Qualität und Anspruch der Bebauung. Während das neuerbaute Bahnhofsviertel um 1900 als nobelstes Geschäftsviertel und das Westend als vornehmstes, großbürgerliches Wohngebiet galten, waren das Nordend, Bornheim und das Ostend Stadtteile des mittleren Bürgertums. Eine gewisse Sonderstellung nahm dabei das Ostend ein, das ebenso wie das Fischerfeld traditionell einen hohen jüdischen Bevölkerungsanteil hatte, und in dem sich viele Einrichtungen der jüdischen Gemeinde konzentrierten, so das Krankenhaus und das Waisenhaus auf dem Röderberg. Die große orthodoxe, 1905 bis 1907 erbaute Synagoge an der Friedberger Anlage (1938 zerstört) galt wie die in den 1920er Jahren errichtete Großmarkthalle als Wahrzeichen des Stadtteils. Die Arbeiterschicht konzentrierte sich in der Nähe der großen Fabriken rund um den Hauptbahnhof im Gutleut- und Gallusviertel sowie dem im Rahmen der Osthafenplanung entstandenen Stadtteil Riederwald. Infolge der Naziherrschaft und der Flächenbombardements des Zweiten Weltkriegs änderten sich diese Verhältnisse grundlegend. Die ehemaligen Bewohner des Westends zog es in die Taunusvororte, das weitgehend zerstörte Ostend erholte sich jahrzehntelang kaum. Ein neues Bürgerbewusstsein entstand im Verlauf des Häuserkampfs der 1960er und 1970er Jahre, als für die Schaffung von Büroraum im Bahnhofsviertel und Westend zahlreiche gründerzeitliche Bauten abgerissen, umgenutzt oder durch Bürohochhäuser ersetzt wurden. Das Nordend und Bornheim entwickelten sich zu Zentren der aufkeimenden grünen Bewegung. Im Zuge der Gentrifizierung sind diese „Szeneviertel“, ebenso wie nach dem Neubau der Europäischen Zentralbank das Ostend in den Fokus der Immobilieninvestoren und -entwickler geraten. Durch das auf dem früheren Güterbahnhofsgelände entstehende Europaviertel mit dem Einkaufszentrum Skyline Plaza am Rande des Gallusviertel sind in diesem bisherigen Arbeiterstadtteil entsprechende Entwicklungen absehbar.
Neben den Wallanlagen entstanden in der Stadt ab dem 19. Jahrhundert weitere Grünanlagen, die zumeist auf Parks begüterter Frankfurter Familien zurückgehen. Im Stadtteil Nordend-Ost befindet sich zum Beispiel der Bethmannpark mit seinem chinesischen Garten des Himmlischen Friedens. Im Nordend befinden sich der Holzhausenpark und der Günthersburgpark. Weiter westlich im Stadtteil Westend liegt der Grüneburgpark, in dem sich unter anderem die griechisch-orthodoxe Georgioskirche und ein koreanischer Garten befinden. Der Palmengarten ist ein seit 1871 bestehender international renommierter Botanischer Garten, der etwa 2500 Pflanzenarten kultiviert und Attraktionen wie das Papageno Musiktheater oder die Parkeisenbahn Palmen-Express beherbergt. Direkt nebenan befindet sich der ehemalige Botanische Garten der Universität, der nach Verlagerung des Botanischen Instituts auf den Riedberg in die Obhut des Palmengartens übergegangen ist. Diese drei aneinandergrenzenden Parks bilden die größte innenstadtnahe Grünanlage Frankfurts. Der Ostpark im Ostend war 1907 der erste Volkspark in Frankfurt und wurde als Erholungsort für die Anwohner, wie der Arbeiter der angrenzenden Industriegebiete, konzipiert.

### Klassische Moderne: Das Neue Frankfurt
1925 wurde das Neue Frankfurt als umfangreiches Städtebauprogramm begonnen. Der Oberbürgermeister Ludwig Landmann ernannte 1925 den Architekten Ernst May zum Stadtbaurat, der fortan alle Aktivitäten leitete und sich mit einem Stab junger Architekten, Techniker, Künstler und Designer umgab, um das Projekt nachhaltig in der Stadt zu verankern. Städtebaulich wurde das Zusammenwachsen der eingemeindeten Dörfer gestaltet und die Stadt um Infrastrukturprojekte und Parks bereichert. Darüber hinaus wurden wegweisende Technologien für das Bauwesen und das Industriedesign erprobt und eingesetzt. Bekannte Bauten umfassen die Großmarkthalle und das Gesellschaftshaus des Palmengartens und Siedlungen wie Praunheim, Römerstadt und Westhausen im Norden, die Siedlung Bornheimer Hang im Osten, die Hellerhofsiedlung sowie die Heimatsiedlung im Süden. Herausragende Designleistungen umfassen die Frankfurter Küche und die Schriftart Futura.

### Höchst und die äußeren Stadtteile
Zu Beginn des 20. Jahrhunderts wurden in mehreren Schritten die nördlich der Innenstadt gelegenen Stadtteile eingemeindet. Einige dieser Stadtteile hatten bereits bis 1866 zum Besitz der Freien Stadt Frankfurt gehört, andere waren zuvor nie mit Frankfurt verbunden. Um 1914 gehörte Frankfurt zu den flächenmäßig größten Städten Deutschlands.
Das Stadtgebiet wuchs 1928 durch Eingemeindungen weiter. Unter anderem kam die Stadt Höchst am Main mit der Altstadt dazu, die gut erhalten ist und seit 1972 unter Denkmalschutz steht. Hier stehen ungefähr 400 Fachwerkhäuser, wie das älteste Gebäude Frankfurts, die Justinuskirche. Die spätesten Eingemeindungen fanden 1972 und 1977 im Nordosten (Kalbach, Harheim, Nieder-Eschbach und Nieder-Erlenbach; im Osten Bergen-Enkheim) statt. Diese Stadtteile haben zum Teil ihren ländlichen Charakter bewahrt. Neben Höchst besitzen zum Beispiel Seckbach, Niederursel und Bergen-Enkheim bemerkenswerte Fachwerkstraßenzüge. Insgesamt sind etwa 14.500 Gebäude auf dem Stadtgebiet Frankfurts von vor 1919 und etwa 3.000 davon sind Fachwerkhäuser.

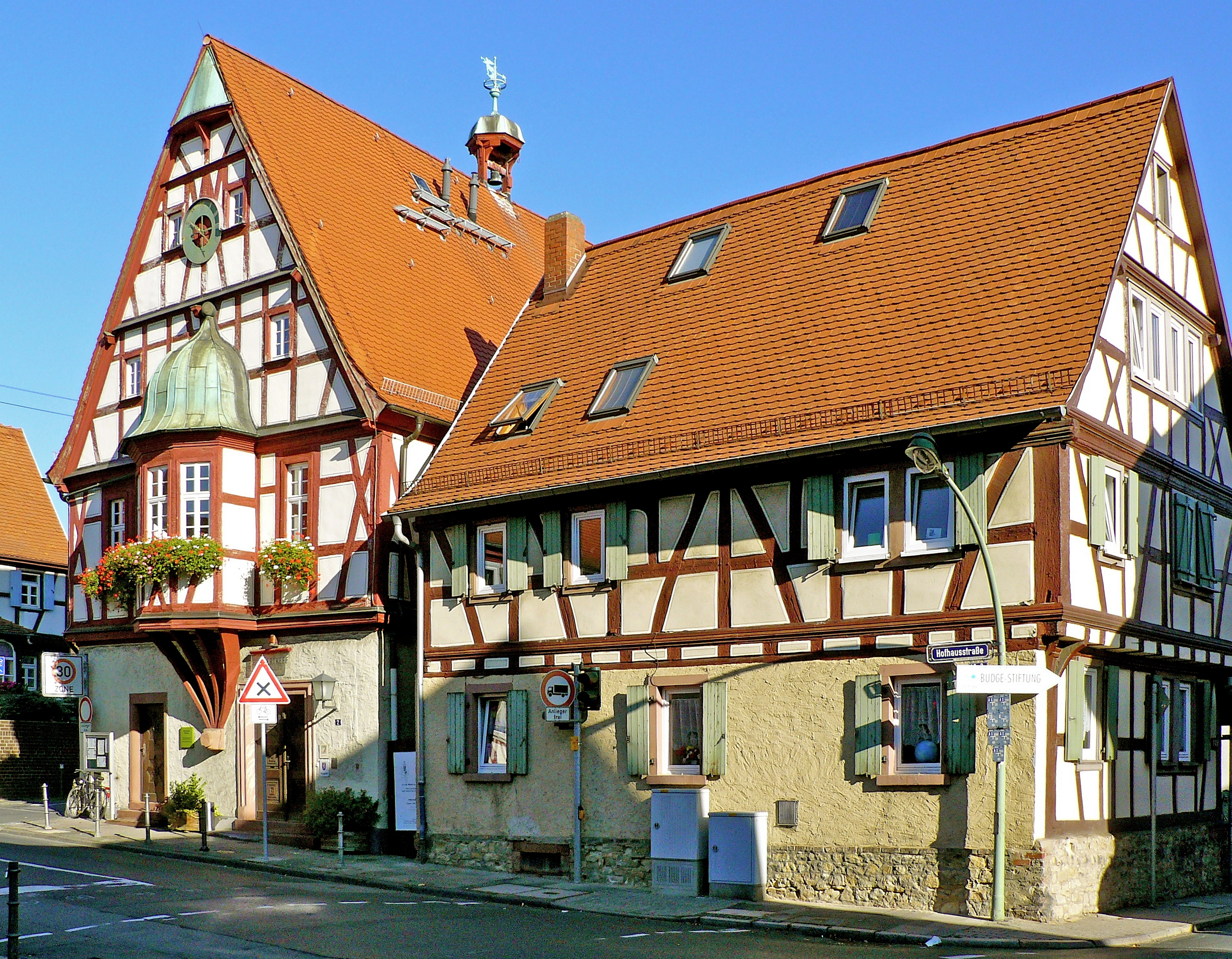
Seckbach
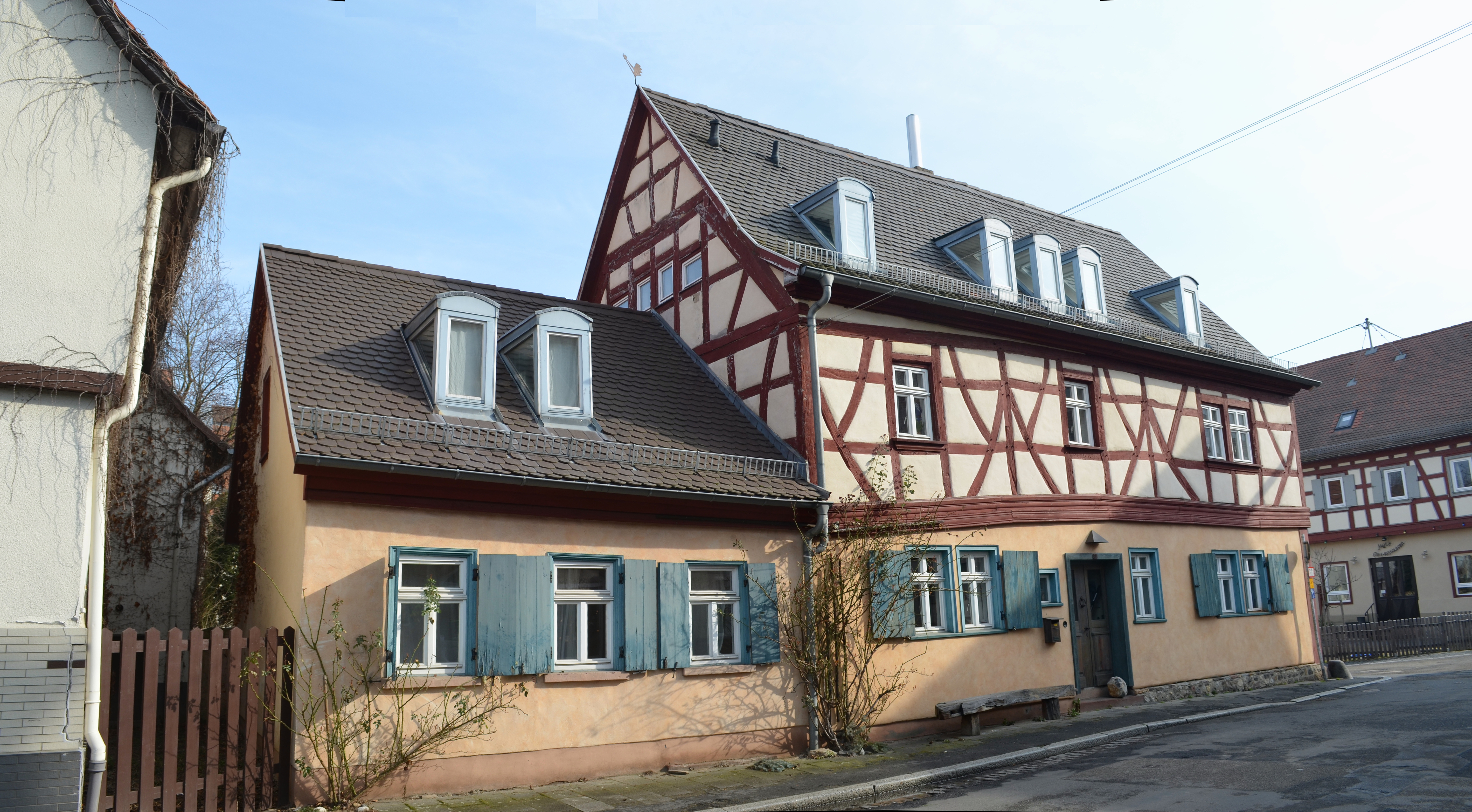
Niederursel
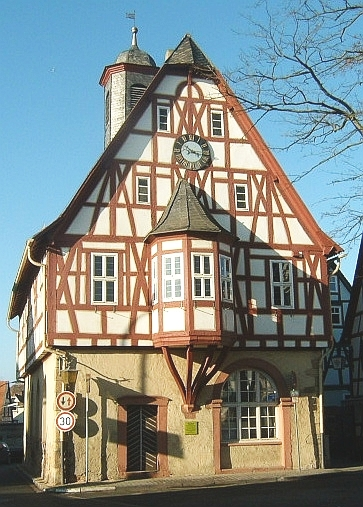
Bergen-Enkheim

### Grüngürtel
Der Frankfurter Grüngürtel erstreckt sich ringförmig um den dichtbesiedelten Stadtkern. Er besteht aus drei unterschiedlichen Landschaften, dem Berger Rücken im Nordosten der Stadt, dem Niddatal auf dem gesamten Verlauf im Frankfurter Stadtgebiet im Westen und Norden sowie dem Frankfurter Stadtwald im Süden. Der Grüngürtel umfasst über 8.000 Hektar, was etwa einem Drittel des Frankfurter Stadtgebietes entspricht. Er wurde 1991 als einer der ersten Grüngürtel der Welt mit einer kommunalen Satzung, der Grüngürtel-Verfassung, begründet und ist Teil des seit 1994 ausgewiesenen 10.850 Hektar großen Landschaftsschutzgebiets Grüngürtel und Grünzüge in der Stadt Frankfurt am Main. Das Landschaftsschutzgebiet ist in zwei Zonen eingeteilt, die vor Bebauung und Nutzungsänderungen geschützt sind. Zone I umfasst Grünanlagen und Gärten sowie Sport-, Freizeit- und Erholungsanlagen, Zone II Wald- und Ackerflächen, Gehölze und Brachen, Wiesen sowie Auen- und Feuchtgebiete. Teile des Grüngürtels gehen nahtlos in den größeren Schutz- und Erholungsraum Regionalpark RheinMain über. Im Grüneburgpark, am Bornheimer Hang und im Ostpark sowie in der Sinai-Wildnis ziehen sich Ausläufer des Grüngürtels bis fast in die Innenstadt.
Der Frankfurter Stadtwald zählt zu den größten innerstädtischen Wäldern in Deutschland und bedeckt die südlichen Teile von Schwanheim, Niederrad, Sachsenhausen und Oberrad sowie den nördlichen Teil des Stadtteils Flughafen. Im Frankfurter Grüngürtel liegen der 1989 für die Bundesgartenschau angelegte Niddapark, die nach dem Ersten Weltkrieg entstandenen Volksparks Lohrberg und Huthpark, der Biegwald und der Niedwald, der Fechenheimer Mainbogen, das Sossenheimer Unterfeld und das Schwanheimer Unterfeld mit dem Naturschutzgebiet Schwanheimer Düne. Weitere Naturschutzgebiete im Grüngürtel sind das Enkheimer Ried, das Seckbacher Ried, das Mühlbachtal von Bergen-Enkheim, das Harheimer Ried und die Riedwiesen.

## Geschichte

### Vor- und Frühgeschichte
Trotz archäologischer Funde aus der Jungsteinzeit lässt sich eine ständige Besiedelung des Domhügels und des Römerbergs, die das historische Zentrum Frankfurts bilden, erst für die römische Zeit des ausgehenden 1. Jahrhunderts nachweisen. Nahe der Furt, nach der die spätere Stadt benannt wurde, existierte wahrscheinlich ein kleines römisches Militärlager mit einer Badeanlage, das im 2. Jahrhundert durch ein Gutshaus, eine Villa rustica, ersetzt wurde. An dessen Stelle entstand in merowingischer Zeit ein fränkischer Königshof, der die Keimzelle Frankfurts war.
Darüber hinaus bestand im Norden des heutigen Stadtgebiets, in Frankfurt-Heddernheim, von der Mitte des 1. bis zur Mitte des 3. Jahrhunderts die Römerstadt Nida, der Hauptort der Civitas Taunensium. Nach der Aufgabe des Obergermanisch-Raetischen Limes und der Rückverlegung der Reichsgrenze an den Rhein im Jahr 260 wurde die kleine Stadt verlassen. Aus dieser Endphase stammt ein bedeutender archäologischer Fund, der 2018 auf einem Nida zugeordneten Gräberfeld im heutigen Stadtteil Praunheim gemacht wurde: die Frankfurter Silberinschrift. Dabei handelt es sich um einen 18-zeiligen, auf eine Silberfolie gravierten, religiösen Text, der sich in einem Schutzamulett befand. Er erwähnt mehrfach Jesus Christus und ist damit das früheste bislang entdeckte Zeugnis des Christentums nördlich der Alpen.

### Von der Frankenfurt bis zum Ende des Heiligen Römischen Reiches
Der Name Frankfurt wurde erstmals am 22. Februar 794 in einer Urkunde Karls des Großen für das Regensburger Kloster St. Emmeram erwähnt. In dem auf Latein verfassten Dokument heißt es: „… actum super fluvium Moin in loco nuncupante Franconofurd“ – „gegeben (ausgestellt) am Flusse Main in einem Orte, genannt Frankfurt.“ Im Juni 794 versammelten sich in der fränkischen Königspfalz wichtige Kirchenvertreter des Reiches in der Synode von Frankfurt.
843 wurde Frankfurt die zeitweise wichtigste königliche Pfalz der Ostfranken und Ort von Reichstagen. 1220 schaffte Kaiser Friedrich II. das Amt des Reichsvogtes in Frankfurt ab. An die Stelle dieses Ministerialen trat der vom Kaiser eingesetzte Reichsschultheiß als Oberhaupt der sonst selbstverwalteten Bürgerschaft. Im Laufe des 13. und 14. Jahrhunderts erlangte die Stadt immer mehr Privilegien und Regalien, beispielsweise 1240 die jährliche Herbstmesse und 1330 die Frühjahrsmesse. 1266 wird der aus 42 Patriziern und zünftigen Handwerksmeistern bestehende Rat der Stadt erstmals erwähnt. Seit 1311 wählte der Rat jährlich zwei Bürgermeister als Stadtoberhäupter. Mit dem Erwerb des Schultheißenamt erreichte Frankfurt 1372 die volle Souveränität als Reichsstadt.
Die Goldene Bulle von 1356 bestätigte Frankfurt als rechtmäßige Wahlstadt der römischen Könige, nachdem hier schon seit 1147 die meisten Königswahlen stattgefunden hatten. Ab 1562 fanden die Kaiserkrönungen in Frankfurt statt, zuletzt 1792 die des Habsburgers Franz II. Der Krönungsweg, der vom Kaiserdom St. Bartholomäus über den Markt zum Römer führte, wurde zwischen 2012 und 2018 im Zuge des Dom-Römer-Projekts rekonstruiert. 1742 wurde Frankfurt gar für fast drei Jahre Residenzstadt. Da der aus dem Hause Wittelsbach stammende Kaiser Karl VII. nach seiner Krönung nicht in sein Stammland, das von habsburgischen Truppen besetzte Kurfürstentum Bayern, zurückkehren konnte, lebte er notgedrungen bis Oktober 1744 im Palais Barckhaus an der Zeil.
Mit dem Ende des Alten Reiches endete die Souveränität Frankfurts als Reichsstadt. Am 12. Juli 1806 fiel es unter die Herrschaft des Fürstprimas Karl Theodor von Dalberg, der es mit dem Fürstentum Regensburg und dem Fürstentum Aschaffenburg sowie der Reichsstadt Wetzlar zu einem selbständigen Staat innerhalb des Rheinbundes vereinigte, dem Staat des Fürstprimas. 1810 trat Dalberg das Fürstentum Regensburg an Bayern ab, erhielt dafür das Fürstentum Hanau und das Fürstentum Fulda und wurde Großherzog von Frankfurt. Im kurzlebigen Großherzogtum Frankfurt bildete die Stadt Frankfurt 1810 bis 1813 eine Mairie und war Hauptstadt des Departement Frankfurt, zu dem auch ihre ehemals reichsstädtischen Dörfer als Land-Districtsmairie Frankfurt gehörten.

### Die Freie Stadt Frankfurt

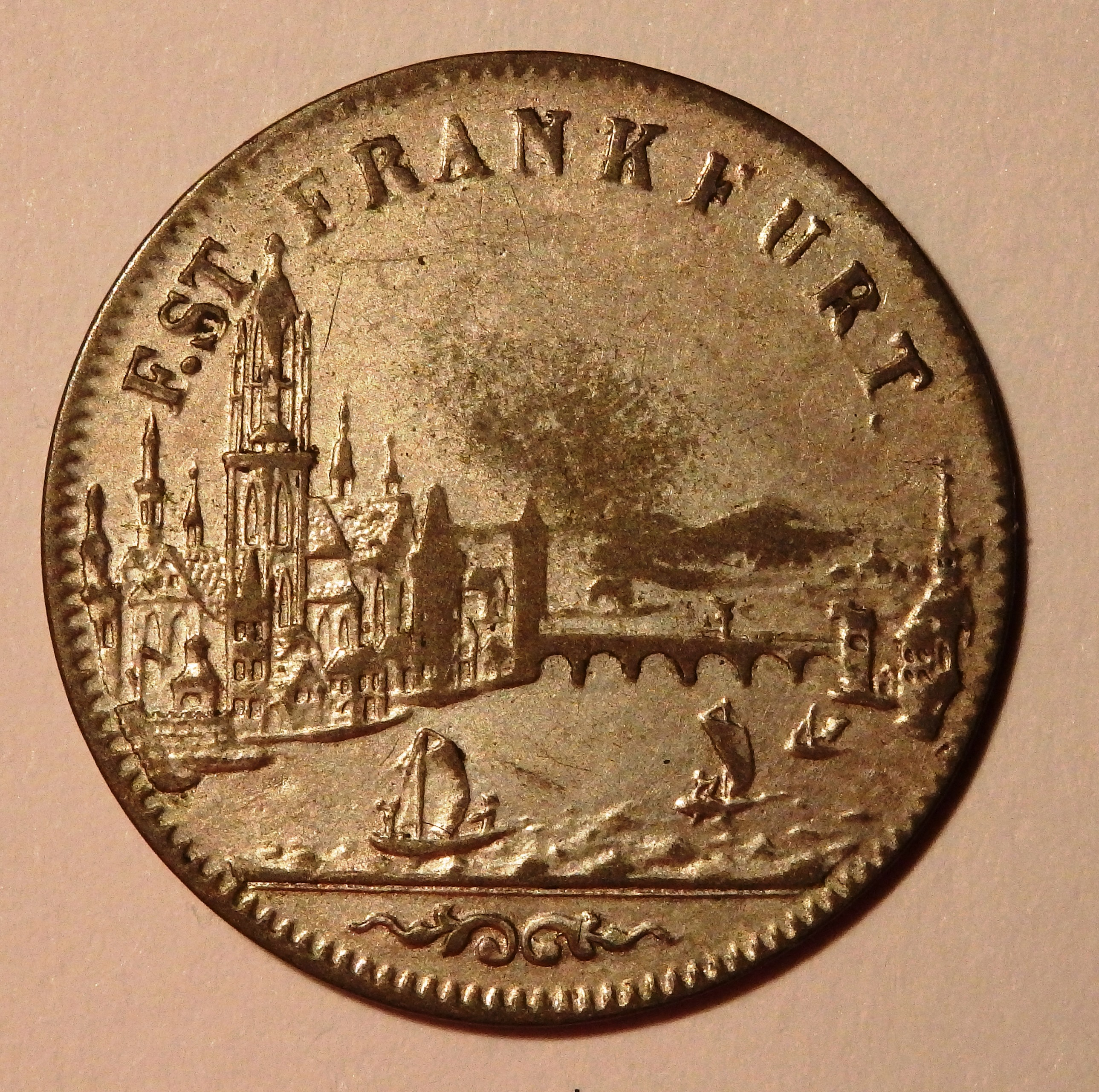
Stadtansicht von Frankfurt a. M. auf der 6-Kreuzermünze von 1854

Mit dem Zusammenbruch des napoleonischen Systems dankte Dalberg am 28. Oktober 1813 als Großherzog von Frankfurt ab. Sein Großherzogtum wurde von den siegreichen Alliierten als Generalgouvernement Frankfurt dem Zentralverwaltungsdepartement für die besetzten Gebiete unterstellt. Am 14. Dezember 1813 wurde die Unabhängigkeit der Stadt und ihres Territoriums wiederhergestellt und ihre reichsstädtische Verfassung wieder in Kraft gesetzt. Der bisherige Präfekt Friedrich Maximilian von Günderrode übernahm als Stadtschultheiß die provisorische Leitung der Verwaltung.
Auf dem Wiener Kongress plante das Königreich Bayern die Annexion Frankfurts, doch beschloss der Kongress am 8. Juni 1815 die Wiederherstellung Frankfurts als Freie Stadt innerhalb des Deutschen Bundes. Es war damit neben Hamburg, Bremen und Lübeck eine von vier Freien Städten, die ihre traditionelle Stadtfreiheit bis in die Zeit der Moderne behaupten konnten. Die Freie Stadt Frankfurt gab sich eine neue Verfassung, die Konstitutionsergänzungsakte, und den Wahlspruch Stark im Recht. Der Bundestag des Deutschen Bundes richtete sich in Frankfurt ein. 1833 scheiterte der Frankfurter Wachensturm, ein Versuch eine allgemeine Revolution in Deutschland auszulösen. 1848 kam es in den deutschen Staaten zur Märzrevolution. Die einberufene Nationalversammlung tagte in der Frankfurter Paulskirche und erarbeitete mit der Paulskirchenverfassung die erste gesamtdeutsche und demokratische Verfassung Deutschlands.
1863 endete der Frankfurter Fürstentag, ein Versuch zur Reform des Deutschen Bundes, erfolglos. Im Deutschen Krieg 1866 blieb Frankfurt bundestreu. Die öffentliche Meinung stand eher auf Seiten Österreichs und des Kaisers, obwohl es in Frankfurt schon länger Stimmen gab, die aus wirtschaftlichen und außenpolitischen Gründen für einen freiwilligen Anschluss an Preußen plädierten. Am 18. Juli wurde die Stadt während des Mainfeldzugs von der preußischen Mainarmee besetzt und mit schweren Kontributionen belegt. Am 2. Oktober annektierte Preußen die Stadt, die damit endgültig ihre Unabhängigkeit verlor; der Stadtkreis Frankfurt wurde dem Regierungsbezirk Wiesbaden der Provinz Hessen-Nassau zugeordnet, die Zahlung der Kontributionen später erlassen. 1868 führte Preußen in Frankfurt die Magistratsverfassung mit einem Oberbürgermeister als Stadtoberhaupt ein. Als versöhnendes Symbol wurde 1871 in Frankfurt der Deutsch-Französische Krieg mit dem Frankfurter Frieden offiziell beendet.

### Von der Gründerzeit bis zur Zerstörung im Zweiten Weltkrieg

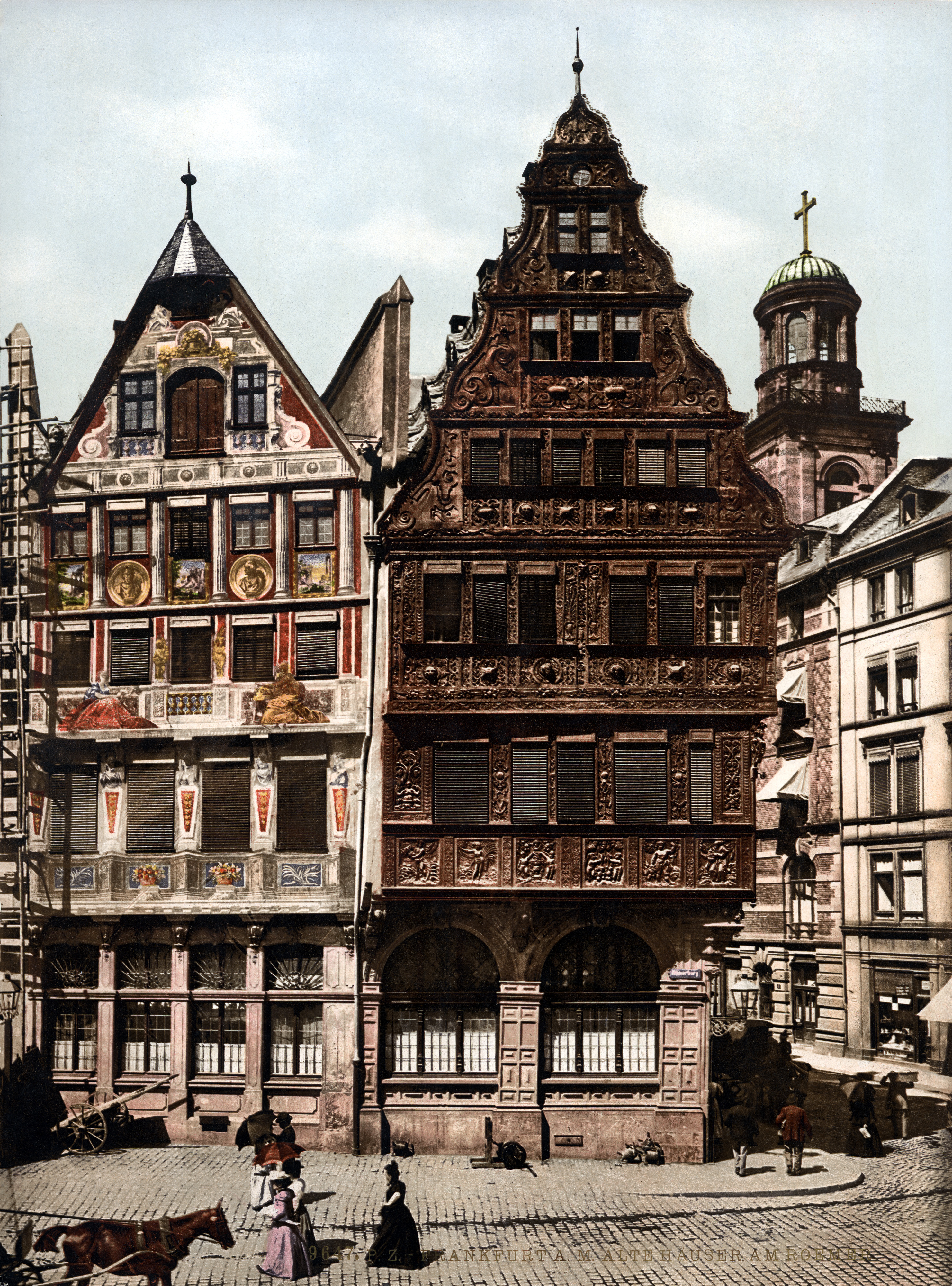
Salzhaus (rechts) und Haus Frauenstein (links) am Römerberg, Photochromdruck um 1896

Für die wirtschaftliche Entwicklung der Stadt zu einem Industriezentrum mit raschem Bevölkerungswachstum war die Annexion vorteilhaft. Frankfurt gemeindete zwischen 1877 und 1910 in mehreren Etappen zahlreiche umliegende Orte ein und vergrößerte seine Fläche von 70 auf 135 Quadratkilometer. Damit wurde es schließlich Anfang des 20. Jahrhunderts für kurze Zeit Deutschlands flächengrößte Stadt. Mit dem raschen Bevölkerungswachstum baute die Stadt ihre öffentliche Infrastruktur aus, darunter zahlreiche Schulen, mehrere Mainbrücken, Wasserversorgung, Kanalisation, eine moderne Berufsfeuerwehr, Vieh- und Schlachthof, die Markthalle, Straßenbahnen, Bahnhöfe und Häfen. Nachdem sich die Industrie zunächst vor allem in Bockenheim, entlang der Mainzer Landstraße und in Sachsenhausen angesiedelt hatte, entstand 1909 bis 1912 der Osthafen mit einem Industriegebiet, dessen neu erschlossene Fläche so groß war wie das gesamte Ende des 19. Jahrhunderts bebaute Stadtgebiet nördlich des Mains. Neben den traditionellen Frankfurter Branchen, Gießereien und Metallwaren, Schriftgießereien und Druckereien, entstanden nun Brauereien, chemische Fabriken und, nach der Internationalen Elektrotechnischen Ausstellung 1891, auch eine Elektroindustrie. 1914 wurde die von Frankfurter Bürgern gestiftete Universität eröffnet.
Im Ersten Weltkrieg blieb Frankfurt von Zerstörungen verschont, litt aber aufgrund seiner Lage als preußische Grenzstadt mit hessischem und bayerischem Hinterland unter einer schlechten Versorgung mit Lebensmitteln und anderen Dingen des täglichen Bedarfs. Infolge der Novemberrevolution 1918 kam es zu Unruhen und zeitweiligen Straßenkämpfen, die bis Ende 1919 anhielten.
In den 1920er Jahren erlebte Frankfurt eine kulturelle Blüte, unter anderem durch seine Theater und das städtebauliche Programm des Neuen Frankfurt (weltweit bekannt durch die Frankfurter Küche, den Urtyp der modernen Einbauküche). 1925 fand im neu erbauten Waldstadion die erste internationale Arbeiterolympiade statt.
In der Zeit des Nationalsozialismus wurden 11.134 Juden aus Frankfurt deportiert, darunter solche die nur jüdischer Abstammung waren und anderen Religionen angehörten. Nur 367 von ihnen überlebten den Holocaust. Im Zweiten Weltkrieg zerstörten alliierte Luftangriffe auf Frankfurt etwa 70 Prozent der Gebäude, darunter fast die gesamte Alt- und Innenstadt. Das bis 1944 nahezu geschlossen mittelalterliche Stadtbild ging dadurch verloren. Am 26. März 1945 rückten Truppen der 3. US-Armee von Sachsenhausen kommend über die nur teilweise zerstörte Wilhelmsbrücke in die Innenstadt ein. Am 29. März 1945 endeten die Kampfhandlungen im Stadtgebiet und die letzten Wehrmachtseinheiten zogen sich in Richtung Taunus und Wetterau zurück.

### Seit 1945: Entwicklung zur multikulturellen Wirtschaftsmetropole
Nach Kriegsende richteten die Streitkräfte der USA ihr europäisches Hauptquartier in Frankfurt ein. Pläne, dem erweiterten Stadtgebiet als selbständigem Distrikt Frankfurt einen Sonderstatus zu verleihen, analog dem District of Columbia, erwiesen sich als nicht praktikabel. 1946 wurde die Stadt dem neugebildeten Land Groß-Hessen zugeordnet. 1947 nahm der Wirtschaftsrat der Bizone, die 1948 zur Trizone erweitert wurde, seinen Sitz in Frankfurt. Bei der Wahl zur Bundeshauptstadt unterlag Frankfurt am 10. Mai 1949 gegen Konrad Adenauers Favoriten Bonn. Ein Parlamentsgebäude war in Frankfurt bereits gebaut worden. Es beherbergt seitdem den Hessischen Rundfunk.
Trotz der Niederlage in der Hauptstadtfrage entwickelte sich die Stadt in der Zeit des Wirtschaftswunders erneut zu einer wirtschaftlichen Metropole und zum bedeutendsten Finanzplatz Kontinentaleuropas. Der Wiederaufbau in den 1950er Jahren orientierte sich nicht an den alten städtebaulichen Strukturen. Weite Teile der einstigen Altstadt werden von den damals entstandenen schlichten modernistischen Zweckbauten und Verkehrsachsen geprägt. Infolge der Teilung Deutschlands übernahm Frankfurt Metropolfunktionen als Sitz von Unternehmen, Verbänden und Bundeseinrichtungen. Die Bedeutung der Stadt würdigte der amerikanische Präsident John F. Kennedy mit seinem Besuch und einer Rede in der Paulskirche am 23. Juni 1963.
1998 wurde Frankfurt Sitz der Europäischen Zentralbank.

### Religionen und Weltanschauungen
In Frankfurt sind alle Weltreligionen vertreten. Bis 2001 gehörte die Mehrzahl der Frankfurter einer der christlichen Konfessionen an. Durch Säkularisierung und Zuwanderung nichtchristlicher Bevölkerungsgruppen sinkt der christliche Bevölkerungsanteil stetig. 2020 bildeten die Katholiken mit 19 % die größte religiöse Gruppe, es folgten die Muslime mit 18 % und die Protestanten mit 15 %. Der Anteil der Protestanten und vor allem der der Katholiken ist seitdem gesunken. Ende 2024 waren 15,8 % der 776.843 Einwohner katholisch, 12,4 % evangelisch; 71,8 % gehörten anderen Konfessionen oder Glaubensgemeinschaften an oder waren konfessionslos.
Die Stadt galt seit der Reformation als protestantisch, wenngleich das katholische Gemeindeleben niemals ganz erlosch. Durch Zuwanderung und Eingemeindungen nahm der Anteil der Katholiken seit dem 18. Jahrhundert allmählich zu und ist seit 1995 größer als der der Protestanten. Der Anteil der Muslime nahm auch zu und ist derzeit größer als der der Katholiken (Stand 2020 Muslime 18 %, Stand 2023 Katholiken 16 % und Protestanten 13 %)
Etwa 6500 Frankfurter gehörten 2016 der jüdischen Gemeinde Frankfurt an. Nach einer 2007 veröffentlichten Schätzung lebten am Jahresende 2006 rund 75.000 Muslime in Frankfurt.
Bereits im 7. Jahrhundert existierte an der Stelle des Domes eine kleine Kirche. Seit Ende des 12. Jahrhunderts entstanden in rascher Folge zahlreiche weitere Kirchen und Kapellen, teils als Stiftungen Frankfurter Bürger, teils als Ordensniederlassungen.
1533 führte die Freie Reichsstadt die Reformation ein. Vereinzelt gab es auch Aktivitäten der Täuferbewegung, die jedoch keine Spuren hinterließ. Nach dem Augsburger Interim von 1548 wurden die katholischen Stiftskirchen und Klöster in Frankfurt an die katholische Kirche zurückgegeben, um den Konflikt mit dem katholischen Kaiser zu vermeiden und die städtischen Privilegien (vor allem die Messen und die Kaiserwahlen) nicht zu gefährden. Die wenigen verbliebenen Katholiken hatten seit dem Augsburger Religionsfrieden von 1555 Glaubensfreiheit, konnten jedoch bis 1806 nur in Ausnahmefällen das Bürgerrecht erwerben. Aus Frankreich kamen verfolgte Hugenotten, die die erste Gemeinde von Réfugiés in Deutschland im Jahre 1554 entstehen ließen. Protestantische Glaubensflüchtlinge aus England machten zum Dank für die Gastfreundschaft der Stadt 1558 das englische Monument zum Geschenk. Die reformierte Kirche durfte in Frankfurt erst ab 1786 eigene Kirchen errichten. 1866 schlossen sich die lutherischen und die reformierten Gemeinden zu einer Frankfurter Landeskirche zusammen.
1933 vereinigte sich die Frankfurter Landeskirche unter staatlichem Druck mit den evangelischen Kirchen von Hessen-Darmstadt und Nassau zur Evangelischen Landeskirche Nassau-Hessen, die 1947 zur Evangelischen Kirche in Hessen und Nassau (EKHN) wurde. Das 1976 eingemeindete Bergen-Enkheim gehört weiterhin zur evangelischen Kirche von Kurhessen-Waldeck. Bislang viermal fand der Evangelische Kirchentag in Frankfurt statt, nämlich 1956, 1975, 1987 und 2001. 2021 wurde der dritte Ökumenische Kirchentag in Frankfurt ausgerichtet. Wegen der COVID-19-Pandemie fanden fast ausschließlich digital übertragene Veranstaltungen statt.
Bis 1917 bildeten die damals 86.000 Katholiken Frankfurts eine gemeinsame Stadtgemeinde, dann entstanden nach und nach mehrere Pfarreien. Die katholischen Gemeinden gehören überwiegend zum Bistum Limburg, nur Bergen-Enkheim zum Bistum Fulda sowie die 1972 eingemeindeten Stadtteile Harheim, Nieder-Erlenbach und Nieder-Eschbach zum Bistum Mainz. Der Deutsche Katholikentag war bisher dreimal in der Stadt zu Gast, nämlich 1863, 1882 und 1921.
Neben den beiden großen Konfessionen sind orthodoxe Kirchen, altorientalische Kirchen, evangelische Freikirchen und andere Konfessionen in Frankfurt vertreten, darunter die Baptisten, Freie evangelische Gemeinden, Adventisten, Mennoniten, Methodisten, die Altkatholische Kirche, die Neuapostolische Kirche und die Zeugen Jehovas. Etwa 30 evangelikale Gruppen haben sich unter dem Dach der Evangelischen Allianz Frankfurt zusammengeschlossen.
Eine jüdische Gemeinde wird in Frankfurt erstmals 1150 erwähnt. Zweimal, 1241 und 1349, wurden die Frankfurter Juden im Mittelalter Opfer von Pogromen. Von 1462 bis 1796 mussten sie in einem Ghetto leben, der Judengasse. 1806 verfügte Fürstprimas Karl Theodor von Dalberg die Gleichberechtigung aller Juden und Christen. 1816 schränkte die Freie Stadt Frankfurt in der Konstitutionsergänzungsakte die Bürgerrechte der Juden teilweise wieder ein. Während der antijüdischen Hep-Hep-Krawalle, bei denen es zwischen August und Oktober 1819 in über 80 Städten und Ortschaften im Deutschen Bund und über seine Grenzen zu zahlreichen Ausschreitungen und Vorfällen kam, war Frankfurt zwischen dem 8. und 12. August 1819 Schauplatz der neben Würzburg schwersten Gewaltexzesse. Über vier Tage befand sich die Stadt durch massive gewaltsame Ausschreitungen im Ausnahmezustand. Erst 1864 gewährte Frankfurt als dritter deutscher Staat nach Hamburg und Baden den Juden die uneingeschränkte Gleichberechtigung.
Um 1930 lebten etwa 28.000 Juden in Frankfurt. In der Zeit des Nationalsozialismus wurden fast alle deportiert oder vertrieben, die vier großen Synagogen während der Novemberpogrome 1938 zerstört. 11.134 Frankfurter Juden wurden während des Holocaust deportiert. Bei Kriegsende hatten nur etwa 160 in der Stadt überlebt. Bereits kurz nach Kriegsende wurde von deportierten osteuropäischen Juden eine neue jüdische Gemeinde gegründet. Sie ist heute mit etwa 6500 Mitgliedern eine der großen Gemeinden in der Bundesrepublik. Größte Frankfurter Synagoge ist die Westend-Synagoge.
Die 1959 in Sachsenhausen erbaute Nuur-Moschee der Ahmadiyya Muslim Jamaat war die erste Moschee Frankfurts und eine der ersten Deutschlands. Inzwischen gibt es in Frankfurt etwa 35 Moscheen verschiedener islamischer Glaubensrichtungen.
Die Kirche Jesu Christi der Heiligen der Letzten Tage (Mormonen) hat ihren Hauptsitz für das Gebiet Europa Mitte in Frankfurt am Main (Eckenheim). Ferner befinden sich zwei Gemeinden in Eckenheim und Höchst. Der Frankfurt-Tempel in Friedrichsdorf (Hochtaunuskreis) war 1987 der erste mormonische Tempel in der damaligen Bundesrepublik.
Die aus den Vereinigten Staaten stammende Scientology-Organisation unterhält im Frankfurter Bahnhofsviertel seit 1971 eine Niederlassung. Außerhalb Frankfurts, in Hofheim-Langenhain, liegt seit 1964 das einzige Haus der Andacht der Bahai in Europa. In Frankfurts Innenstadt befindet sich die Weihehalle der 1845 gegründeten und als Körperschaft des öffentlichen Rechts anerkannten Unitarischen Freien Religionsgemeinde mit über 1000 Mitgliedern.

## Politik

### Allgemeines
Die Hauptsatzung der Stadt Frankfurt am Main und die Hessische Gemeindeordnung bestimmen den konstitutionellen Aufbau der Stadt. Seit der Kommunalwahl 2021 bilden Grüne, SPD, FDP und Volt eine Koalition in der Stadtverordnetenversammlung. Dem Magistrat gehören neben dem direkt gewählten Oberbürgermeister 12 hauptamtliche und 14 ehrenamtliche Stadträte an. Bei der Oberbürgermeisterwahl in Frankfurt am Main 2023 wurde Mike Josef (SPD) erstmals gewählt. In der Stichwahl am 26. März 2023 erhielt er 51,7 % der abgegebenen Stimmen, sein Gegenkandidat Uwe Becker (CDU) 48,3 %. Am 11. Mai 2023 wurde Josef in sein Amt eingeführt. Er ist der Nachfolger von Peter Feldmann (ehemals SPD), der am 6. November 2022 mit einem Bürgerentscheid abgewählt worden war. Zwischen 11. November 2022 und 11. Mai 2023 hatte Bürgermeisterin Nargess Eskandari-Grünberg (Bündnis 90/Die Grünen) die Amtsgeschäfte kommissarisch geführt.
Frankfurt ist seit der Bundestagswahl 2002 in die Wahlkreise 182 und 183 aufgeteilt. Bei der Bundestagswahl 2021 gewann Armand Zorn (SPD) den Wahlkreis 182 und Omid Nouripour (Grüne) den Wahlkreis 183. Über die Landeslisten wurden Joana Cotar (AfD), Deborah Düring (Grüne), Thorsten Lieb (FDP), Kaweh Mansoori (SPD) und Janine Wissler (Linke) in den Deutschen Bundestag gewählt.
Bei den Wahlen zum Hessischen Landtag ist die Stadt Frankfurt am Main in die sechs Wahlkreise 34 (Frankfurt I), 35 (Frankfurt II), 36 (Frankfurt III), 37 (Frankfurt IV), 38 (Frankfurt V) und 39 (Frankfurt VI) eingeteilt.
Auf Einladung des hessischen Ministerpräsidenten, der 2014/2015 Bundesratspräsident war, fanden die Feierlichkeiten zum 25. Tag der Deutschen Einheit vom 2. bis zum 4. Oktober 2015 in Frankfurt statt. Mehr als 1,4 Millionen Besucher beteiligten sich an dem dreitägigen Bürgerfest, das unter dem Motto „Grenzen überwinden“ stand. Höhepunkt der 300 Veranstaltungen war eine Licht- und Toninszenierung am Mainufer.

### Stadtverordnetenversammlung

Wählerstärkste Parteien bei der Kommunalwahl 2021 nach Stadtteil:
Grüne
CDU
SPD

Die Stadtverordnetenversammlung, die im Römer tagt, ist die kommunale Volksvertretung der Stadt Frankfurt am Main. Über die Vergabe der 93 Sitze entscheiden die stimmberechtigten Bürger alle fünf Jahre in allgemeiner, unmittelbarer (direkter), freier, gleicher und geheimer Wahl.
Parteien, die mindestens drei Stadtverordnete stellen, sind zur Bildung einer Fraktion berechtigt. Die Vertreter kleinerer Parteien können sich bestehenden Fraktionen anschließen oder parteiübergreifende Fraktionen bilden. Die Kommunalwahl am 14. März 2021 lieferte folgendes vorläufiges Ergebnis:
| Wahl zur Stadtverordnetenversammlung in Frankfurt am Main 2021Stimmenanteil in Prozent; Wahlbeteiligung: 45,1 % 3020100 24,621,917,07,97,64,53,72,01,80,85,9 GrüneCDUSPDLinkeFDPAfDVoltBFFÖLiPARTEIFWSonst.lGewinne und Verlusteim Vergleich zu 2016 %p 10 8 6 4 2 0 −2 −4 −6 −8+9,3−2,2−6,8−0,1+0,1−4,4+3,7−0,7−0,3+0,4+0,2−1,7GrüneCDUSPDLinkeFDPAfDVoltBFFÖLPARTEIFWSonst.Anmerkungen:i ÖkoLinX-ARLl ELF: 1,3 %; IBF: 0,8 %; Gartenpartei: 0,6 %; BIG 0,6 %; Piraten: 0,6 %; Dialoginitiative: 0,4 %; dFfm: 0,4 %; Klimaliste: 0,3 %; VD: 0,2 %; FPF: 0,2 %; Die Humanisten: 0,1 %; RF: 0,1 %; FFWG: 0,1 %; SL: 0,1 %; BGF: 0,1 % | Sitzverteilung Wahl 2021Insgesamt 93 Sitze - PARTEI: 2 - ÖL: 2 - Linke: 7 - SPD: 16 - Grüne: 23 - Piraten: 1 - Volt: 4 - Garten: 1 - FDP: 7 - IBF: 1 - ELF: 1 - FW: 1 - CDU: 20 - BFF: 2 - BIG: 1 - AfD: 4 |

### Weitere Wahlen
In der folgenden Tabelle sind die Ergebnisse von Bundestags-, Landtags- und Europawahlen in Frankfurt am Main dargestellt.
| Jahr | Wahl           | Wahlbeteiligung | CDU  | Grüne | SPD  | FDP  | AfD  | Linke 1 | BSW | Sonst. |
| ---- | -------------- | --------------- | ---- | ----- | ---- | ---- | ---- | ------- | --- | ------ |
| 2024 | Europawahl     | 62,1            | 22,8 | 20,7  | 14,3 | 8,7  | 7,7  | 4,7     | 4,6 | 16,5   |
| 2023 | Landtagswahl   | 60,8            | 30,1 | 23,7  | 15,1 | 6,4  | 10,3 | 6,0     | —   | 8,4    |
| 2021 | Bundestagswahl | 74,7            | 18,1 | 24,6  | 22,5 | 14,8 | 5,1  | 7,0     | —   | 7,9    |
| 2019 | Europawahl     | 60,1            | 19,7 | 31,3  | 15,1 | 7,7  | 6,7  | 6,5     | —   | 13,0   |
| 2018 | Landtagswahl   | 64,7            | 22,8 | 26,0  | 18,4 | 8,1  | 9,0  | 10,4    | —   | 5,3    |
| 2017 | Bundestagswahl | 74,9            | 26,4 | 14,6  | 20,1 | 14,1 | 8,6  | 11,9    | —   | 4,3    |
| 2014 | Europawahl     | 44,5            | 25,6 | 18,9  | 26,5 | 5,6  | 8,0  | 8,4     | —   | 7,0    |
| 2013 | Bundestagswahl | 62,4            | 32,6 | 14,2  | 27,7 | 6,3  | 5,1  | 9,3     | —   | 4,8    |
| 2013 | Landtagswahl   | 66,7            | 32,2 | 16,8  | 28,3 | 6,1  | 3,3  | 8,0     | —   | 5,3    |
| 2009 | Bundestagswahl | 71,8            | 27,8 | 17,2  | 21,9 | 17,5 | —    | 10,5    | —   | 5,1    |
| 2009 | Europawahl     | 38,9            | 30,9 | 23,1  | 18,7 | 14,0 | —    | 6,1     | —   | 7,2    |
| 2009 | Landtagswahl   | 59,4            | 32,7 | 19,6  | 19,8 | 16,8 | —    | 7,8     | —   | 3,3    |
| 2004 | Europawahl     | 39,8            | 35,1 | 25,0  | 19,3 | 8,1  | —    | 3,4     | —   | 9,1    |

### Hoheitszeichen
Als Hoheitszeichen führt die Stadt Frankfurt am Main ein Dienstsiegel, ein Wappen und eine Flagge.
| Wappen der Stadt Frankfurt am Main | Blasonierung: „Das Stadtwappen zeigt den weißen (silbernen), aufgerichteten, goldgekrönten und goldbewehrten Adler mit gespreizten Flügeln und Fängen, mit blauer Zunge und blauen Krallen auf dem roten Feld.“ |
| Wappen der Stadt Frankfurt am Main | Wappenbegründung: Der Frankfurter Adler geht auf den einköpfigen Reichsadler aus dem dreizehnten Jahrhundert zurück.                                                                                            |

Flaggen der Stadt Frankfurt am Main
Hissflagge
Knatterflagge
Bannerflagge

### Städtepartnerschaften

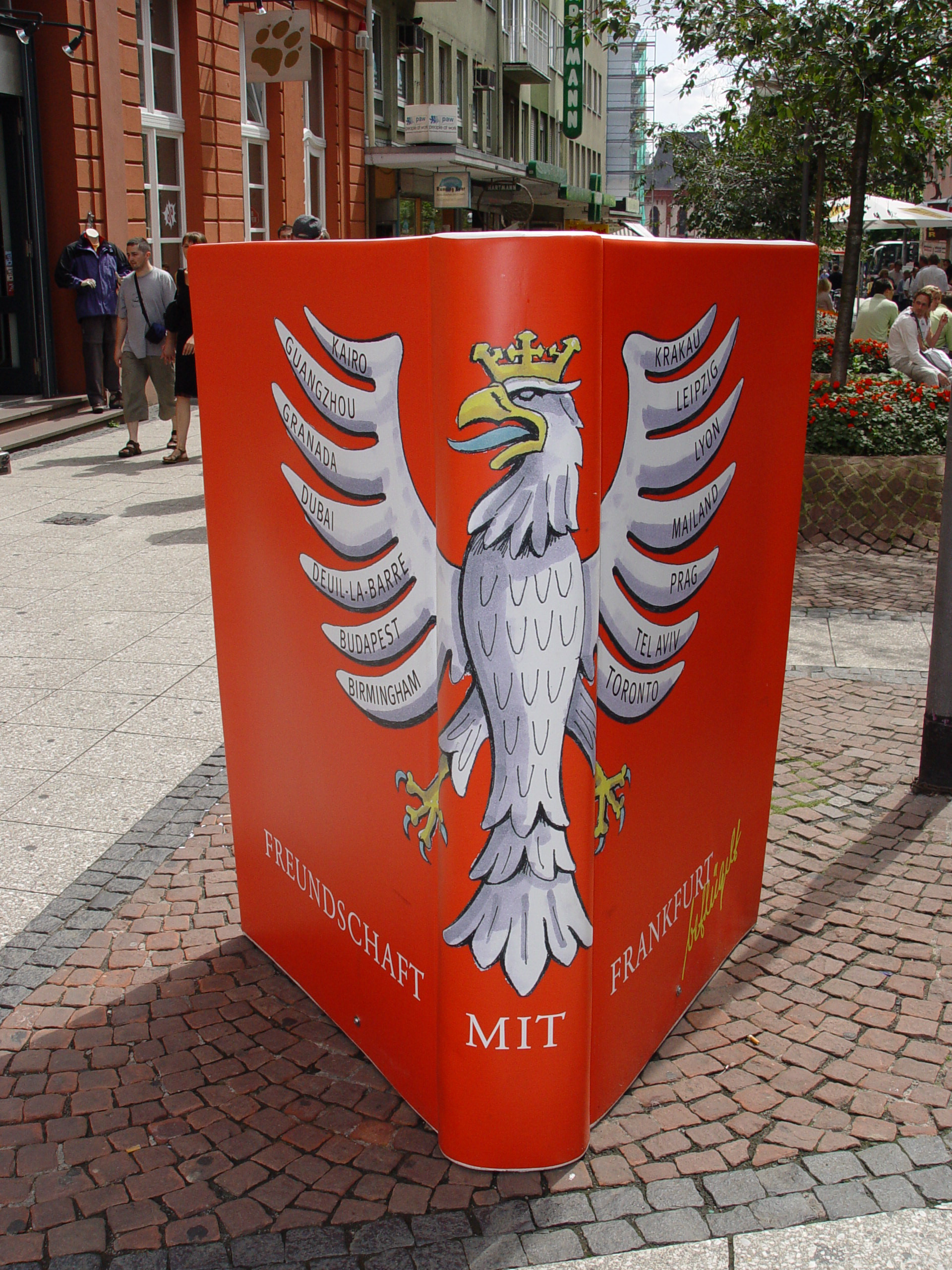
Frankfurts Städtepartnerschaften ab 2005

Städtepartnerschaften bestehen mit folgenden Städten:
- Lyon, Frankreich – seit 1960
- Birmingham, Vereinigtes Königreich – seit 1966
- Mailand, Italien – seit 1970
- Guangzhou (Kanton), Volksrepublik China – seit 1988
- Budapest, Ungarn – seit 1990
- Prag, Tschechien – seit 1990
- Granada, Nicaragua – seit 1991
- Krakau, Polen – seit 1991
- Yokohama, Japan – seit 2011
- Eskişehir, Türkei – seit 2013
- Philadelphia, Vereinigte Staaten – seit 2015[75]
- Lemberg, Ukraine – seit 2024[76]

Ferner besteht seit 1967 eine Partnerschaft zwischen dem damals selbständigen Stadtteil Nieder-Eschbach und der Stadt Deuil-la-Barre (Frankreich).
Freundschaftsverträge bestehen mit folgenden Städten:
- Kairo, Ägypten – seit 1979
- Tel Aviv-Jaffa, Israel – seit 1980
- Toronto, Kanada – seit 1989
- Leipzig, Deutschland – seit 1990 Kooperation
- Dubai, Vereinigte Arabische Emirate – seit 2005

Städtekontakte in Form von Kooperationsverträgen und Absichtserklärungen bestehen seit 2003 mit Daejeon, seit 2006 mit Shenzhen und Moskau, seit 2013 mit Istanbul und Incheon, seit 2015 mit Shanghai, seit 2019 mit Ho-Chi-Minh-Stadt und seit 2023 mit Izmir.

### Stadthaushalt
Frankfurt hatte nach einer großzügigen öffentlichen Baupolitik in den 1980er Jahren unter den CDU-Oberbürgermeistern Walter Wallmann und Wolfram Brück den Schuldenstand von 840 Millionen Euro (1977) auf 2,25 Milliarden (1989) erhöht. Unter dem rot-grünen Magistrat stieg die Verschuldung bis 1993 auf einen Höchststand von 3,4 Milliarden. Frankfurt hatte damit zeitweise die höchste Pro-Kopf-Verschuldung unter den großen Städten (ohne Stadtstaaten) Deutschlands. Da die Auflagen der Kommunalaufsicht einen weiteren Anstieg der Nettoverschuldung untersagten, begann die Stadt ab 1994 mit der Haushaltskonsolidierung. Die Verschuldung ging danach deutlich zurück, unter anderem infolge einer drastischen Erhöhung der Gewerbesteuer, einer gemäßigten Ausgabenpolitik und einer zeitweise sehr guten wirtschaftlichen Entwicklung.
2006 lag Frankfurt mit einer Verschuldung von rund 2200 Euro pro Einwohner auf dem sechsten Platz unter den fünfzehn größten deutschen Städten (Bremen etwa 17.000, Berlin etwa 16.000, Hamburg etwa 13.000, Köln etwa 3800, München rund 2700 Euro pro Kopf). Aufgrund guter Steuereinnahmen und hoher Haushaltsüberschüsse sank die Verschuldung bis Ende 2010 auf 983 Millionen Euro.
Am 13. Juni 2008 veröffentlichte die Stadt ihre Eröffnungsbilanz zum 1. Januar 2007, mit der die Umstellung auf kaufmännische Buchführung eingeleitet wurde. Die Stadt Frankfurt verfügte demnach über ein Vermögen von 12,52 Milliarden Euro, wovon 11,8 Milliarden auf das Anlagevermögen entfielen. Die Stadt ermittelte an Besitztümern unter anderem: 1145 Kilometer Straße; 44.266 Grundstücke; etwa 1800 Gebäude; 58,6 Kilometer U-Bahn-Gleise; etwa 2500 Pflanzenarten im Palmengarten; etwa 4500 Tiere aus 580 Arten im Zoo; 4902 Hektar Stadtwald. Den höchsten Buchwert aller Gebäude hat der Dom mit 58 Millionen Euro. Das städtische Eigenkapital lag bei 8,29 Milliarden, das entspricht einer Eigenkapitalquote von 66,2 Prozent. Die Verbindlichkeiten lagen bei 1,8 Milliarden, die im Wesentlichen zur Deckung von Pensionsansprüchen gebildeten Rückstellungen bei 1,2 Milliarden.
2007 und 2008 erzielte die Stadt Jahresüberschüsse von jeweils über 500 Millionen Euro. Infolge der Weltfinanzkrise sanken die Steuererträge um über 400 Millionen pro Jahr, deshalb ergaben sich von 2009 bis 2011 jährliche Defizite zwischen 180 und 320 Millionen Euro. Die Haushaltsplanung 2013 erwartete bis 2015 ein kumuliertes Defizit von 400 Millionen, bei steigenden Ausgaben für Bildung, Infrastruktur und Wohnungsbau. Die Stadt sah sich daher seit 2012 zu erheblichen Einsparungen gezwungen.
Hauptgrund war die Entwicklung der Gewerbesteuer als wichtigste Steuerquelle der Stadt Frankfurt. 2008 wurde ein Rekordwert von 1,64 Milliarden Euro eingenommen. Damit hatte Frankfurt nach München (1,9 Milliarden Euro) die bundesweit höchsten Einnahmen aus der Gewerbesteuer, jedoch ist München gemessen an der Einwohnerzahl fast doppelt so groß wie Frankfurt. Ähnlich große Städte wie Stuttgart oder Dortmund erzielen nur etwa die Hälfte oder ein Fünftel der Frankfurter Einnahmen. 2012 erzielte die Stadt wieder Gewerbesteuereinnahmen von 1,51 Milliarden Euro, 2013 von 1,44 Milliarden Euro, die Defizite verringerten sich auf etwa 52 Millionen Euro sowie auf 61 Millionen Euro für 2013. Nach dem im Mai 2015 vorgelegten Jahresabschluss 2014 stiegen die Gewerbesteuereinnahmen wegen der guten Wirtschaftslage auf 1,73 Milliarden Euro brutto und lagen damit um 187 Millionen Euro höher als erwartet. Mit einem Haushaltsüberschuss von 158 Millionen Euro war 2014 damit das erste Haushaltsjahr seit 2008, das nicht mit einem Defizit endete. Der Zuwachs des Anlagevermögens um etwa 120 Millionen Euro war im Wesentlichen auf Investitionen in Schulen, öffentlichen Nahverkehr und die Mitfinanzierung von Wohnungsbauvorhaben zurückzuführen. 2015 und 2016 schlossen mit Überschüssen von 176 bzw. knapp 114 Millionen Euro ab. Das Ergebnis verbesserte sich infolge steigender Steuererträge, zugleich entfalteten die 2012 beschlossenen und umgesetzten Konsolidierungsmaßnahmen Wirkung. 2017 entstand ein Fehlbetrag von fast 200 Millionen Euro, den die Stadt im Wesentlichen auf steigende Ausgaben infolge des starken Bevölkerungswachstums, beispielsweise für den Bau und die Sanierung von Schulen und öffentlichen Einrichtungen, auf zusätzliche Ausgaben für die Unterbringung von Flüchtlingen und auf gestiegene Personal- und Pensionsaufwendungen zurückführte. Auch 2018 schloss mit einem Fehlbetrag von fast 28 Millionen Euro ab.
Frankfurt gehört zu den knapp 30 Kommunen in Hessen, die aufgrund der 2016 eingeführten Neuordnung des kommunalen Finanzausgleichs deutlich weniger Zuwendungen erhalten. Bis 2019 wurde Frankfurt aufgrund der Neuregelung mit mehr als 530 Millionen Euro belastet. Im Dezember 2016 erhob Frankfurt deshalb Klage beim Staatsgerichtshof des Landes Hessen. Der Staatsgerichtshof wies die Klage im Januar 2019 als zulässig, aber unbegründet zurück. Das Gericht kam zu dem „Befund, dass sich ein Sonderbedarf der Antragstellerin aufgrund ihrer Metropolenstellung, also ihres konkreten Aufgabenzuschnitts, aus den dem Gesetzgeber vorliegenden Daten nicht abbilden ließ“.
Im Doppelhaushalt für 2020/2021 rechnet die Stadt mit Defiziten von 131 bzw. 192 Millionen Euro und plant Investitionen von 725 bzw. 602 Millionen Euro. Neben Bildung und Nahverkehr ist die Stadtplanung, darunter der Wohnungsbau, größter Investitionsbereich. Für Sozialleistungen werden 822 bzw. 844 Millionen Euro ausgegeben, für Kinderbetreuung, Schulträgeraufgaben, Jugend- und Erwachsenenbildung sowie die Stadtbücherei 876 bzw. 925 Millionen Euro. Der öffentliche Nahverkehr wird mit 211 und 234 Millionen bezuschusst, der Kulturbereich mit 207 und 211 Millionen Euro.
Der Haushaltsplan 2023 sieht für das Jahr 2023 im ordentlichen Ergebnis des Ergebnishaushalts Erträge (Einnahmen) in Höhe von 4.730.590.000 Euro vor. Dem stehen Aufwendungen (Ausgaben) von 4.792.910.000 Euro gegenüber. Somit übersteigen gemäß dem Haushaltsplan 2023 die Ausgaben die Einnahmen um 62.320.000 Euro.

## Wirtschaft und Standortfaktoren

### Überblick
Im Jahre 2016 erwirtschaftete Frankfurt am Main, innerhalb seiner Stadtgrenzen, ein Bruttoinlandsprodukt (BIP) von 66,917 Milliarden Euro und belegte damit den vierten Rang in der Rangliste der deutschen Städte nach Wirtschaftsleistung und hält einen Anteil von 24,8 Prozent an der gesamten hessischen Wirtschaftsleistung. Das BIP pro Kopf lag im selben Jahr bei 91.099 Euro pro Kopf (Hessen: 43.496 Euro, Deutschland 38.180 Euro). Frankfurt ist damit die fünftreichste kreisfreie Stadt in Deutschland und die reichste unter den größeren Städten. Das BIP je Erwerbsperson beträgt 97.178 Euro. In der Stadt sind 2016 ca. 688.600 Erwerbstätige beschäftigt. Die Arbeitslosenquote lag im Dezember 2018 bei 4,9 Prozent und damit geringfügig über dem Durchschnitt Hessens von 4,1 Prozent.
Frankfurt ist Zentrum des Rhein-Main-Gebietes, die zu den wirtschaftlich leistungsstärksten Regionen des Landes gehört und ein BIP von mehr als 250 Milliarden Euro erwirtschaftet.
Laut einer 2001 erstellten Rangliste der Universität Liverpool kann Frankfurt als die produktivste Stadt Europas (nach Bruttoinlandsprodukt pro Kopf) gelten (vor Karlsruhe, Paris und München). Die Stadt ist eine der reichsten und leistungsfähigsten Metropolen Europas. Dies spiegelt sich an der hohen Anzahl internationaler Unternehmensvertretungen wider. In einer jährlichen Studie (European Cities Monitor, 2010) von Cushman & Wakefield hält Frankfurt seit über 20 Jahren den dritten Platz als bester Standort für internationale Konzerne in Europa (nach London und Paris). Für das Land Hessen hat Frankfurt eine zentrale Bedeutung, 40 Prozent der 4,24 Milliarden Euro Gewerbesteuereinnahmen in Hessen stammen aus Frankfurt.
In einer Rangliste der wichtigsten Finanzzentren weltweit belegte Frankfurt 2018 den zehnten Platz.

### Arbeiten in Frankfurt
Frankfurt ist mit 699.600 Erwerbstätigen (2017), darunter rund 622.000 sozialversicherungspflichtigen Beschäftigten (2017) die Stadt mit der höchsten Arbeitsplatzdichte und den meisten Pendlern in Deutschland. Die Zahl der täglichen Einpendler lag 2017 bei 362.450, während die Zahl der Auspendler 95.074 betrug. Die Zahl der Erwerbstätigen wächst seit Jahren, seit 2010 um über 55.000. Zwischen 2000 und 2005 sank die Zahl der sozialversicherungspflichtig Beschäftigten von 495.000 auf 463.000, seitdem stieg sie kontinuierlich an.
Über 81.000 Menschen arbeiten bei rund 500 Unternehmen am Frankfurter Flughafen, der damit als größte lokale Arbeitsstätte Deutschlands gilt. Größter einzelner Wirtschaftsbereich ist Erbringung von Finanz- und Versicherungsdienstleistungen, der rund 75.600 Menschen beschäftigt. Das stärkste absolute Wachstum weisen die Sektoren Verkehr und Lagerei und Freiberufliche, wissenschaftliche und technische Dienstleistungen auf.
Das mittlere Bruttoentgelt von sozialversicherungspflichtigen Vollzeitbeschäftigten in Frankfurt lag im Jahr 2017 bei 4.182 Euro und damit um etwa 1200 Euro höher als im Jahr 2000. Dabei unterscheiden sich die einzelnen Branchen deutlich: Während im Gastgewerbe und bei einfachen Dienstleistungen das mittlere Bruttoentgelt bei 2.340 Euro liegt, verdient ein Vollzeitbeschäftigter in der IT-Branche 5350 und im Finanzgewerbe 6080 Euro im Monat. Dem hohen Durchschnittseinkommen der Vollzeitbeschäftigten stehen 46.367 ausschließlich geringfügig Beschäftigte und etwa 22.108 Arbeitslose gegenüber. Die Arbeitslosenquote liegt bei 5,6 %. 2005 betrug die Zahl der Arbeitslosen 35.637 (10,6 Prozent).
Die hohe Wirtschaftskraft der Stadt schlägt sich in den Kassen umliegender Städte und Gemeinden des Speckgürtels hauptsächlich im Vordertaunus nieder, die von überdurchschnittlichen Steuerzahlungen ihrer in Frankfurt verdienenden Pendler profitieren, weshalb sich hier zwei der fünf reichsten Landkreise Deutschlands, nämlich der Hochtaunuskreis mit Bad Homburg vor der Höhe als Kreisstadt und der Main-Taunus-Kreis mit Hofheim am Taunus als Kreisstadt befinden.

### Lebensqualität
Eine Bürgerbefragung der Stadt Frankfurt im Dezember 2010 ergab, dass 66 Prozent aller Frankfurter Bürger „allgemein zufrieden“ oder „sehr zufrieden“ mit der Stadt seien, lediglich sechs Prozent gaben an, sie seien mit der Stadt „unzufrieden“. Seit 1993 sei damit der Anteil der Zufriedenen um 22 Prozent gestiegen, während der Anteil der Unzufriedenen um 8 Prozent abnahm. 84 Prozent der Frankfurter lebten „gerne“ in ihrer Stadt, 13 Prozent würden „lieber woanders wohnen“. Die Zufriedenheit mit der öffentlichen Sicherheit in Frankfurt betrug 37 Prozent (1993: lediglich neun Prozent), unzufrieden seien 22 Prozent (1993: 64 Prozent).

### Kriminalität
Unter allen deutschen Städten über 200.000 Einwohnern wurden in Frankfurt über viele Jahre die meisten Straftaten bezogen auf die Einwohnerzahl registriert. 2013 lag diese Häufigkeitszahl bei 16.292 Delikten auf 100.000 Einwohner. Da die Stadt in der Kriminalstatistik regelmäßig einen Spitzenplatz belegte, wurde sie in den Medien mitunter als „Hauptstadt des Verbrechens“ und „Gefährlichstes Pflaster Deutschlands“ bezeichnet. Nach der am 24. April 2017 veröffentlichten Polizeilichen Kriminalstatistik lag Frankfurt 2016 mit 15.671 Delikten je 100.000 Einwohnern erstmals auf Rang vier hinter Berlin, Leipzig und Hannover.
Das Polizeipräsidium Frankfurt warnte davor, die Häufigkeitszahl aller Delikte für einen Vergleich mit anderen Großstädten heranzuziehen, da die Statistik nur die der Polizei bekanntgewordenen und von ihr bearbeiteten Straftaten umfasse. Die Polizei verwies darauf, dass sich durch den bundesweit höchsten Pendlersaldo täglich rund 260.000 Menschen zusätzlich in der Stadt aufhalten. Hinzu kommen Besucher und Touristen, rund 1,5 bis 2,5 Millionen Messegäste sowie etwa 53 Millionen Fluggäste jährlich, die sich ebenfalls im Stadtgebiet aufhalten. Rund sechs Prozent aller Straftaten werden am Flughafen registriert, darunter Frachtdiebstähle, Passvergehen sowie Verstöße gegen die Einreisebestimmungen und das Luftverkehrsgesetz. Die hohe Zahl der in Frankfurt entdeckten Delikte sei eine Folge der hohen Kontrolldichte im Stadtgebiet.
Die städtischen Behörden und Gremien bemühten sich in ihren eigenen Veröffentlichungen zur Kriminalstatistik um eine andere Interpretation. Bei einer differenzierten Betrachtung nach Deliktgruppen lag Frankfurt demnach nur bei Rauschgiftdelikten und bei Aufenthaltsdelikten an der Spitze der Statistik, bei Betrug, einfachem Diebstahl und Beförderungserschleichung in der Spitzengruppe. Kreditkarten- und Kontobetrug wird am Hauptsitz der Banken registriert, unabhängig vom tatsächlichen Tatort. Die hohe Zahl aufgedeckter Rauschgiftdelikte und Schwarzfahrten (rund 6,7 Prozent aller in Deutschland registrierten Fälle) war eine Folge der intensiven Kontrollen am Flughafen sowie an den Verkehrsknotenpunkten der Innenstadt. Der „Frankfurter Weg“ einer pragmatischen Drogenpolitik sorgte dafür, dass die Zahl der Drogentoten seit Beginn der 1990er Jahre drastisch zurückging. Bei den sicherheitsrelevanten Straftaten (Gewaltdelikte wie Mord und Totschlag, Vergewaltigung und sexuelle Nötigung, Raub und Körperverletzung) nahm Frankfurt einen mittleren Rang in der Statistik ein.
Eine Studie der Universität Greifswald vom April 2011 über „Subjektives Sicherheitsempfinden der Bevölkerung von Frankfurt am Main“ ergab, dass sich 84 Prozent der befragten Bürger tagsüber „sicher“ oder „sehr sicher“ vor Kriminalität fühlen; nachts seien es 71 Prozent.

### Ansässige Unternehmen
In kaum einer anderen deutschen Stadt gibt es derart viele international führende Unternehmen aus den verschiedenen Branchen, darunter Chemiekonzerne, Werbeagenturen, Softwareunternehmen und Callcenter. Die Zentrale des Vorstandsressorts Personenverkehr mit der DB Regio AG sowie der DB Fernverkehr AG, die Konzernentwicklung und weitere bedeutende Abteilungen der Deutschen Bahn AG und die Tochtergesellschaft DB InfraGO AG befinden sich in der DB-Zentrale im Gallus. Das Pelzhandelszentrum rund um die Niddastraße war nach dem Zweiten Weltkrieg für einige Jahrzehnte der Haupthandelsplatz für Felle und Pelzkonfektion in Deutschland und gehörte zu den drei weltweit wichtigsten Märkten der Branche. Mit einem Umsatz von 536 Millionen trugen die 356 hier ansässigen deutschen Betriebe des Rauchwarenhandels und der Pelzkonfektion knapp 10 Prozent zum Sozialprodukt der Stadt bei. 65 Prozent aller weltweit frei gehandelten Fellwaren nahmen zu der Zeit in irgendeiner Form den Weg über Frankfurt am Main. Frankfurt galt durch die Hoechst AG jahrelang als „Apotheke der Welt“. Der Industriepark Höchst ist einer der drei größten Standorte der chemischen und pharmazeutischen Industrie in Europa. In Frankfurt finden sich die Deutschlandzentralen von großen Lebensmittelkonzernen wie Nestlé und Ferrero sowie der Sitz der größten Brauereigruppe Deutschlands, der Radeberger Gruppe. Mit KPMG hat eine der vier größten Wirtschaftsprüfungsgesellschaften ihren Europasitz in Frankfurt. PricewaterhouseCoopers hat seine Deutschlandzentrale in Frankfurt, Deloitte Touche Tohmatsu eine Filiale und Ernst & Young eine Niederlassung jenseits der Stadtgrenze in Eschborn. Einige der größten Unternehmensberatungen und internationale Anwaltskanzleien sind in Frankfurt vertreten.

#### Finanzsektor

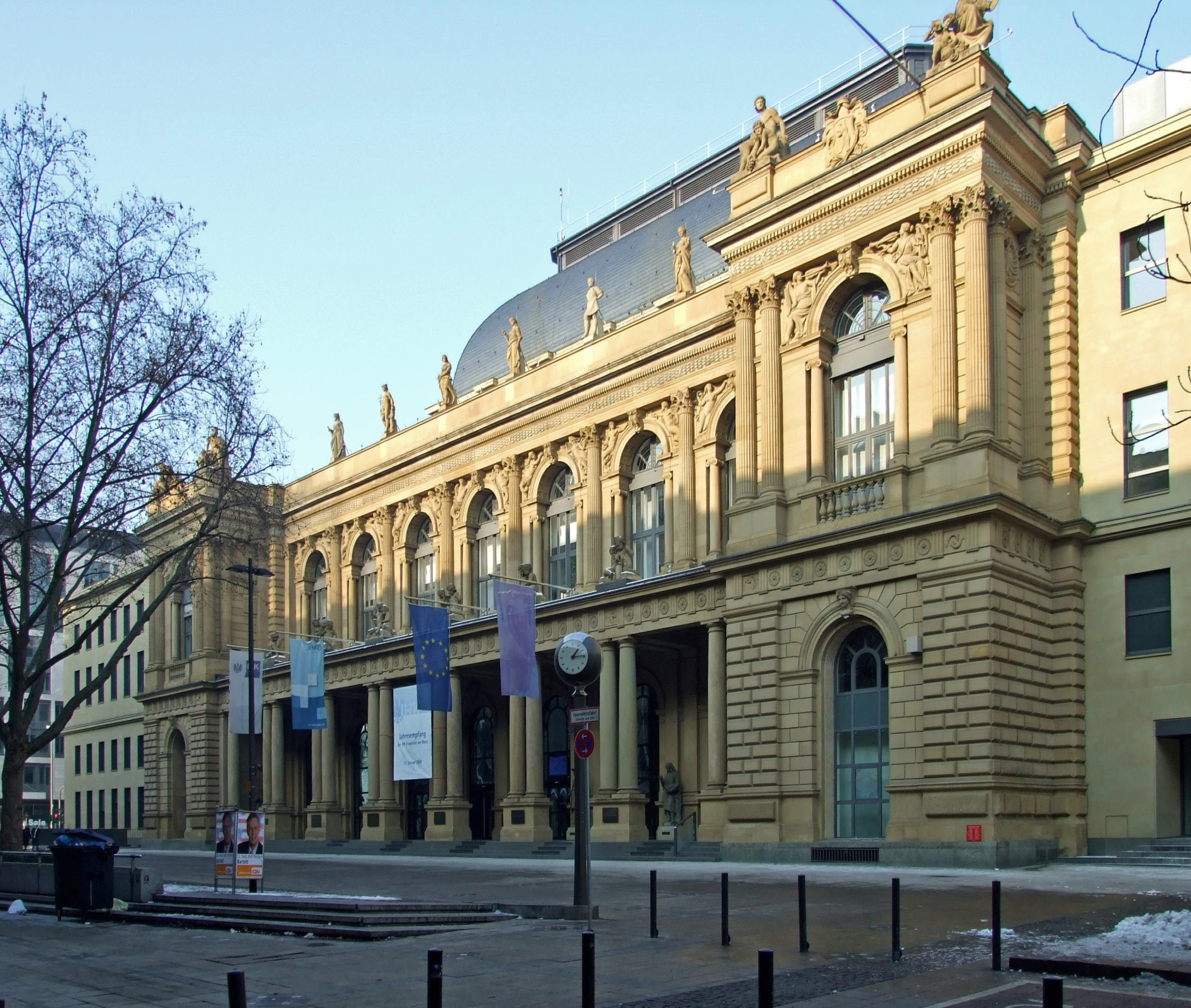
Frankfurter Wertpapierbörse

Frankfurt am Main ist Sitz der Europäischen Zentralbank und der Deutschen Bundesbank. Die Stadt ist ein bedeutender Finanzstandort und Börsenplatz und zählt nach verschiedenen Ranglisten zu den wichtigsten Finanzzentren weltweit. Beispielsweise klassifizierte das GaWC (Globalization and World Cities Research Network) Frankfurt als einzige deutsche Stadt aufgrund seiner wirtschaftlichen Bedeutung als „Alpha-Weltstadt“. Damit gehört Frankfurt zusammen mit 16 anderen Städten zur dritten Kategorie der Weltstädte.
In Frankfurt sind mit den Instituten Deutsche Bank, Commerzbank, KfW und DZ Bank die vier größten deutschen Banken angesiedelt (Stand: 2015).
Deutsche Bank und Commerzbank sind als Universalbanken tätig und unterhalten Niederlassungen weltweit. Hauptaufgabe der KfW ist die Förderung des Mittelstands und von Existenzgründern, die DZ Bank ist ein Zentralinstitut des genossenschaftlichen Finanzsektors. Als Tochtergesellschaften der DZ Bank sind Union Investment, DVB Bank und Reisebank in Frankfurt ansässig, zudem hat die Frankfurter Volksbank als zweitgrößte Volksbank Deutschlands hier ihren Sitz.
Unter den öffentlichen-rechtlichen Kreditinstituten haben die Landesbank Hessen-Thüringen (Helaba), die DekaBank, die Landwirtschaftliche Rentenbank und die Frankfurter Sparkasse ihren Sitz in Frankfurt.
Die größte deutsche Direktbank, die ING-DiBa, ist in Frankfurt beheimatet. Zudem haben einige bedeutende Privatbanken ihren Hauptsitz oder ihre Deutschlandzentrale in Frankfurt wie die SEB AG, das Bankhaus Metzler, Hauck & Aufhäuser, Delbrück Bethmann Maffei, die BHF-Bank und die Corealcredit Bank. Aus dem Kreis der Nachhaltigkeitsbanken ist die Triodos Bank mit ihrer deutschen Niederlassung und die GLS Gemeinschaftsbank mit einer Filiale in Frankfurt vertreten.
Ende 2010 hatten zudem 154 Auslandsbanken ihren deutschen Hauptsitz in Frankfurt, weitere 40 waren mit einem Büro vertreten.
Mit den von der Deutschen Börse AG betriebenen Handelsplattformen Frankfurter Wertpapierbörse und XETRA ist Frankfurt der zweitgrößte Aktienmarkt Europas und wickelt den Löwenanteil des deutschen Wertpapierhandels ab. Darüber hinaus befinden sich die Deutschlandzentralen der drei großen Ratingagenturen Standard & Poor’s, Moody’s und Fitch Ratings in Frankfurt.
Nach einer Studie der Comdirect lag die Stadt 2017 unter den Fintech-Standorten Deutschlands hinter Berlin und München gemeinsam mit Hamburg auf dem dritten Platz. Ende 2017 gab es 84 Fintech-Start-ups in Frankfurt. Wegen der hohen Mieten und des Wettbewerbs um qualifizierte Nachwuchskräfte gelte Frankfurt als schwieriges Pflaster für Fintechs. Zu den in Frankfurt ansässigen Fintechs gehören der digitale Versicherungsanbieter Clark und die Lieferkettenfinanzierungsplattform Traxpay.
Zum Finanzplatz Frankfurt am Main gehören auch die hier ansässigen Aufsichtsorgane. Von 1950 bis 2000 hatte der Bundesrechnungshof seinen Sitz in Frankfurt. Es residieren hier die Bundesanstalt für Finanzdienstleistungsaufsicht (BaFin), die Bundesanstalt für Finanzmarktstabilisierung (FMSA) sowie zwei Einrichtungen des Europäischen Finanzaufsichtssystems, die Europäische Aufsichtsbehörde für das Versicherungswesen und die betriebliche Altersversorgung (EIOPA) sowie der Europäische Ausschuss für Systemrisiken, der Früherkennung, Prävention und Bekämpfung von systemischen Risiken innerhalb des Finanzmarktes der Europäischen Union vornimmt. Seit Ende 2014 besteht zudem ein Einheitlicher Bankenaufsichtsmechanismus für die 150 größten Banken der Eurozone. Zukünftig wird eine neu gegründete europäische Behörde zur Bekämpfung von Geldwäsche und Terrorismusfinanzierung (Anti-Money Laundering Authority, AMLA) ihren Sitz in Frankfurt haben.[veraltet]

#### Bau- und Immobilienwirtschaft
Laut der „Bau- und Immobilienwirtschaft“-Studie der Industrie- und Handelskammer Frankfurt am Main gab es 2012 in ihrem Bezirk 14.589 Unternehmen der Bau- und Immobilienwirtschaft. Allein in Frankfurt gab es 31.265 Beschäftigte in dieser Branche. 1999 hatte die Branche über 36.000 Menschen beschäftigt. Zu den größten Unternehmen zählen DTZ Zadelhoff, Jones Lang LaSalle, BNP Paribas Real Estate, Bilfinger Berger, Hochtief, Porr, Techem, Nassauische Heimstätte, ABG Frankfurt Holding, Wayss & Freytag, Wisag, Ed. Züblin und Albert Speer & Partner. Der Umsatz in der Bau- und Immobilienwirtschaft betrug 2011 über 8 Milliarden Euro. Seit 2002 ist er um 7,8 Prozent gestiegen.

#### Einzelhandel
Die 600 Meter lange Zeil in der Innenstadt ist die bekannteste und umsatzstärkste Einkaufsstraße in Frankfurt. Mit bis zu 13.120 Passanten pro Stunde war sie 2012 erstmals die meistfrequentierte unter 170 deutschen Einkaufsstraßen. Den zweiten Platz nahm die Zeil 2009 im bundesweiten Mietpreisvergleich für Einzelhandelsflächen ein. Ein Ladenbesitzer zahlte hier bis zu 265 Euro pro Quadratmeter. Im Februar 2009 eröffnete das neue Einkaufszentrum MyZeil im Palaisquartier.
Während die auf der Zeil ansässigen Geschäfte in der günstigen bis mittleren Preiskategorie liegen, ist die nahe gelegene Goethestraße für ihre Luxusmarken bekannt. Im Vergleich mit anderen sogenannten Luxusmeilen wie der Düsseldorfer Königsallee lag sie 2012 mit 1520 Passanten pro Stunde mit weitem Abstand auf dem fünften Platz. Weitere wichtige Einzelhandelsstandorte in Frankfurt sind das Nordwestzentrum in der Nordweststadt, eines der größten Einkaufszentren Deutschlands, das Hessen-Center im Stadtteil Bergen-Enkheim und das an der Stadtgrenze gelegene Main-Taunus-Zentrum in Sulzbach (Taunus).
Darüber hinaus gibt es diverse Einkaufsstraßen in den Stadtteilen, wie die Berger Straße im Nordend und in Bornheim, die Schweizer Straße in Sachsenhausen, die Leipziger Straße in Bockenheim, die Königsteiner Straße in Höchst oder der Oeder Weg, der sich von der Innenstadt in das Nordend erstreckt.
Einen weiteren Einzelhandelsstandort repräsentiert das im August 2013 eröffnete Skyline Plaza. Als Einkaufs- und Kongresszentrum, welches auf dem Gelände des ehemaligen Hauptgüterbahnhofs im Europaviertel errichtet wurde, bietet das Skyline Plaza Platz für 180 Geschäfte.

#### Automobilhersteller
Frankfurt ist Sitz zahlreicher Deutschland- und Europazentralen ausländischer Automobilkonzerne wie Fiat Chrysler Automobiles (mit Fiat, Alfa Romeo und Jeep), Honda und Kia. Vor den Toren der Stadt residiert neben Opel in Rüsselsheim am Main Jaguar in Schwalbach am Taunus. Im rund 30 Kilometer entfernten Weiterstadt haben Škoda und Seat ihren deutschen Hauptsitz. Der japanische Hersteller Mazda betreibt in Oberursel (Taunus) ein Designzentrum. In Offenbach am Main ist die europäischen Vertriebszentrale von Hyundai.
Darüber hinaus ist die Zulieferindustrie stark vertreten. Aus den ehemaligen Frankfurter Firmen TEVES und VDO unterhält die Continental AG Produktions-, Verwaltungs- und Entwicklungsstandorte in Frankfurt, Eschborn, Schwalbach am Taunus, Karben, Babenhausen (Hessen) und Friedberg (Hessen). Die Automobilhersteller und -zulieferer der Region haben sich im Automotive Cluster Rhein Main Neckar zusammengeschlossen.

#### IT- und Telekommunikationsunternehmen

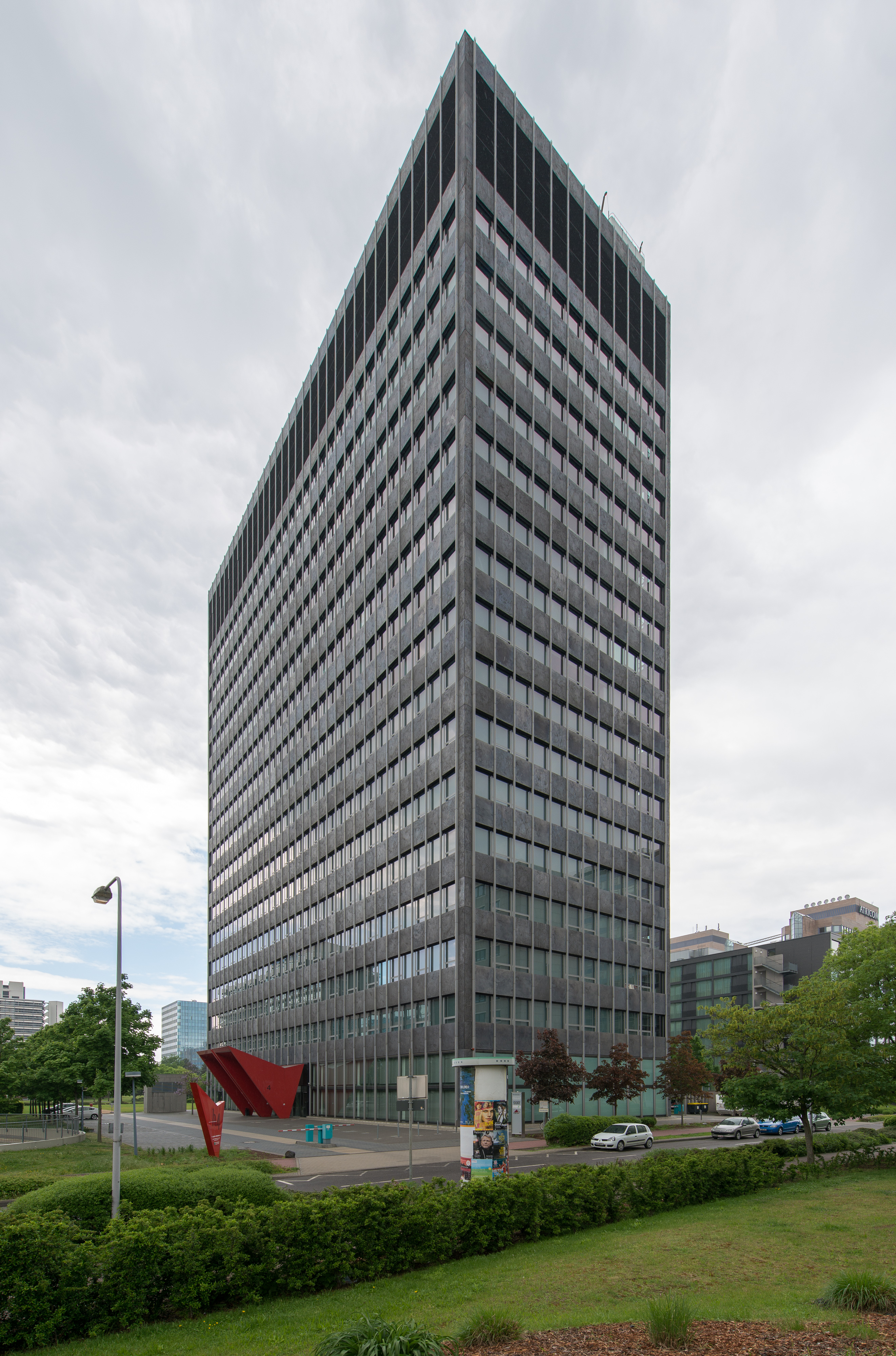
Sitz von Colt und Nintendo im Lyoner Quartier, Stadtteil Niederrad

Frankfurt ist der Sitz zahlreicher Unternehmen der IT- und Telekommunikationsbranche. Dazu zählen große konzerngebundene Unternehmen wie T-Systems, Finanz Informatik, DB Systel, Fujitsu und Lufthansa Systems. Die Telekommunikationsdienstleister Colt und Level 3 sowie der Telekommunikationsausrüster Avaya haben hier ihre Deutschlandzentralen. Die zentrale Registrierung für Deutschland-bezogene Domainnamen erfolgt bei der in Frankfurt ansässigen DENIC. Das Internationale Netzmanagement-Center (INMC) am Europaturm koordiniert und sichert den Betrieb des globalen Sprach- und Datennetzwerkes der Deutschen Telekom. Die Firmen Deck13, Keen Games und Crytek sind renommierte Entwickler von Computerspielen, ebenso hat Konami Europe hier ihren Sitz. Nintendo of Europe, die europäische Zentrale des weltweit größten Videospielentwicklers Nintendo, ist ebenfalls mit einem Großteil der Abteilungen in Frankfurt angesiedelt, im April 2015 wurde der Hauptsitz aus dem nicht weit entfernten unterfränkischen Großostheim hierher verlegt. Die auf die Ausbildung von Spieleentwicklern spezialisierte Games Academy hat seit 2007 eine Niederlassung in Frankfurt.
Eine besonders hohe Konzentration von IT-Unternehmen findet sich in ehemaligen Industriegebieten entlang der Hanauer Landstraße, der Mainzer Landstraße und der Gutleutstraße. Im Großraum Frankfurt finden sich IT-Unternehmen vor allem in Bad Homburg vor der Höhe, Eschborn, Kronberg im Taunus, Langen (Hessen), Neu-Isenburg und Schwalbach am Taunus. Frankfurt ist Teil des IT-Clusters Rhein-Main-Neckar.
In Frankfurt befindet sich der sogenannte DE-CIX, der nach Datenverkehr größte Internetknotenpunkt der Welt. Deswegen befinden sich in der Stadt eine große Anzahl an Rechenzentren.

### Verbände
Verbände wie der Verband der Chemischen Industrie (VCI), der Zentralverband Elektrotechnik- und Elektronikindustrie (ZVEI), der Verband der Photoindustrie, der Verband Deutscher Maschinen- und Anlagenbau (VDMA), der Verband der Elektrotechnik, Elektronik und Informationstechnik (VDE) mit der angeschlossenen elektrotechnischen Normenkommission (DKE im DIN und VDE), der Verband der Köche Deutschlands, der Designverband Rat für Formgebung, der Bundesverband des Deutschen Versandhandels und das Deutsche Institut für Interne Revision (DIIR) siedelten sich in Frankfurt an. Der Verband der Automobilindustrie (VDA) hatte von 1946 bis 2010 seinen Sitz in Frankfurt und richtete hier bis 2019 alle zwei Jahre die Internationale Automobil-Ausstellung (IAA) aus. Zudem hat der Börsenverein des Deutschen Buchhandels, der die Frankfurter Buchmesse organisiert, seinen Sitz in Frankfurt. Die DECHEMA Gesellschaft für Chemische Technik und Biotechnologie e. V. eine gemeinnützige wissenschaftlich-technische Gesellschaft, verleiht zahlreiche wissenschaftliche Preise und organisiert alle drei Jahre zusammen mit der Messe Frankfurt die Achema, die weltgrößte Messe für Chemische Technik, Umweltschutz und Biotechnologie.

### Gewerkschaften
In Frankfurt befinden sich die Hauptsitze der dem Deutschen Gewerkschaftsbund (DGB) angehörigen Gewerkschaften IG Metall, IG Bauen-Agrar-Umwelt und die Gewerkschaft Erziehung und Wissenschaft (GEW). Außerdem gibt es den Hauptsitz der Gewerkschaft Deutscher Lokomotivführer in Frankfurt.

### Messe
Handelsmessen finden in Frankfurt am Main seit dem Mittelalter statt. 1240 gewährte Kaiser Friedrich II. der Stadt das Messeprivileg, unter dessen Schutz sich die alljährlich stattfindende Herbstmesse zur Drehscheibe für den europäischen Fernhandel entwickelte. 1330 kam die Frühjahrsmesse hinzu. Mit Leipzig, dem zweiten großen Messestandort im Heiligen Römischen Reich deutscher Nation, war Frankfurt durch eine Fernstraße, die Via Regia, verbunden. Nach einer Zeit des Niedergangs seit dem 18. Jahrhundert konnte die Stadt nach dem Zweiten Weltkrieg wieder an die alte Messetradition anknüpfen.
In der Messe Frankfurt finden unter anderem die Frankfurter Buchmesse, die Achema und die Ambiente statt. Die traditionsreichste Messe, seit einigen Jahren Tendence genannt, hat in den letzten Jahren stark an Bedeutung verloren. Von 1951 bis 2019 fand hier die Internationale Automobilausstellung statt.

### Jüngere wirtschaftliche Entwicklung

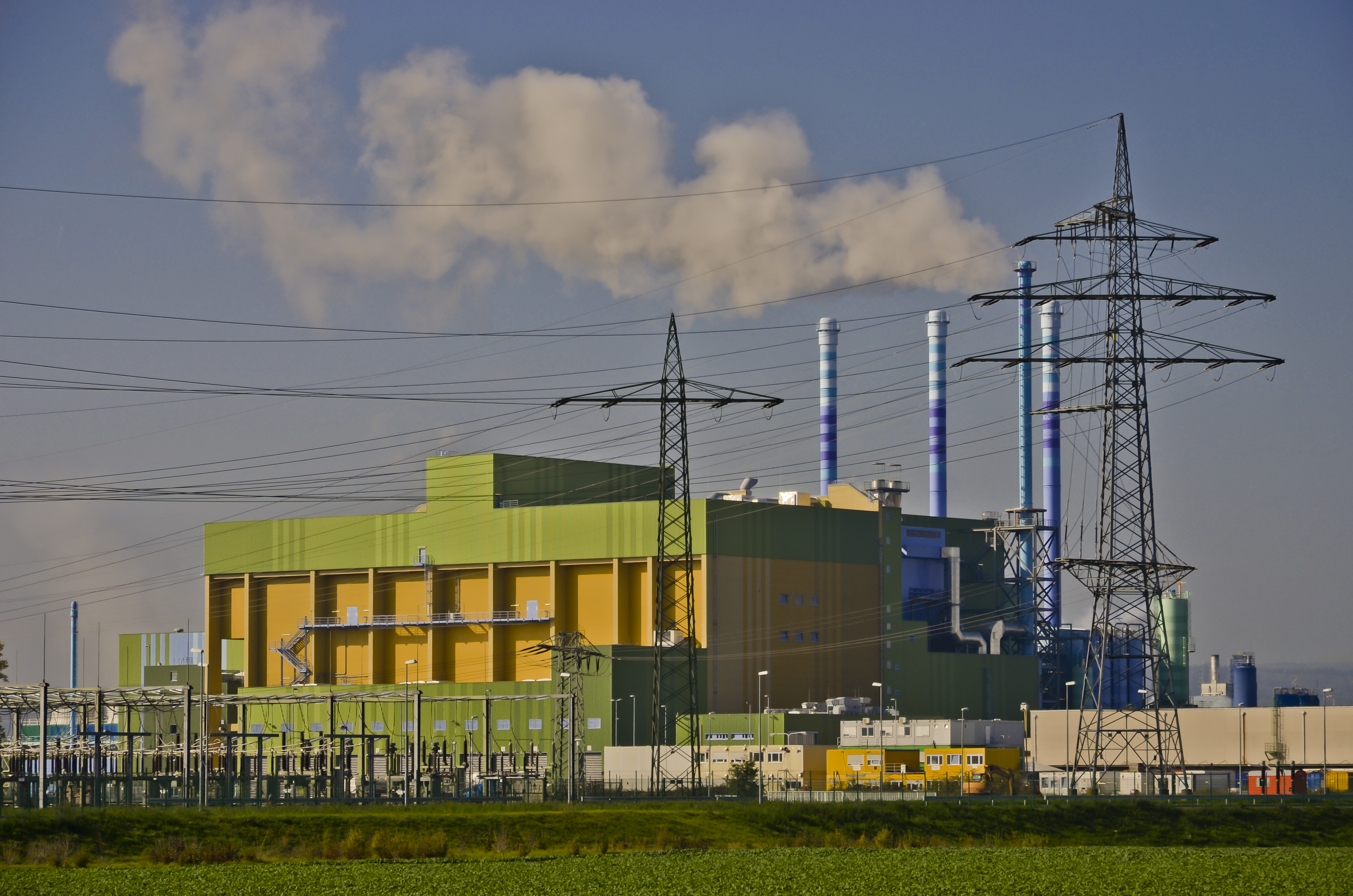
Industriepark Höchst

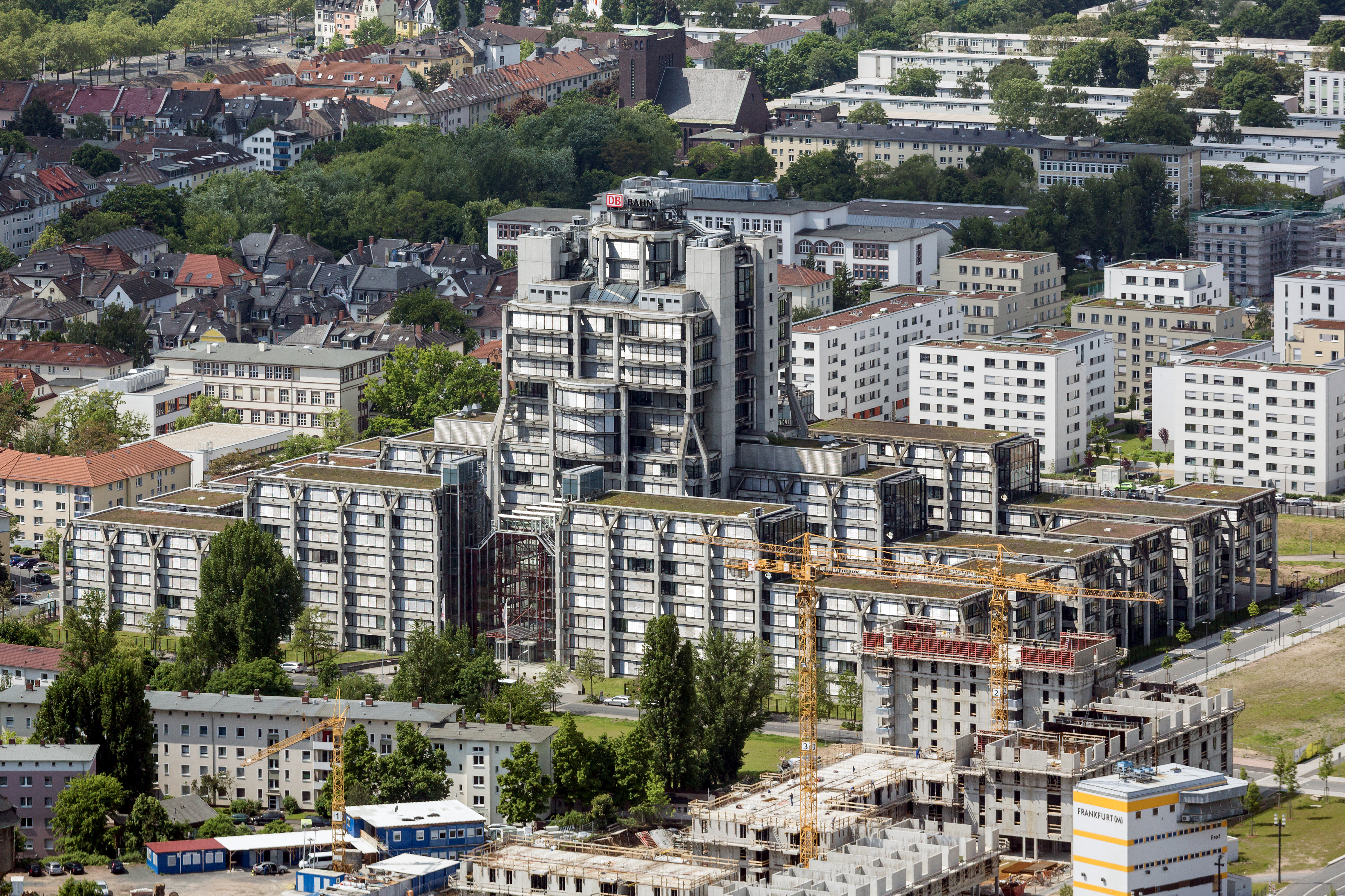
Ehemalige Hauptverwaltung Deutsche Bahn

Eine Studiengruppe von Ökonomen untersucht jährlich im Auftrag von Mastercard die wichtigsten Geschäftszentren der Welt. Frankfurt am Main kam dabei 2007 auf den siebten Platz, weit vor allen anderen deutschen Standorten, da diese mehr national als global ausgerichtet sind. Die Bedeutung der Globalisierung für die wirtschaftliche Entwicklung der Stadt zeigt sich in einem umfassenden Strukturwandel, dem die Frankfurter Wirtschaft in den letzten Jahrzehnten ausgesetzt war.
Ab 1988 waren fünf, zwischen 1990 und 1996 sechs von 30 DAX-Unternehmen in Frankfurt ansässig, darunter drei Banken (Commerzbank AG, Deutsche Bank AG, Dresdner Bank AG) und drei Industriekonzerne (Degussa AG, Hoechst AG und Metallgesellschaft). Mitte 2007 gab es in Frankfurt nur drei DAX-Konzerne, zwei Banken (Commerzbank und Deutsche Bank) und ein Dienstleistungsunternehmen (Deutsche Börse). Der Strukturwandel hatte in den 1980er Jahren zunächst die in Frankfurt traditionell sehr starke Metall- und Elektrobranche erfasst. Unternehmen wie Hartmann & Braun, Vereinigte Deutsche Metallwerke, Demag, Naxos-Union, Adlerwerke, Tenovis oder VDO legten ihre Frankfurter Werke still oder verlagerten ihren Sitz, zumeist nach Fusionen oder Übernahmen. Der ehemals zweitgrößte deutsche Elektronikkonzern AEG wurde 1982 nach einem Vergleich von Daimler-Benz übernommen und 1996 nach jahrelangem wirtschaftlichem Niedergang liquidiert. Die Degussa verlegte ihren Sitz 2001 nach Düsseldorf und gehört zum Essener Evonik-Konzern. Die Metallgesellschaft firmierte 2005 als GEA Group um und wanderte nach Bochum ab.
Obwohl Frankfurt einer der größten Standorte der Chemie- und Pharmaindustrie in Europa ist, hat keiner der großen Konzerne mehr seinen Sitz in Frankfurt. Die Hoechst AG war in den 1970er und 1980er Jahren zeitweise das nach Umsatz größte Chemie- und Pharmaunternehmen der Welt. 1997 spaltete sie sich in mehrere Unternehmen auf, die zu internationalen Konzernen wie Bayer, Celanese, Clariant und Sanofi gehören. Im Industriepark Höchst, einem der drei größten Chemiestandorte Europas mit etwa 22.000 Beschäftigten, werden jährlich über 350 Millionen Euro investiert. Am 26. September 2011 wurde die neue Produktionsanlage der Ticona in Höchst eröffnet. Ihre Verlegung war notwendig geworden, weil das frühere Werk dem Ausbau des Frankfurter Flughafens im Weg stand. Das ehemalige Ticona-Werksgelände in Kelsterbach hatte Fraport für einen Betrag von 650 Millionen Euro erworben.
Die Cassella AG in Fechenheim, einst einer der größten Hersteller von Farbstoffen und Tochter von Hoechst, fiel 1997 bei der Aufteilung von Hoechst an Clariant. Das ehemalige Cassella-Werk an der Mainkur besteht weiterhin als Sitz der Allessa GmbH. Der Name des Unternehmens enthält ein Ananym von Cassella. Ein weiterer großer Mittelständler der Pharmabranche in Frankfurt ist Merz Pharma.
Die Deutsche Bahn zog infolge der Wiedervereinigung im Jahr 2000 aus politischen Gründen mit ihrer Konzernzentrale nach Berlin. Der Bereich Konzernentwicklung und andere zentrale Abteilungen sowie die Tochtergesellschaften DB InfraGO (vormals DB Netz) und DB Systel bleiben weiterhin in Frankfurt ansässig.
Die hohe Gewerbesteuer, die hohen Büromieten und die hohen Grundstückspreise Frankfurts brachten bis in die 1990er Jahre Unternehmen dazu, in den Speckgürtel vor die Tore der Stadt auszuweichen. So errichtete die Deutsche Bank ihr neues Rechenzentrum in den 1990er Jahren in Eschborn, die BHF-Bank ihr Rechenzentrum 1997 in Offenbach. Mittlerweile ist jedoch zu beobachten, dass Unternehmen den Imagevorteil höhergewichten als die geringeren Gewerbesteuersätze, Mattel verlegte seine Deutschlandzentrale wieder in die Stadt.
Nach der aktuellen Konjunkturumfrage der Industrie- und Handelskammer Frankfurt am Main erwartet die Wirtschaft im IHK-Bezirk weiterhin eine positive Entwicklung. Der Geschäftsklimaindex lag im Herbst 2017 bei 129 Punkten. Im Zukunftsatlas 2016 belegte die kreisfreie Stadt Frankfurt am Main den zehnten Platz von 402 Landkreisen und kreisfreien Städten in Deutschland und zählt damit zu den Regionen mit „Top Zukunftschancen“ mit besonderer Stärke bei Innovation und dem Arbeitsmarkt.

### Kaufkraft
Trotz des Strukturwandels behauptete Frankfurt seine Position beim Bruttoinlandsprodukt pro Kopf und Erwerbstätigen in den Jahren 2002 bis 2007 unter den deutschen Großstädten, ebenso bei der Lebensqualität und der Zuzugsattraktivität (wie oben dargestellt). Der Rückgang klassischer Industrien wurde zum einen kompensiert durch Wachstum im Dienstleistungssektor, darunter Unternehmen wie Fraport und Deutsche Börse, zum anderen durch Neuansiedlungen der Deutschland- oder Europazentralen ausländischer Großunternehmen, so in der Automobil- und IT-Industrie. Die Stadt versucht eine einseitige Ausrichtung auf die Finanzbranche zu vermeiden und unterstützt beispielsweise den Ausbau Frankfurts als Forschungsstandort der Biotechnologie. Bei Kriterien wie Zuwachs an Einwohnern, Arbeitslosenquote oder Bruttoinlandsprodukt pro Einwohner und Erwerbstätigen hat Frankfurt daher seine starke Stellung behalten. Die verfügbaren Einkommen gehören zu den höchsten Deutschlands. Höher ist die private Kaufkraft im benachbarten Hochtaunuskreis (Index im Jahr 2020: 142,6) und im Main-Taunus-Kreis (129,9). Dennoch weist Frankfurt mit 113,5 im Jahr 2020 einen überdurchschnittlich hohen Kaufkraftindex des Bundesdurchschnitts auf.

### Tourismus
Der Tourismus ist von maßgeblicher und wachsender Bedeutung für Frankfurt. 2015 zählte Frankfurt mehr als 5,1 Millionen Besucher und fast 8,7 Millionen Übernachtungen in 265 Beherbergungsbetrieben. Knapp 57 Prozent der Übernachtungsgäste stammten aus dem Inland. Die Stadt lag damit bei den Übernachtungszahlen im Bundesvergleich hinter Berlin, München und Hamburg auf dem vierten Platz der beliebtesten Städtereiseziele, unter den ausländischen Übernachtungsgästen auf dem dritten Platz, im Reiseaufkommen aus asiatischen Ländern auf dem ersten Platz. Seit 1990 stieg die Zahl der Betten im Beherbergungsgewerbe von 19.373 auf 45.333. Die meisten Übernachtungen sind in den Monaten September und Oktober zu verzeichnen, die wenigsten im Dezember und Januar. Die durchschnittliche Verweildauer liegt bei 1,7 Nächten. Etwa 70 Prozent der Übernachtungen sind geschäftlich veranlasst; beispielsweise fielen 2015 über 1,7 Millionen Übernachtungen im Zusammenhang mit den 73.163 Kongressen und Tagungen in Frankfurt an.

## Verkehr und Infrastruktur

### Allgemein
Die Stadt Frankfurt am Main ist dank ihrer zentralen Lage einer der wichtigsten Verkehrsknotenpunkte in Europa. Hier treffen Bahn, Straßenverkehr, Binnenschifffahrt und Luftverkehr aufeinander. Nach einer Untersuchung von Marsh & McLennan Companies (2009) hatte Frankfurt die achtbeste Infrastruktur aller Städte weltweit (bezogen u. a. auf Luftverkehr, öffentlicher Personennahverkehr und Verkehrsbelastung) und lag damit vor Weltstädten wie London, Paris, Sydney, Tokio oder New York. In Deutschland schnitten lediglich München (zweiter Platz) und Düsseldorf (sechster Platz) besser ab.
In Frankfurt fand 1909 die Internationale Luftschiffahrt-Ausstellung statt, die ein bedeutender Meilenstein in der internationalen Entwicklung der Verkehrsfliegerei wurde. Im selben Jahr wurde hier die erste Fluggesellschaft der Welt (DELAG) gegründet. Mit der Flugpost am Rhein und am Main begann 1912 die kommerzielle Flugpost mit Flugzeugen in Deutschland.

### Flughafen
Der 1936 eröffnete Flughafen Frankfurt Main ist der größte Verkehrsflughafen in Deutschland und der viertgrößte in Europa. Beim Frachtaufkommen steht der Frankfurter Flughafen an erster Stelle in Europa. 2018 wurden 69,5 Millionen Passagiere und 2,1 Millionen Tonnen Fracht befördert. Der 1999 eröffnete Flughafen Fernbahnhof gilt mit täglich etwa 23.000 Reisenden als größter Flughafenbahnhof Deutschlands. Der Bahnhof ist Teil des Gebäudekomplexes The Squaire.
Der 1993 aus einem ehemaligen Militärstützpunkt hervorgegangene Flughafen Frankfurt-Hahn ist nach Frankfurt benannt, obwohl er etwa 120 Kilometer westlich der Stadt in Lautzenhausen (Rheinland-Pfalz) liegt. Er wird hauptsächlich von Billigfluggesellschaften bedient und beförderte 2018 rund zwei Millionen Fluggäste.
Der Flugplatz Frankfurt-Egelsbach liegt ebenfalls nicht im Frankfurter Stadtgebiet, sondern 17 Kilometer südlich in Egelsbach. Zwei ehemalige Flugplätze in Frankfurt sind inzwischen Teil des Frankfurter Grüngürtels: Der Flugplatz Rebstock wurde von 1912 bis 1945 genutzt, das Maurice-Rose-Airfield von 1951 bis 1992 als amerikanischer Militärflugplatz.

### Straßenverkehr

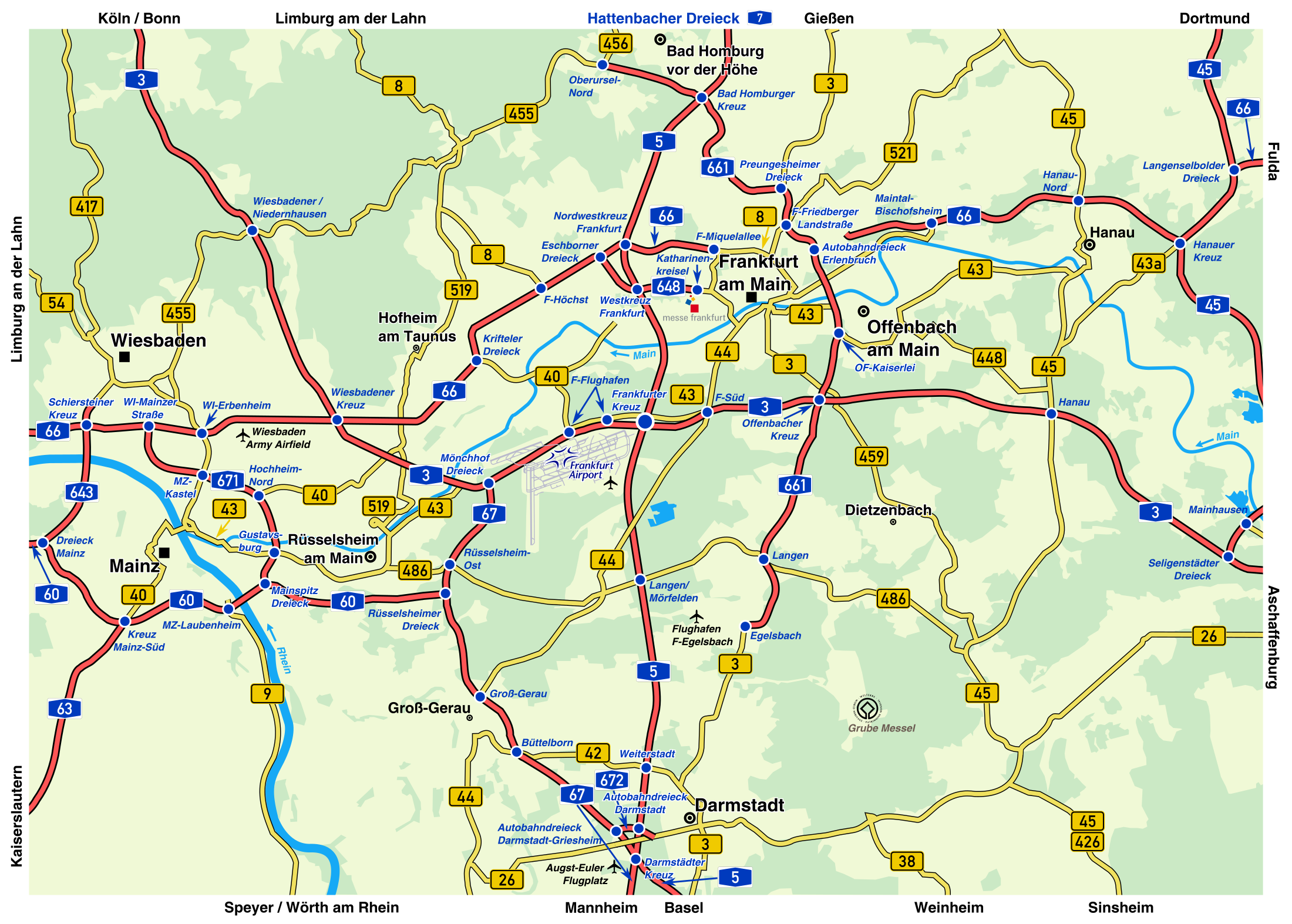
Straßennetz im Großraum Frankfurt am Main

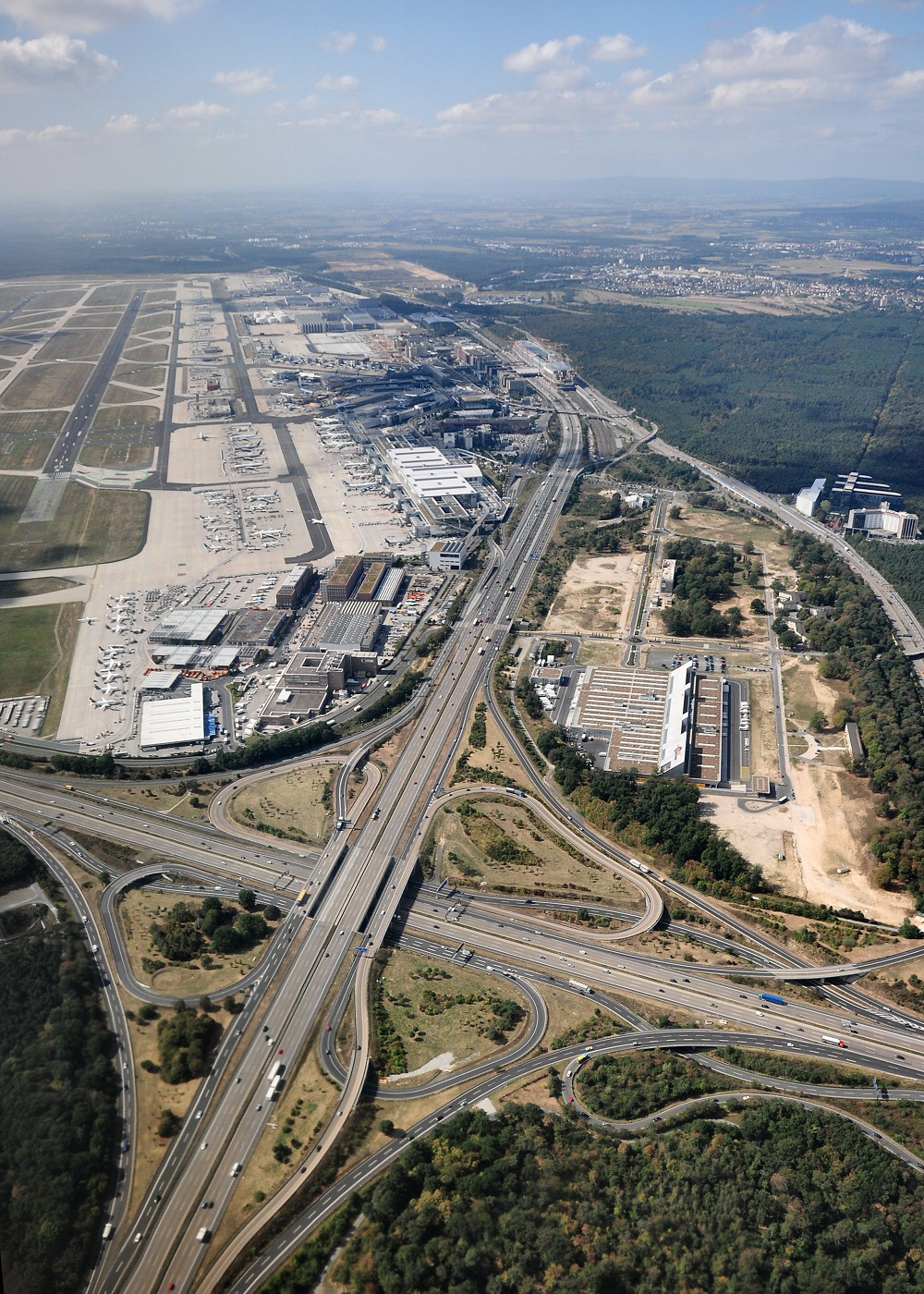
Frankfurter Kreuz

Am Frankfurter Kreuz in der Nähe des Flughafens kreuzen sich die Bundesautobahnen A 5 (Hattenbacher Dreieck–Basel) und A 3 (Arnhem–Linz). Es ist mit etwa 320.000 Fahrzeugen pro Tag das meist befahrene Autobahnkreuz in Deutschland.
Weitere an Frankfurt angeschlossene Autobahnen sind die A 66, die im Westen bis Wiesbaden und im Osten bis Fulda führt, die kurze A 648 als wichtiger Zubringer zum Messegelände und der Innenstadt sowie die A 661, die in Nord-Süd-Richtung von Oberursel nach Egelsbach verläuft. Die A 5 im Westen, die A 661 im Nordosten und die A 3 im Süden umgeben Frankfurt als Autobahnring. Dieser Autobahnring begrenzt die am 1. Oktober 2008 eingerichtete Umweltzone.
Im Einzugsbereich der Stadt liegen ebenfalls die Bundesstraßen B 3, B 8, B 40, B 43, B 44 und B 521.
In kommunalen Besitz befinden sich 1145 Kilometer Straße. Frankfurt hat mit 715 Kraftfahrzeugen pro 1000 Einwohner die größte Kraftfahrzeugdichte aller deutschen Großstädte. Durch zahlreiche Stadtautobahnen (teilweise als Bundesautobahn, teilweise als autobahnähnlich ausgebaute Bundes- oder Landesstraßen) ist die Stadtregion für den motorisierten Individualverkehr gut erschlossen.
Der Anlagenring ist eine doppelte Ringstraße um die Frankfurter Innenstadt entlang der 1806 bis 1812 demolierten Frankfurter Wallanlagen. Der Innere Ring folgt der ehemaligen Stadtmauer aus dem 14. Jahrhundert und führt als Einbahnstraße in west-östlicher Richtung. Der Äußere Ring, auch Anlagenring, ist im Wesentlichen Einbahnstraße in Ost-West-Richtung. Sein kurvenreicher Verlauf zeichnet die im 17. Jahrhundert angelegten Bastionen nach. Dem Durchgangsverkehr in der Innenstadt dienen der Theatertunnel und die Berliner Straße in Ost-West-Richtung sowie die Kurt-Schumacher-Straße und die Konrad-Adenauer-Straße in Nord-Süd-Richtung.

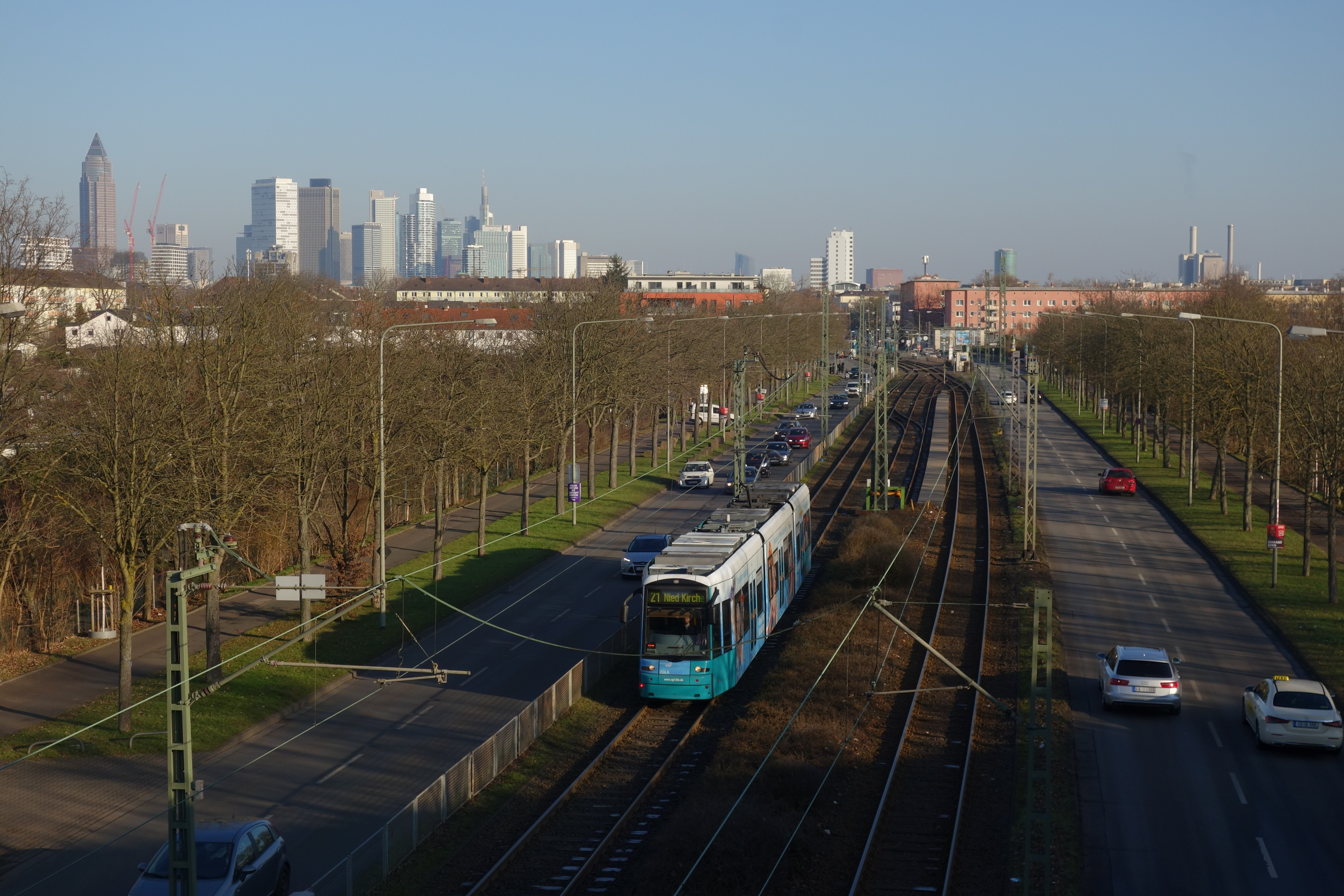
Mainzer Landstraße am westlichen Rand des Gallus mit Straßenbahn in Richtung Nied

Die äußere Ringstraße ist der Anfang des 20. Jahrhunderts entstandene Alleenring. Er verläuft etwa entlang der mittelalterlichen Frankfurter Landwehr an der Grenze der Freien Reichsstadt Frankfurt. Viele Ein- und Ausfallstraßen in radialer Richtung beginnen an den ehemaligen Stadttoren, darunter die Mainzer Landstraße, Bockenheimer Landstraße, Eschersheimer Landstraße, Friedberger Landstraße, Hanauer Landstraße und Darmstädter Landstraße. Frankfurts längste Straße ist die an der Friedberger Warte beginnende Homburger Landstraße, vor dem Bau der A 661 die wichtigste Ausfallstraße von und nach Norden.

### Bahnverkehr
Die 1839 eröffnete Taunus-Eisenbahn nach Wiesbaden gehörte zu den ersten Eisenbahnstrecken in Deutschland. 1880 ersetzte der Hauptbahnhof die drei ehemaligen Westbahnhöfe. Er ist einer der verkehrsreichsten Personenbahnhöfe Europas. Die Deutsche Bahn bezeichnet ihn als die wichtigste Verkehrsdrehscheibe im Eisenbahnverkehr in Deutschland. Mit 13 Linien ist er der wichtigste Knotenpunkt im nationalen ICE-Netz.
Mit etwa 450.000 Fahrgästen und Besuchern pro Tag belegt er in Deutschland zusammen mit dem Münchener Hauptbahnhof und Hamburger Hauptbahnhof den ersten Platz der meistfrequentierten Fernbahnhöfe der Deutschen Bahn. Seiner Fläche nach gehört er zusammen mit dem Leipziger Hauptbahnhof und dem Zürcher Hauptbahnhof zu den größten Bahnhöfen Europas. Frankfurts längster Zuglauf war der 2013 eingestellte Zug Basel–Moskau. Seit dem Jahr 2002 ist die ICE-Neubaustrecke nach Köln in Betrieb, die die Fahrzeit zwischen beiden Städten auf 75 Minuten verkürzt. Zudem existiert eine Hochgeschwindigkeitsstrecke nach Paris im Rahmen des Rhealys-Projekts. Passagiere können in weniger als vier Stunden zwischen dem Frankfurter Hauptbahnhof und dem Gare de l’Est in Paris verkehren.
Mit dem Flughafen-Fernbahnhof existiert auf dem Stadtgebiet ein weiterer Bahnhof von herausragender Bedeutung vor allem im Hochgeschwindigkeitsnetz. Zusammen mit dem Südbahnhof sorgt er für eine Entlastung des an der Kapazitätsgrenze operierenden Hauptbahnhofs. Der Bahnhof Frankfurt am Main Stadion ist mit 570 Zugbewegungen am Tag der meistbefahrene Bahnknoten Deutschlands.
Die Bedeutung des Güterverkehrs auf der Schiene ist stark zurückgegangen: 1996 gab die Deutsche Bahn den Hauptgüterbahnhof im Gallus auf. Seine rund 70 Hektar werden teilweise von der angrenzenden Frankfurter Messe genutzt; zudem entsteht auf dem Areal der neue Stadtteil Europaviertel. Mit dem Ostbahnhof ist ein kleinerer Rangierbahnhof im Betrieb.

### Öffentlicher Nahverkehr
Wichtigster Träger des öffentlichen Personennahverkehrs (ÖPNV) von Frankfurt in die Region ist die S-Bahn Rhein-Main. Von neun S-Bahn-Linien befahren acht den sieben Stationen umfassenden City-Tunnel durch die Innenstadt. Die U-Bahn Frankfurt wurde 1968 als „dritte U-Bahn in Deutschland nach Berlin und Hamburg, und als 35. U-Bahn der Welt“ eröffnet. Mit unterschiedlichen Ausbaustandards von Tunnelstrecken in der Innenstadt und oberirdischen Strecken im Außenbereich entspricht die Frankfurter U-Bahn den Kriterien einer Stadtbahn. Mit neun Linien auf drei Stammstrecken ist sie der wichtigste innerstädtische Verkehrsbetrieb, vor der städtischen Straßenbahn, Stadtbussen sowie mehreren Vorort- und Regionalbahnen. An den Stationen Hauptbahnhof, Hauptwache, Konstablerwache und Südbahnhof bilden S- und U-Bahn gemeinsame unterirdische Schnellbahnknoten.
Das größte Verkehrsunternehmen für die lokalen Verkehrsmittel in der Stadt ist die Verkehrsgesellschaft Frankfurt (VGF). Die Lokale Nahverkehrsgesellschaft traffiQ übernimmt die Koordination und Bestellung des lokalen Nahverkehrsangebots. Sie ist Partner des Rhein-Main-Verkehrsverbunds (RMV), der für die regionalen Verkehre und ein einheitliches Tarifsystem zuständig ist.
Am Frankfurter Flughafen entstand 1994 die 3,8 Kilometer lange vollautomatische fahrerlose Hochbahn SkyLine. Sie verbindet die beiden Terminals und soll durch eine neue Verbindung zwischen Fernbahnhof und zukünftigem Terminal 3 erweitert werden.

### Fernbusverkehr

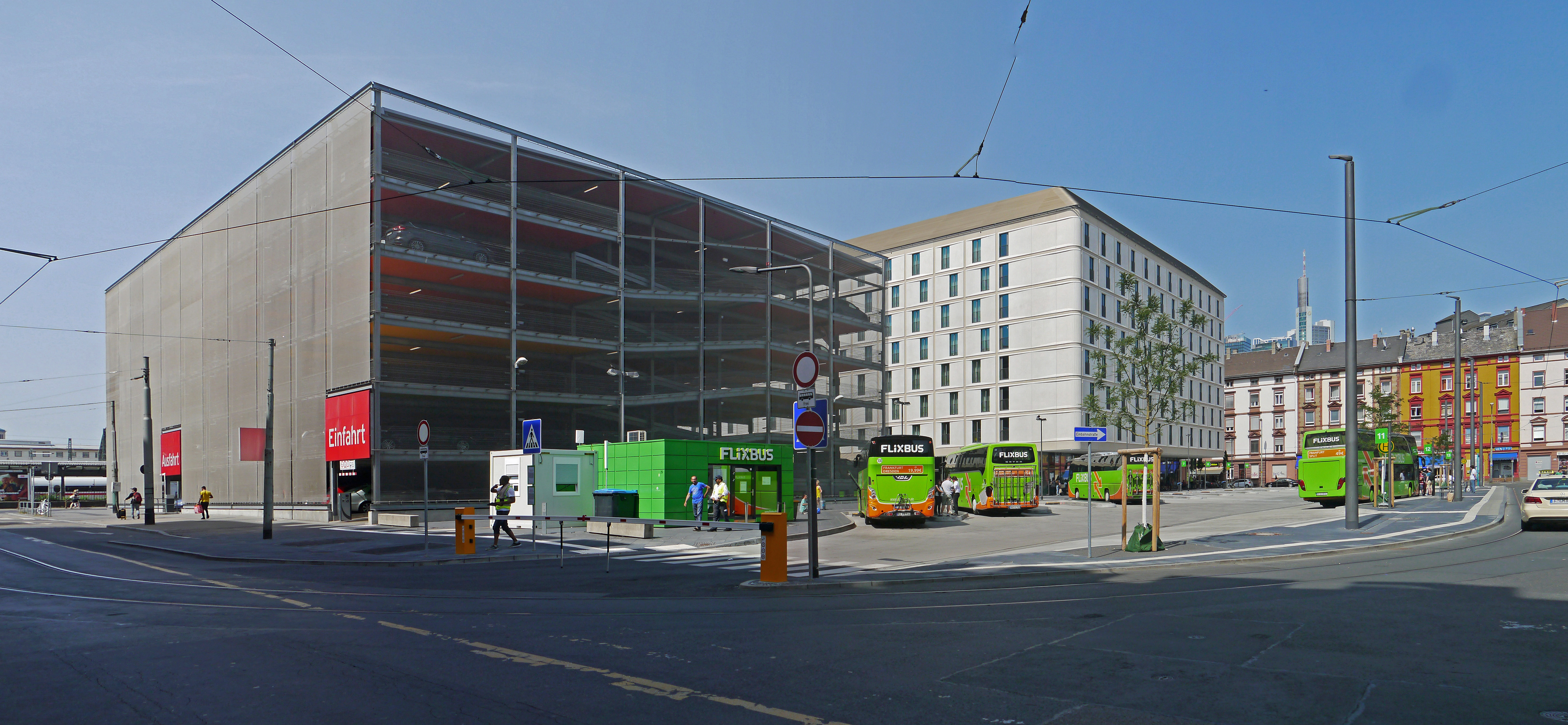
Fernbusbahnhof Frankfurt am Main

Mit der Liberalisierung des Fernbusverkehrs in Deutschland Anfang 2013 nahm das Verkehrsaufkommen an den Haltestellen südlich des Hauptbahnhofs deutlich zu. Die Stadt Frankfurt am Main ließ deshalb auf einem ehemaligen Großparkplatz im Bereich der Mannheimer Straße, Stuttgarter Straße und Pforzheimer Straße den 2019 fertiggestellten Fernbusbahnhof Frankfurt am Main errichten, an dem sich 14 Haltebuchten sowie ein Kundenzentrum eines Busunternehmens befinden. Eine weitere Fernbushaltestelle befindet sich im Terminal 2 am Flughafen.

### Binnenschifffahrt
Die Geschichte Frankfurts ist eng mit der Bedeutung von Main und Rhein für den Handel verbunden. Bereits in der Antike nutzten die Römer Main und Nidda für den Transport zwischen der Civitas Taunensium und Moguntiacum. Ältester Hafen der Stadt ist der Mainkai. Im Mittelalter verkehrte seit dem 12. Jahrhundert ein tägliches Marktschiff zwischen Frankfurt und Mainz, ab 1602 auch mehrfach wöchentlich zwischen Frankfurt und Hanau. Mit dem Bau der Eisenbahnen ging der Verkehr auf dem Main, auch wegen dessen zunehmender Versandung, drastisch zurück. 1883 bis 1886 wurde der Unterlauf des Mains mit fünf Staustufen kanalisiert und für große Kähne bis 1000 Tonnen Tragfähigkeit ganzjährig schiffbar gemacht. Seitdem ist Frankfurt über den Rhein mit den Industrieregionen an Rhein und Ruhr und den Nordseehäfen Rotterdam und Antwerpen verbunden. Auf dem nicht staugeregelten Abschnitt oberhalb Frankfurts wurde von 1886 bis 1936 die Kettenschifffahrt auf dem Main betrieben. Nach dem schrittweisen Ausbau ist der Main seit 1962 stromaufwärts bis Bamberg schiffbar. Seit 1992 ist Frankfurt über den Main-Donau-Kanal mit der Donau und dem südöstlichen Mitteleuropa verbunden. Der Main ist eine Bundeswasserstraße der Klasse Vb und für Schubverbände bis 185 Metern Länge schiffbar.
Der Güterumschlag in den Frankfurter Häfen ist wegen des Rückgangs bei Massengütern wie Kohle, Kies und Schrott seit langem rückläufig. Der Höchster Hafen wurde 1982 stillgelegt, der Westhafen 1993 bis 2004 in ein Wohn- und Büroquartier umgestaltet. Heute sind der Osthafen, der Flusshafen Gutleutstraße und der Hafen des Industrieparks Höchst in Betrieb.

### Radverkehr
Beim Fahrradklimatest des ADFC wurde Frankfurt 2024 zur fahrradfreundlichsten Stadt über 500.000 Einwohner gekürt.

### Elektronische Kommunikation
Für das Internet stellt Frankfurt einen wichtigen Standort dar. Unter anderem befindet sich hier der größte deutsche Internetknoten DE-CIX und die DENIC, die Domainregistrierungsstelle für die Top-Level-Domain „de“. Gemessen am gesamten durchschnittlichen Datenverkehr ist der DE-CIX weltweit die Nummer eins.

### Krankenhäuser
In Frankfurt am Main gibt es 16 Krankenhäuser mit etwa 6000 Betten für stationäre Behandlung. Die ältesten sind das 1267 erstmals urkundlich erwähnte Hospital zum heiligen Geist, welches ursprünglich nur Fremde, Pilger, Dienstboten und Mittellose aufnahm, und das 1771 gegründete Bürgerhospital, das erstmals Frankfurter Bürger behandelte. 1835 verfügte Johann Theobald Christ testamentarisch, aus seinem Vermögen ein Kinderkrankenhaus und eine Entbindungsanstalt zu errichten. Zum Gedenken an ihre mit 20 Jahren verstorbene Tochter stiftete Louise von Rothschild 1873 das Clementine Kinderhospital. Es fusionierte 1974 mit der Christschen Stiftung zur Clementine Kinderhospital Dr. Christ’schen Stiftung.
Das 1914 gegründete Universitätsklinikum ist das größte Krankenhaus in Frankfurt. Einziges Krankenhaus in städtischer Trägerschaft ist das Klinikum Frankfurt Höchst. Mehrere große Krankenhäuser sind aus diakonischen Einrichtungen der evangelischen und der katholischen Kirche hervorgegangen. Die Frankfurter Diakonie-Kliniken mit dem Markus-Krankenhaus in Bockenheim und dem Bethanien-Krankenhaus in Bornheim werden seit 2002 von der in Frankfurt ansässigen Agaplesion gAG geführt. Das Krankenhaus Sachsenhausen wurde 1895 von Carl von Noorden und Eduard Lampé zur Versorgung von Diabetikern gegründet. Seit 1932 befindet es sich in Trägerschaft des Deutschen Gemeinschafts-Diakonieverbandes.
Das St. Elisabethen-Krankenhaus in Bockenheim ging im Sommer 2019 ging von der Dernbacher Gruppe Katharina Kasper an die Artemed Klinikgruppe über.
Das St. Katharinen-Krankenhaus in Bornheim ist eine Einrichtung der Katharinenschwestern. Die 1962 eröffnete Berufsgenossenschaftliche Unfallklinik in Seckbach ist ein traumatologisches für das Rhein-Main-Gebiet und Standort des Rettungshubschraubers Christoph 2. Die Kliniken Maingau im Nordend und Rotes Kreuz im Ostend sind Gründungen der Schwesternschaft zum Roten Kreuz.
Mit Bau der Nordweststadt und deren Umfeld wurde im Norden von Frankfurt ein Krankenhaus notwendig. Hierzu erbaute die Stiftung Hospital zum heiligen Geist 1963 das Krankenhaus Nordwest in Praunheim.
Anfang des 21. Jahrhunderts gab es in Frankfurt etwa 7500 Krankenhausbetten. Im Zuge der Gesundheitsreform wurde seitdem die Kapazität um ein Fünftel reduziert. Zudem wurden mehrere Krankenhäuser geschlossen oder in Tageskliniken, Medizinische Versorgungszentren oder Altenpflegeeinrichtungen umgewandelt, darunter das Brüderkrankenhaus im Ostend, das Mühlbergkrankenhaus in Sachsenhausen, das Diakonissenkrankenhaus und das St. Marienkrankenhaus im Nordend.

### Energieversorgung

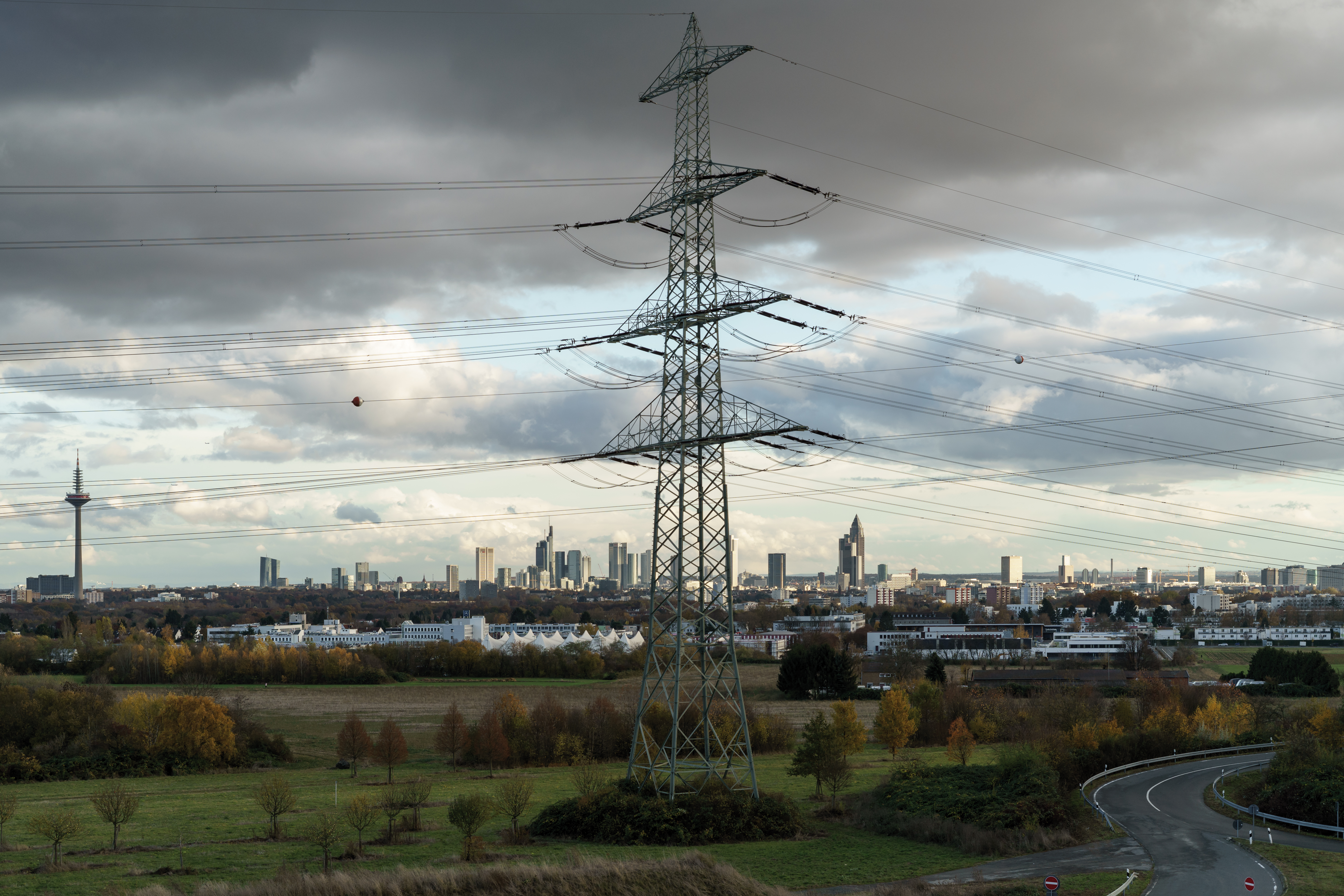
Skyline von Frankfurt am Main mit Freileitungsmast (380/220 kV) – Ansicht von der Raststätte Taunusblick

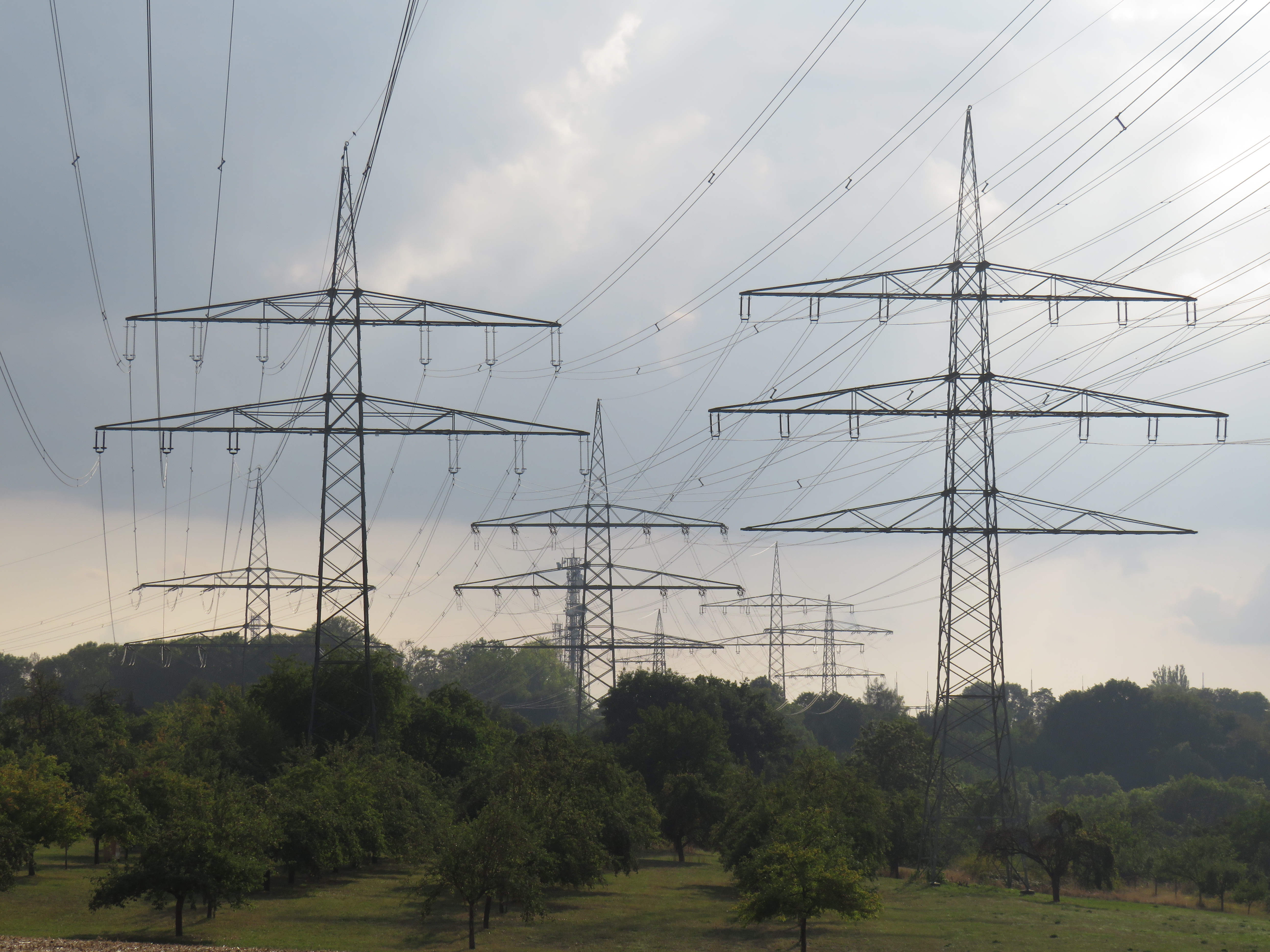
220- und 110-kV-Leitungen zum Umspannwerk Frankfurt-Nord in Bergen-Enkheim

1828 gründeten Johann Friedrich Knoblauch und Johann Georg Remigius Schiele die Frankfurter Gasanstalt in der Mainzer Landstraße. Als Rohstoff für die Herstellung von Leuchtgas diente zunächst Rüböl, ab 1829 amerikanisches Harz, ab 1855 Holz. 1844 erhielt die Imperial Continental Gas Association, die bisher Lizenzgeber der Frankfurter Gasanstalt gewesen war, eine Konzession für eine eigene, mit Steinkohle als Rohstoff arbeitende Gasfabrik im Ostend. Die englische Gasgesellschaft versorgte die Innenstadt und Sachsenhausen, die Gasanstalt die äußere Stadt. 1863 wurde deren Betrieb in die Gutleutstraße verlegt und auf Steinkohle als Rohstoff umgestellt. Erst 1909 fusionierten beide Gesellschaften. 1910 errichtete Peter Behrens das Gaswerk Ost als eines der ersten Projekte beim Bau des Osthafens. Mit der Umstellung der Gasversorgung auf Erdgas wurden das Gaswerk und die Kokerei 1969 stillgelegt und der Gasometer abgerissen.
Nach dem Erfolg der Internationalen Elektrotechnischen Ausstellung 1891 entschied sich die Stadt Frankfurt zum Aufbau einer zentralen Elektrizitätsversorgung mit Einphasen-Wechselstrom. Die Elektrische Centralanstalt in der Gutleutstraße ging 1894 als eines der ersten Heizkraftwerke in Deutschland in Betrieb. 1926 gab die Stadt den Inselbetrieb auf und schloss sich dem entstehenden Drehstrom-Verbundnetz der Preußischen Kraftwerk Oberweser AG über eine Leitung vom Kraftwerk Borken an. Die 1928 eingemeindeten Stadtteile im Frankfurter Westen gehörten bereits zum Versorgungsgebiet der Main-Kraftwerke in Höchst, deshalb treffen in Frankfurt bis heute die Versorgungsnetze der Mainova und der Süwag und die Übertragungsnetze von Tennet TSO und Amprion zusammen.
1963 wurde Frankfurt an das Höchstspannungsnetz der PreußenElektra angeschlossen, zunächst auf der 220-kV-Ebene. Hierfür entstand das Umspannwerk Frankfurt-Nord an der Berger Warte, in das im Kraftwerk Staudinger erzeugte elektrische Energie eingespeist wurde. Von diesem Umspannwerk führte eine weitere 220-kV-Leitung in den Gießener Raum, wo Energie aus dem Kraftwerk Borken eingespeist wurde. Eine dritte 220-kV-Leitung führte seit 1976 vom Umspannwerk Frankfurt-Nord nach Ober-Erlenbach, von dort auf einer bereits für die nächsthöhere Spannungsebene von 380 kV ausgelegten Leitung parallel zur Bundesautobahn 5 zum Umspannwerk Frankfurt-Südwest in Höhe der Europabrücke. Als Anfang der 1990er Jahre durch den altersbedingten Wegfall der Leitung Borken–Frankfurt das Netz umstrukturiert wurde, baute man einen Anschluss der vom Umspannwerk Frankfurt-Südwest kommenden Leitung ab Ober-Erlenbach zum neuen 380-kV-Umspannwerk Karben, das ebenso in eine bestehende Leitung der höchsten Spannungsebene einspeist. Somit wurde das Umspannwerk Frankfurt-Südwest 1991 von 220 auf 380 kV umgestellt, die ehemalige Verbindung von Ober-Erlenbach nach Frankfurt-Nord ist als 110-kV-Leitung in Betrieb.
Die Umspannwerke Frankfurt-Nord für 220 Kilovolt an der Berger Warte in Seckbach und Frankfurt-Südwest für 380 Kilovolt in Griesheim werden von Tennet TSO betrieben. Die westlichen Stadtteile und der Industriepark Höchst werden über das Umspannwerk Kelsterbach und das Umspannwerk Kriftel der Amprion auf der 380-kV-Ebene sowie dem 220-kV-Umspannwerk Farbwerke Höchst Süd versorgt.
Ab 1928 erzeugten die städtischen Kraftwerke Fernwärme. Nach dem Zweiten Weltkrieg stiegen die Erzeugungskapazitäten durch den Bau neuer Kraftwerke. Zur Wärmeversorgung der Nordweststadt und der Bürostadt Niederrad entstanden in den 1960er Jahren das Müllheizkraftwerk Frankfurt und das Heizkraftwerk Niederrad. Der Industriepark Höchst wird durch ein eigenes Heizkraftwerk versorgt. 1998 schlossen sich die Stadtwerke Frankfurt am Main und die Maingas AG zur Mainova zusammen.

### Straßenbeleuchtung

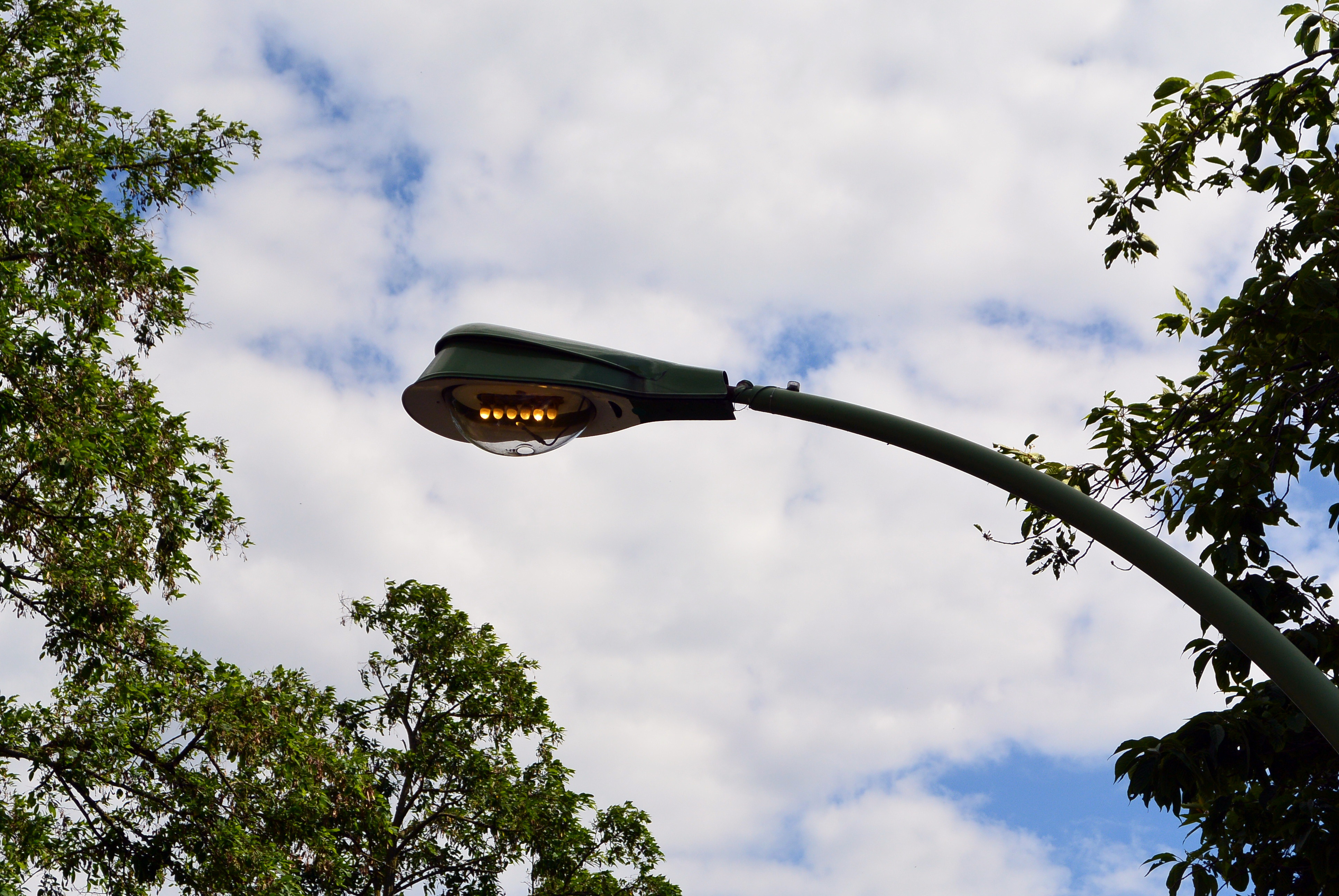
Reihengasleuchte der 1950er Jahre

Im Mittelalter und der frühen Neuzeit wurden die Straßen nur ausnahmsweise beleuchtet. Nur bei äußerer und innerer Bedrohung durch Feinde, Aufruhr oder Feuer und bei großen Festen, zum Beispiel anlässlich von Kaiserkrönungen, entzündete man Fackeln oder Laternen und befestigte sie an den Hausfassaden. Erste Versuche einer permanenten Straßenbeleuchtung gab es im 17. Jahrhundert, doch bestand kein starkes öffentliches Interesse. Erst als Frankfurt im Siebenjährigen Krieg unter französischer Besatzung stand, ließ der Königsleutnant Graf Thoranc in den Jahren 1761 und 1762 über einigen Straßenkreuzungen dauerhafte, mit Rüböl befeuerte Laternen anbringen. Trotz ihrer nur geringen Lichtstärke führten sie zu einer deutlichen Verbesserung der Verkehrssicherheit und einem Rückgang der nächtlichen Straßenkriminalität. Bis 1783 gab es bereits 604 Laternen in Frankfurt und Sachsenhausen. Die hohen Kosten machten die Einführung einer neuen indirekten Steuer, des Lichtergeldes erforderlich. Um Kosten zu sparen, richtete sich die nächtliche Brenndauer nach Jahreszeit und Mondphasen.
1828 machte der Bau der ersten Gasanstalt die Einführung der Gasbeleuchtung möglich, jedoch zunächst nur auf private Veranlassung. Ab Oktober 1845 sorgte die englische Gasgesellschaft mit 670 Gaslaternen für die öffentliche Straßenbeleuchtung der Innenstadt. Bis 1886 stieg die Anzahl der Gasleuchten auf über 4000. Ab 1880 begannen Versuche mit elektrischer Straßenbeleuchtung.
Anfang des 21. Jahrhunderts hatte Frankfurt mit ca. 60.000 elektrischen Straßenlaternen und ca. 5500 Gasleuchten nach Berlin und Düsseldorf den höchsten Bestand in Deutschland. Wegen der hohen Betriebskosten und der schwierigen Ersatzteilversorgung beschloss die Stadtverordnetenversammlung 2014, die verbliebenen Gaslaternen innerhalb von zehn Jahren durch LED-Leuchten zu ersetzen. Etwa 1400 Leuchten sollen so umgerüstet werden, dass das äußere Erscheinungsbild erhalten bleibt.

### Wasserversorgung
Neben Oberflächengewässern und privaten Brunnen in Häusern und Höfen dienten seit dem 13. Jahrhundert öffentliche Ziehbrunnen auf Gassen und Plätzen der Wasserversorgung. Für jeden Brunnen wurde eine Brunnenrolle geführt, also ein Verzeichnis aller Brunnennachbarn, die den Brunnen nutzen durften und dafür unterhaltspflichtig waren, sowie der jährlich hierfür zu entrichtenden Gebühren (Brunnengeld). Bis zur Neuzeit genügte der Grundwasserzustrom der Brunnen. 1607 entstand die erste Wasserleitung vom Friedberger Feld im heutigen Nordend zum Friedberger Tor, um die rund 30 öffentlichen Brunnen mit Wasser zu versorgen. Im 18. und frühen 19. Jahrhundert wurden die meisten Ziehbrunnen nach und nach durch effektivere Pumpenbrunnen ersetzt. Sie waren sicherer und hygienischer – an den Ziehbrunnen gab es immer wieder Verunreinigungen durch Tierkadaver und Unfälle mit wasserschöpfenden Kindern – und hatten eine höhere Förderleistung von bis zu 40 Litern pro Minute. Das erleichterte die Brandbekämpfung, zu der alle Bürger im Notfall verpflichtet waren. Brunnen aus dieser Zeit mit der typischen Brunnensäule aus rotem Mainsandstein, eisernem Schwengel und Sandsteinbecken sind vielfach im Stadtgebiet anzutreffen. Die etwa 145 städtischen Brunnen im Stadtgebiet haben heute für die Wasserversorgung keine Funktion mehr. Sie stehen vielfach unter Denkmalschutz.
Im 19. Jahrhundert erforderten das rapide Bevölkerungswachstum und die steigenden Anforderungen der Trinkwasserhygiene einen stetigen Ausbau der Wasserversorgung. Seit 1834 verlief eine zweite Wasserleitung aus dem Knoblauchsfeld im Nordend in die Stadt, seit 1859 eine dritte von der Seehofquelle in Sachsenhausen. Ein Pumpwerk an der Alten Brücke versorgte ab 1859 die Sachsenhäuser Gärtner mit Gießwasser aus dem Main. 1873 ging die erste Fernwasserleitung aus dem Vogelsberg zum neuen Hochbehälter im Wasserpark an der Friedberger Landstraße in Betrieb. Von dort wurde das Wasser in das städtische Trinkwassernetz eingespeist, an das mehr und mehr Haushalte angeschlossen wurden. 1876 wurden Quellen im Spessart an die Fernwasserleitung angeschlossen. Zwischen 1884 und 1955 entstanden zudem mehrere Wasserwerke im Frankfurter Stadtwald.
Wie im ganzen dichtbesiedelten Rhein-Main-Gebiet ist auch in Frankfurt die Wasserversorgung von Lieferungen über den regionalen Leitungsverbund abhängig, insbesondere im Sommer und in Trockenjahren. Die beteiligten Versorgungsunternehmen und Institutionen haben sich in einer Arbeitsgemeinschaft zusammengeschlossen. Ein Bewirtschaftungsplan soll die nachhaltige Nutzung der Grundwasserressourcen auch in Dürrejahren sicherstellen. Etwa 17 Prozent des Frankfurter Trinkwassers werden im Stadtgebiet gefördert, 36 Prozent stammen aus dem Hessischen Ried. Fast die Hälfte des Wassers kommt aus dem Vogelsberg, dem Spessart und dem Kinzigtal.
Die Wassergewinnung im Vogelsberg wird seit etwa 1990 von lokalen Bürgerinitiativen und Kommunalpolitikern kritisiert. Die Betroffenen weisen auf ökologische Risiken in den Fördergebieten hin und fordern eine Reduzierung der Wasserlieferungen nach Frankfurt. Stattdessen könne die Förderung im Frankfurter Stadtgebiet erhöht und der Verbrauch an hochwertigem Trinkwasser reduziert werden, insbesondere durch den Aufbau eines Betriebswassernetzes. Die Gemeinde Birstein und der BUND haben deshalb vor dem Verwaltungsgericht Frankfurt am Main Klage gegen den Wasserbescheid des Regierungspräsidiums Darmstadt erhoben, der dem Wasserverband Kinzig die Förderung von jährlich bis zu zwei Millionen Kubikmeter Grundwasser erlaubt.
Laut städtischem Wasserkonzept wird der jährliche Trinkwasserbedarf Frankfurts, hauptsächlich aufgrund des Bevölkerungswachstums, bis 2030 um etwa 8 Mio. auf rund 60 Mio. Kubikmeter ansteigen. Der Mehrbedarf soll weitgehend durch den Ausbau der Infiltrations- und Wassergewinnungsanlagen im Stadtgebiet gedeckt werden. Zusätzlich werden ca. 10 Mio. Kubikmeter Betriebswasser jährlich benötigt, hauptsächlich für die Grundwasseranreicherung und die Bewässerung von Grünflächen und Sportanlagen. Vor allem in Neubaugebieten soll zudem der Bau von Aufbereitungsanlagen für Regen- und Oberflächenwasser sowie Grauwasser gefördert werden.

### Kanalisation
Die Ursprünge der Frankfurter Kanalisation liegen in den natürlichen Gewässern – frühere Altarme des Mains und kleinere Bäche – sowie in den nassen Gräben der Staufenmauer im Gebiet der Altstadt. Ab der Mitte des 12. Jahrhunderts überwölbte man sie nach und nach mit Ziegelmauern und nutzte sie als Abwasserkanäle. Der Hauptkanal verlief etwa entlang der heutigen Börnestraße, Holzgraben, Kleiner und Großer Hirschgraben. Die im Mittelalter verlandete Braubach kanalisierte man ab 1468 und nutzte sie zur Entwässerung der Altstadt. Außer diesen ringförmig verlaufenden Hauptkanälen legte man nach und nach bis zu 23 Sammelkanäle an, sogenannte Antauchen, die im rechten Winkel zum Mainufer verliefen und sich dort in den Fluss ergossen. Aufgrund ihres geringen Gefälles, der meist unbefestigten Sohle und des wechselnden Querschnitts neigten sie zu ständiger Verschlammung und Verstopfung. Die an eine Antauche angrenzenden Häuser besaßen das Seßrecht und durften Fäkalien und Abwässer einleiten. Häuser ohne direkten Zugang zu einer Antauche mussten ihre Fäkalien in unterirdischen Sickergruben sammeln und regelmäßig abfahren lassen.
Ende des 18. Jahrhunderts erkannte man, dass die Antauchen als ständige Infektionsherde die allgemeine Gesundheit gefährdeten und zudem das Grundwasser verunreinigten, aus dem die städtischen Brunnen einen Teil ihres Wassers bezogen. 1809 verbot das Baustatut von Stadtbaumeister Johann Georg Christian Hess die Einleitung von Abwässern in die Antauchen. Jedes Haus sollte künftig über eine gemauerte Abtrittgrube verfügen. Mit dem Bevölkerungswachstum stieß dieses System im Laufe des 19. Jahrhunderts an seine Grenzen. 1854 entwickelte eine Sachverständigenkommission die ersten Pläne zum Bau einer modernen Schwemmkanalisation nach Hamburger Vorbild, doch begannen die Bauarbeiten erst 1867 nach der preußischen Annexion. Unter Leitung des Ingenieurs William Lindley und seines Sohnes William Heerlein Lindley entstand bis 1899 ein 237 Kilometer langes, alle damaligen Stadtteile umfassendes Kanalnetz, das im Wesentlichen betrieben wird. Die Hauptkanäle verliefen in Frankfurt und Sachsenhausen etwa vier bis fünf Meter unter Straßenniveau mit leichtem Gefälle parallel zum Main, die Nebenkanäle im rechten Winkel dazu und mit größerem Gefälle. Das Netz war auf beiden Mainufern in ein oberes und ein unteres System getrennt. Während das obere vollständig über dem höchsten angenommenen Mainhochwasser verlief, mündeten die Vorfluter des unteren Systems erst westlich der Niederräder Brücke, wo der Hochwasserpegel 2,80 Meter unter dem der Alten Brücke lag. Bis auf ein besonders tief gelegenes Viertel der Altstadt kam das gesamte Netz somit ohne Hebeanlage aus.
Schon nach wenigen Jahren häuften sich Klagen der mainabwärts gelegenen Anrainer über die unzumutbare Verschmutzung des Flusses durch die eingeleiteten städtischen Abwässer. Für eine Ableitung in Rieselfelder fehlte der Platz, daher entschied sich die Stadt für den Bau einer mechanischen Kläranlage nach englischem Vorbild. Das 1883 bis 1887 am Niederräder Ufer unter Lindleys Leitung errichtete Klärwerk Niederrad war das erste seiner Art in Deutschland. Täglich konnte es 18.000 Kubikmeter Abwasser reinigen. 1902 bis 1904 wurde die Anlage auf 45.000 Kubikmeter täglich erweitert. Die jährlichen Kosten für die Abwasserreinigung beliefen sich 1910 auf etwa 40 Pfennig pro Einwohner. 1956 bis 1965 wurde eine neue Kläranlage in Niederrad errichtet und um eine biologische Behandlungsstufe erweitert. Die alte, unter Denkmalschutz stehende Anlage dient bis heute zur Regenwasserbehandlung. Eine weitere Anlage zur Reinigung der Abwässer aus den westlichen Stadtteilen entstand Anfang der 1960er Jahre in Sindlingen. Beide Anlagen wurden 1985/86 modernisiert und in Sindlingen eine Entwässerungs- und Verbrennungsanlage für den anfallenden Klärschlamm errichtet. Die beiden Frankfurter Kläranlagen sind für eine Kapazität von etwa 2 Millionen Einwohnergleichwerten ausgelegt. Etwa 340.000 Einwohner umliegender Gemeinden von Offenbach bis Hattersheim und von Königstein bis Kelsterbach sind an die Frankfurter Kläranlagen angeschlossen.
Das Kanalnetz ist etwa 1.600 Kilometer lang und transportiert bei trockenem Wetter etwa 300.000 Kubikmeter Abwasser täglich. Das Kanalnetz sowie die Kläranlagen gehören mit einem Buchwert von ca. 345 Millionen bzw. 194 Millionen Euro zu den größten Positionen im Anlagevermögen der Stadt.

### Abfallentsorgung
Bis in die Mitte des 19. Jahrhunderts waren Hausbesitzer in Frankfurt selbst für die Beseitigung des Hauskehrichts verantwortlich. 1855 erteilte die Stadt mehreren Landwirten und Fuhrunternehmern gegen eine Jahresgebühr von 1500 Gulden die Konzession für die Müllabfuhr und die Reinigung der Straßen und Plätze von Unrat. 1873 musste die Stadt die Müllabfuhr in Eigenregie übernehmen, weil die Verwertung der Abfälle für die Konzessionäre nicht mehr genug Ertrag abwarf. Die städtische Müllabfuhr sammelte und sortierte die Abfälle, verkaufte die als Düngemittel geeigneten Bestandteile an die landwirtschaftlichen Betriebe und deponierte die Reststoffe auf dazu eingerichteten Kehrichtlagerplätzen am Stadtrand. Um 1900 belief sich das jährliche Abfallaufkommen auf 75.000 Kubikmeter; bis 1912 stieg es auf mehr als 120.000 Kubikmeter. Hinzu kamen etwa 75.000 Kubikmeter Klärschlamm, die jährlich im Klärwerk Niederrad anfielen.
Die Abfalldeponien beanspruchten nicht nur wertvollen Grund und Boden, sondern führten mehr und mehr zu Beschwerden aufgrund der Geruchsbelästigung. 1902 beschloss die Stadt daher den Bau einer Müllverbrennungsanlage nach englischem Vorbild. Die neue Anlage entstand neben dem Klärwerk Niederrad und ging 1909 in Betrieb. Sie war auf eine Kapazität von 100 Tonnen Hausmüll und 50 Tonnen teilentwässertem Klärschlamm täglich ausgelegt, die bei Temperaturen von 800 bis 1200 Grad Celsius verbrannten. Die heißen Rauchgase wurden zur Trocknung des Klärschlamms sowie zur Dampferzeugung genutzt. Mit dem Dampf wurden zwei Turbogeneratoren von je 360 Kilowatt Leistung betrieben.
Nach dem Ersten Weltkrieg sank der Heizwert des in Frankfurt anfallenden Hausmülls dramatisch ab, sodass die Anlage um 1920 stillgelegt werden musste. Der Frankfurter Hausmüll wurde seitdem in einer offenen Deponie im Frankfurter Stadtwald nahe der Stadtgrenze zu Offenbach gelagert. Diese Abfalldeponie war in Frankfurt unter dem Namen Monte Scherbelino bekannt. Sie blieb bis 1968 in Betrieb und nahm insgesamt über 12 Millionen Kubikmeter Abfälle auf. Seitdem wird der Frankfurter Hausmüll im 1968 in Betrieb gegangenen und seitdem mehrfach modernisierten und erweiterten Müllheizkraftwerk Nordweststadt entsorgt. Es kann seit 2010 über 525.000 Tonnen Hausmüll jährlich thermisch verwerten, versorgt dabei über 30.000 Haushalte mit Fernwärme und erzeugt bis zu 49 Megawatt Strom.

## Staatliche Einrichtungen und Organisationen
Seit 1957 hat die Deutsche Bundesbank ihre Zentrale in Frankfurt, wie zuvor bereits die 1948 bis 1957 bestehende Bank deutscher Länder. Seit 1998 ist die Europäische Zentralbank, verantwortlich für die Geldpolitik der zwanzig EU-Länder in der Eurozone, hier beheimatet. Seit 2004 ist Frankfurt Sitz der Europäischen Versicherungsaufsicht (von 2004 bis 2011) CEIOPS, seither EIOPA, seit Ende 2014 auch der zentralen europäischen Bankenaufsicht. Daneben haben die KfW und das deutsche Internationale Finanz-Corporation-Büro (als Teil der Weltbankgruppe) ihren Sitz hier. In Frankfurt ansässige Bundesbehörden sind die Bundesanstalt für Finanzdienstleistungsaufsicht, die Bundesanstalt für Finanzmarktstabilisierung und das Bundesamt für Kartographie und Geodäsie. Das Bundesamt für Wirtschaft und Ausfuhrkontrolle befindet sich im Vorort Eschborn. Eine Reihe von Behörden, darunter der Bundesrechnungshof, zogen infolge des Berlin/Bonn-Gesetzes nach Bonn um.
In Frankfurt wurde 1946 die Deutsche Bibliothek gegründet, heute ein Standort der Deutschen Nationalbibliothek. Die Gerichtsbarkeit ist mit dem für Hessen zuständigen Oberlandesgericht Frankfurt am Main, dem Hessischen Landesarbeitsgericht, dem Landgericht Frankfurt am Main, dem Sozialgericht Frankfurt am Main, dem Arbeitsgericht Frankfurt am Main, dem Verwaltungsgericht Frankfurt am Main und dem Amtsgericht Frankfurt am Main vertreten. Bis zur Auflösung Ende 2003 war Frankfurt zudem Sitz des Bundesdisziplinargerichts.
Das Polizeipräsidium Frankfurt am Main ist eines der sieben hessischen Polizeipräsidien. Kommunale Sicherheits- und Ordnungsaufgaben sind der Stadtpolizei Frankfurt am Main (Hilfspolizei im Sinne des § 99 HSOG) übertragen. Frankfurt ist Sitz der Oberfinanzdirektion Hessen. In Frankfurt findet sich ein Hessisches Amt für Versorgung und Soziales. Die 1874 gegründeten Feuerwehr Frankfurt betreibt 12 Wachen der Berufsfeuerwehr und 28 Wachen der Freiwilligen Feuerwehren.
Frankfurt ist zudem Sitz von 108 Konsulaten. Nur New York hat mehr ausländische Vertretungen, ohne dabei Hauptstadt eines Staates zu sein. Das Amerikanische Generalkonsulat im Nordend ist mit mehr als tausend Mitarbeitern größte diplomatische Vertretung in Frankfurt und das weltweit größte Konsulat der Vereinigten Staaten von Amerika.

## Medien

### Presse, Verlage und andere Publikationseinrichtungen

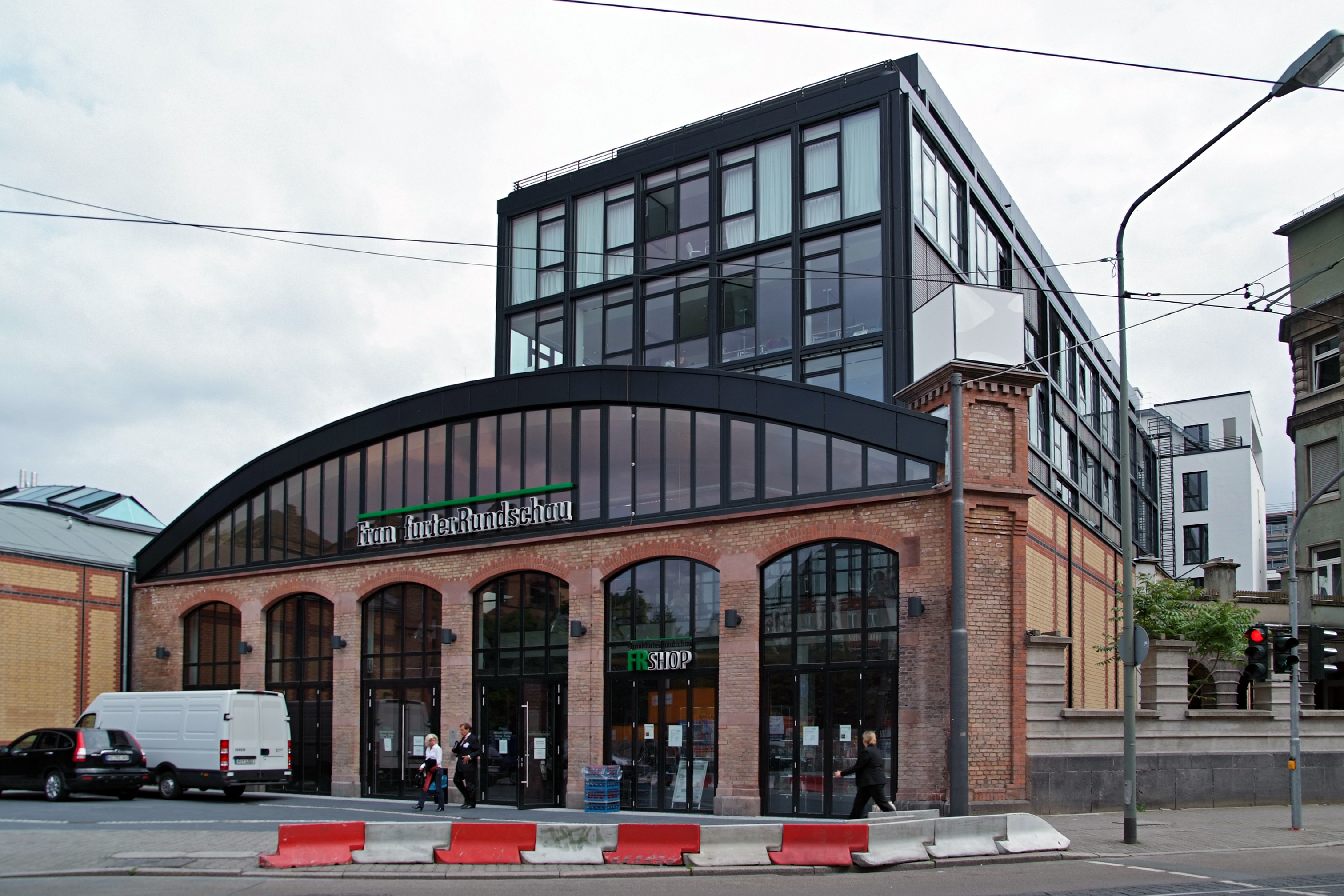
In diesem ehemaligen Straßenbahndepot in Sachsenhausen hatte vorübergehend die Frankfurter Rundschau ihren Sitz

Frankfurt, eine der ältesten Zeitungsstädte der Welt, ist Sitz von zwei überregionalen Tageszeitungen. Die liberal-konservative Frankfurter Allgemeine Zeitung unterhält seit Ende 2022 Redaktion und Verlagshaus im FAZ-Tower im Europaviertel. Die linksliberale Frankfurter Rundschau und die Lokalzeitung Frankfurter Neue Presse gehören seit 2018 zur Ippen-Gruppe. Zudem erscheinen in Frankfurt die Börsen-Zeitung und das Handelsblatt. In Frankfurt erscheint die russischsprachige Wochenzeitung MK-Deutschland als Tochter der russischen Tageszeitung Moskowski Komsomolez.
Neben den Tageszeitungen gibt es in der Region Frankfurt einige angesehene Magazine. Das Stadtmagazin Journal Frankfurt erscheint seit 1990. Die Redaktion hat ihren Sitz im Gallus in der Nähe des Hauptbahnhofes. Auf „ökologische Zeitschriften“ hat sich die Öko-Test AG in Bockenheim spezialisiert, darunter die gleichnamige Testzeitschrift. Ebenfalls in Bockenheim befindet sich die Redaktion der Satire-Zeitschrift Titanic. Die führenden Fachzeitschriften in Deutschland für Betriebsräte (Arbeitsrecht im Betrieb) und für Personalräte (Der Personalrat) erscheinen in dem seit 1997 im Frankfurter Stadtteil Heddernheim ansässigen Bund-Verlag.
Frankfurt am Main hat eine lange Geschichte als bedeutender Verlagsstandort für Bücher. Bald nach Erfindung des Buchdrucks wurde die Frankfurter Messe zu einem wichtigen Handels- und Umschlagplatz für Bücher. 1511 richtete Beatus Murner im Barfüßerkloster die erste Druckerei in Frankfurt ein. 1530 wurde Christian Egenolff der erste Verlagsbuchdrucker in der Stadt. Frankfurt blieb bis ins späte 17. Jahrhundert der wichtigste Messe- und Verlagsort für Bücher in Deutschland. Die Zensur der Kaiserlichen Bücherkommission ließ viele Verleger und Drucker nach Leipzig übersiedeln. Erst nach dem Zweiten Weltkrieg lebte die Tradition der Frankfurter Buchmesse wieder auf. Von 1949 bis 2012 hatte der Börsenverein des deutschen Buchhandels seinen Sitz im Großen Hirschgraben neben dem Goethe-Haus. Der Gebäudekomplex wurde 2015 abgerissen, das Areal ist jetzt Standort des Deutschen Romantik-Museums. Der Börsenverein hat seinen neuen Sitz in der Braubachstraße. Der mit der Stadt ehemals verbundene Suhrkamp Verlag verlegte seinen Standort 2012 nach Berlin.

### Radio, Film und Fernsehen
Frankfurts ältester Rundfunksender war die 1924 gegründete private Südwestdeutsche Rundfunkdienst AG. Das Nachfolgeunternehmen ist der öffentlich-rechtliche Hessische Rundfunk mit seinem „Funkhaus am Dornbusch“ eine der wichtigsten Einrichtungen für Hörfunk und Fernsehen. Hier befinden sich die ARD-Sternpunkte, die die Gemeinschaftsprogramme (beispielsweise Das Erste) über ein Hochleistungsnetzwerk auf die einzelnen Sendeanstalten verteilen. Der US-amerikanische Soldatensender AFN hatte von August 1945 an sein Hauptquartier in Frankfurt. Im Rahmen der Truppenreduzierung wurde aber auch der AFN-Standort Frankfurt aufgegeben: Seit Oktober 2004 sendet das American Forces Network sein Europa-Programm aus Mannheim. Der US-amerikanische Medienkonzern Bloomberg TV hat in der Neuen Mainzer Straße in Frankfurts Innenstadt sein Deutschlandstudio. Hinzu kommt das Regionalstudio der RTL Group. Auch reine Radiosender senden von Frankfurt aus, etwa Antenne Frankfurt, die nun die Frequenzen vom ehemaligen Radiosender Energy Rhein-Main nutzen. Ein weiterer privater aber nicht kommerzieller Radiosender ist Radio X. Sein Studio befindet sich unweit der Leipziger Straße. Der älteste und größte private Radiosender der Region, Hit Radio FFH, wurde 1989 in Frankfurt gegründet. Seit 2001 hat er seinen Sitz in der an Frankfurt angrenzenden Stadt Bad Vilbel. Des Weiteren befindet sich in Frankfurt die Sendezentrale des Jugendszene- und Musiksenders IM1-TV. In der Darmstädter Landstraße befindet sich die Deutschlandzentrale des Home Entertainment und Kino-Unternehmens 20th Century Fox. Ebenfalls in Frankfurt befindet sich die deutsche Kino-Abteilung von Universal Pictures. Radio Bob hat in Frankfurt eine Zweigstelle für das Marketing in Teilen der Räume der Frankfurter Rundschau.
In Frankfurt beheimatet sind die Nachrichtenagenturen Reuters Deutschland (im Messeturm) und Associated Press Deutschland. Zudem befindet sich die Bildzentrale der Deutschen Presse-Agentur in Frankfurt. Das Mertonviertel ist Sitz des Gemeinschaftswerkes der evangelischen Publizistik mit der Nachrichtenagentur Evangelischer Pressedienst und dem evangelischen Magazin Chrismon.

### Bibliotheken
In Frankfurt sind einige der größten Bibliotheken Deutschlands ansässig. Die Deutsche Nationalbibliothek ist die zentrale Archivbibliothek für alle Medienwerke in deutscher Sprache und das nationalbibliografische Zentrum Deutschlands. Ihr Frankfurter Sitz ging aus der von 1947 bis 1990 bestehenden Deutschen Bibliothek hervor. Die 2005 gegründete Universitätsbibliothek Johann Christian Senckenberg vereinigt die Sammlungen zahlreicher städtischer und wissenschaftlicher Bibliotheken, unter anderem der auf das 15. Jahrhundert zurückgehenden Stadtbibliothek, der 1763 gegründeten Senckenbergbibliothek und der 1887 gegründeten Freiherrlich Carl von Rothschild’schen öffentliche Bibliothek. An der Universitätsbibliothek ist auch das Bibliotheksinformationssystem HeBIS angefügt.
In der Stadtbücherei Frankfurt am Main sind die kommunalen Bibliotheken Frankfurts zusammengefasst. Sie geht zurück auf den 1845 gegründeten Verein zur Verbreitung nützlicher Volks- und Jugendschriften und die 1894 gegründete Freie Bibliothek und Lesehalle. Der Stadtbücherei gehören drei zentrale Bibliotheken, vier Bibliothekszentren, eine Fahrbibliothek mit über 30 Haltestellen und 12 Stadtteilbibliotheken an. Die Stadtbücherei koordiniert zudem 111 Schulbibliotheken im Stadtgebiet. Seit 2009 stehen in vielen Stadtteilen rund um die Uhr zugängliche öffentliche Bücherschränke, die das kostenlose Austauschen, Ausleihen und Verschenken von Literatur ermöglichen.

## Bildung und Forschung

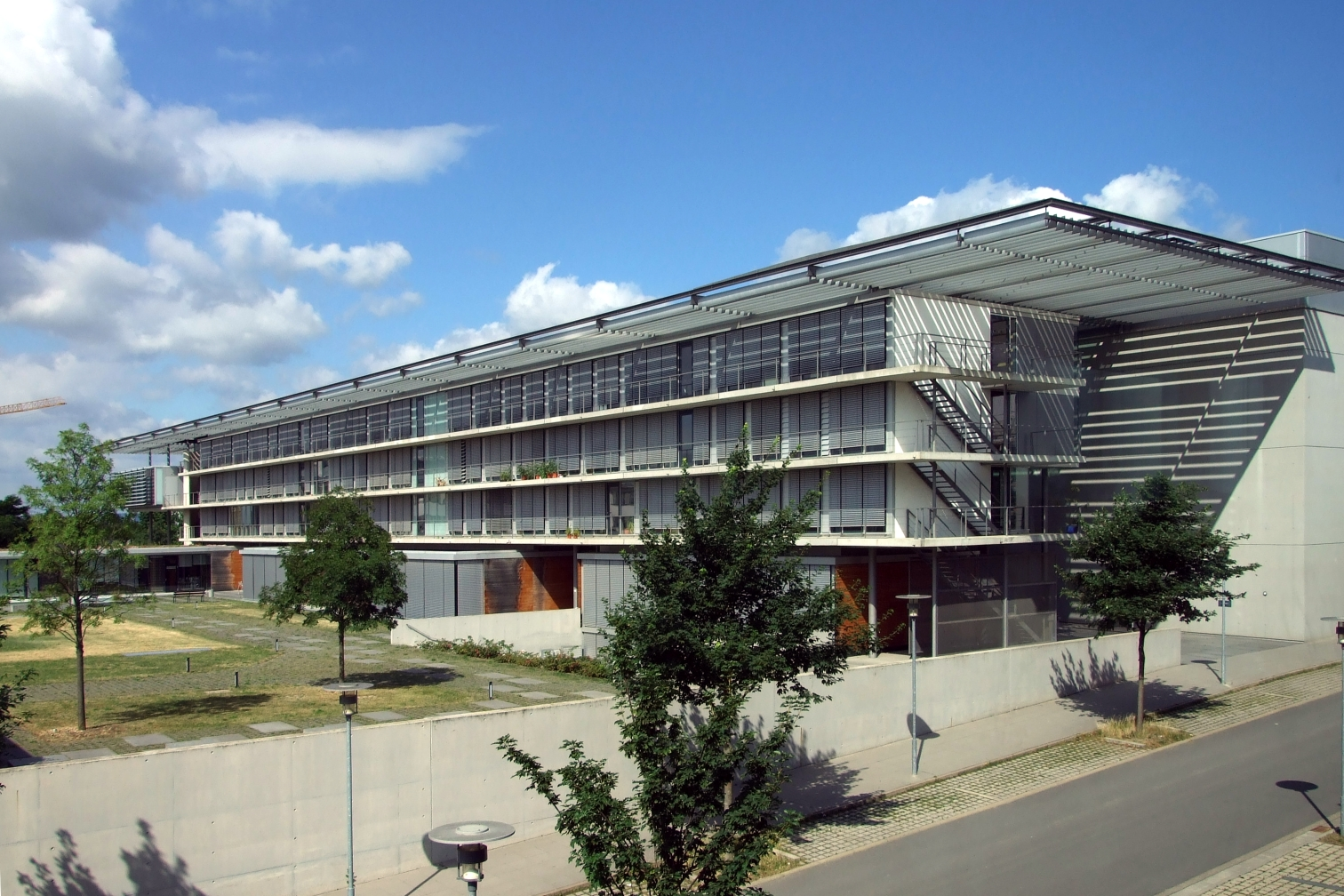
Max-Planck-Institut für Biophysik auf dem Campus Riedberg der Johann Wolfgang Goethe-Universität

### Hochschulen
In Frankfurt am Main befinden sich zwei Universitäten, zwei Kunsthochschulen sowie mehrere Fachhochschulen. Die bekannteste und älteste Universität der Stadt ist die 1914 gegründete Johann Wolfgang Goethe-Universität mit ihren vier Hauptstandorten Bockenheim, Westend, Riedberg und Universitätsklinikum Niederrad.
Die 1971 aus verschiedenen Vorgängereinrichtungen gegründete Fachhochschule Frankfurt am Main – seit 2014 Frankfurt University of Applied Sciences – bietet über 50 Studiengänge mit Schwerpunkt in den angewandten Ingenieurs- und Wirtschaftswissenschaften und im Sozial- und Gesundheitsbereich. Alle Fachbereiche sind auf dem Campus Nibelungenplatz/Kleiststraße im Nordend angesiedelt.
Die Philosophisch-Theologische Hochschule Sankt Georgen ist die älteste private wissenschaftliche Hochschule Frankfurts. Sie wird von der Deutschen Provinz der Jesuiten getragen und hat seit 1926 ihren Sitz im Stadtteil Sachsenhausen.
Darüber hinaus gibt es mehrere private Hochschulen in Frankfurt. Die Frankfurt School of Finance & Management ist hervorgegangen aus der Bankakademie und der Hochschule für Bankwirtschaft und liegt mit ihrem Campus im Frankfurter Nordend. Seit 2001 betreibt die FOM Hochschule für Oekonomie & Management (FOM) ein Studienzentrum im Westend. Die 2003 gegründete Provadis School of International Management and Technology befindet sich im Industriepark Höchst. Seit 2007 hat die International School of Management einen Studienstandort in Sachsenhausen.
Im künstlerischen Bereich verfügt Frankfurt zum einen über die Staatliche Hochschule für Bildende Künste – Städelschule, gegründet 1817 von Johann Friedrich Städel, die später in Besitz der Stadt gelangte und 1942 zur staatlichen Kunsthochschule der freien bildenden Künste erhoben wurde. Die andere bekannte Kunsthochschule ist die aus der 1878 gegründeten privaten Stiftung Dr. Hoch’s Konservatorium – Musikakademie hervorgegangene Hochschule für Musik und Darstellende Kunst.

### Allgemeinbildende Schulen
Grundlage des Frankfurter Schulwesens ist der städtische Schulentwicklungsplan, dessen aktuelle Fortschreibung 2018 bis 2024 im Mai 2020 vom Magistrat verabschiedet wurde. 2018/19 bestanden 149 allgemeinbildende Schulen in öffentlicher Trägerschaft, die von knapp 70.000 Schülern besucht wurden. Aufgrund des starken Bevölkerungswachstums wird bis 2024 mit einem Anstieg um etwa 6 Prozent auf 74.000 Schüler gerechnet, vor allem in den Gymnasien und integrierten Gesamtschulen.
Das altsprachliche Lessing-Gymnasium und das Goethe-Gymnasium gehen beide auf die 1520 für die Erziehung der Bürgersöhne gegründete städtische Lateinschule zurück. Das ebenfalls altsprachliche Heinrich-von-Gagern-Gymnasium wurde 1888 unter dem Namen Kaiser-Friedrichs-Gymnasium zur Entlastung des städtischen Lessing-Gymnasiums gegründet. Andere städtische Gymnasien wie die 1803 gegründete Musterschule und die Wöhlerschule sind auf Initiativen Frankfurter Bürger entstanden. Ältestes Gymnasium in Höchst ist die Leibnizschule, die auf eine 1817 gegründete Realschule zurückgeht. Das 2009 eröffnete Gymnasium Riedberg war die erste Neugründung eines Gymnasiums seit 1914. Ein 2013 am Riedberg gegründetes Oberstufengymnasium ist 2017 nach Bockenheim umgezogen. Es soll mittelfristig seinen Sitz im Stadtteil Gallus erhalten. Das 2015 gegründete und anfangs provisorisch in Höchst untergebrachte Adorno-Gymnasium zog 2019 in ein neues Provisorium auf dem Universitätscampus Westend um. Langfristig erhält es seinen Standort an der Miquelallee/Eschersheimer Landstraße. Weitere Neugründungen der letzten Jahre waren das Gymnasium Nord in Westhausen und das Gymnasium Römerhof in Bockenheim, das zum Schuljahr 2018/19 seinen Betrieb aufnahm. Insgesamt sieht der Schulentwicklungsplan den Bau von elf zusätzlichen Schulen bis 2024 vor, davon acht Grundschulen, ein sechszügiges Gymnasium im Frankfurter Süden, eine integrierte Gesamtschule und eine kooperative Gesamtschule.
Neben den 19 städtischen Gymnasien bestehen zwölf Gymnasien in privater Trägerschaft sowie eine Europäische Schule. Das Philanthropin war von seiner Gründung 1804 bis zur durch die Nationalsozialisten erzwungenen Schließung 1942 die am längsten bestehende und mit zeitweise 1.000 Schülern größte jüdische Schule Deutschlands. Das Gebäude beherbergt die I. E. Lichtigfeld-Schule der Jüdischen Gemeinde Frankfurt.
An weiterführenden Schulen bestehen in Frankfurt 15 städtische integrierte Gesamtschulen, drei kooperative Gesamtschulen, 14 Realschulen und neun Hauptschulen. Die Anfang der 1960er Jahre gegründete Ernst-Reuter-Schule ist eine der ersten integrierten Gesamtschulen, das Hessenkolleg Frankfurt eine der ältesten Einrichtungen des zweiten Bildungsweges in Hessen. Die 1969 gegründete Otto-Hahn-Schule in Nieder-Eschbach, eine kooperative Gesamtschule, ist mit über 1.300 Schülern eine der größten Schulen der Stadt.

### Berufsbildende Schulen
Unter den 26 weiterführenden beruflichen Schulen in Frankfurt bestehen 16 in städtischer und 10 in privater Trägerschaft. Hierzu zählen der Mediacampus Frankfurt des Börsenvereins des deutschen Buchhandels und die Academy of Visual Arts.

### Andere Bildungs- und Forschungseinrichtungen
Des Weiteren existieren in der Stadt die Max-Planck-Institute für Rechtsgeschichte und Rechtstheorie (mpilhlt), Biophysik und Hirnforschung. Die Stadt Frankfurt ist außerdem „Korporativ Förderndes Mitglied“ der Max-Planck-Gesellschaft. Mit der Universität eng verbunden ist das Frankfurt Institute for Advanced Studies, eine von zahlreichen institutionellen und privaten gesponserte interdisziplinäre Einrichtung zur theoretischen Grundlagenforschung in der Physik, Chemie, Biologie, Neurologie und Informatik.
Das Leibniz-Institut für Bildungsforschung und Bildungsinformation (DIPF) mit Sitz in Bockenheim ist eine Forschungs- und Serviceeinrichtung auf dem Gebiet der Bildungsforschung. Zu den Aufgaben des DIPF gehört die Konzipierung, Entwicklung und Auswertung aller bei PISA 2015 einzusetzenden Fragebögen. Das DIPF verantwortet außerdem den zweijährlich erscheinenden Nationalen Bildungsbericht „Bildung in Deutschland“.
Die Frankfurter Volkshochschule ist als Eigenbetrieb der Stadt Frankfurt organisiert und hat ihre Zentrale im Frankfurter Ostend.
Die Katholische Erwachsenenbildung – Landesarbeitsgemeinschaft Hessen, das Diözesanbildungswerk Limburg, und die Bildungswerke Frankfurt, Main-Taunus und Hochtaunus haben ihren Sitz im Haus am Dom.
Die Evangelische Akademie Frankfurt, entstanden 2012 aus einer Fusion der Evangelischen Stadtakademie Römer9 und der Evangelischen Akademie Arnoldshain, ist gegenüber dem Historischen Museum auf dem Römerberg angesiedelt.
Die Goethe-Universität und die Frankfurt University of Applied Sciences sind am Hessischen Zentrum für Künstliche Intelligenz beteiligt.
Das Fraunhofer-Institut für Translationale Medizin und Pharmakologie ITMP mit Sitz in Niederrad forscht an Erkrankungen in Folge gestörter Funktionen des Immunsystems.

## Von der Stadt vergebene Auszeichnungen

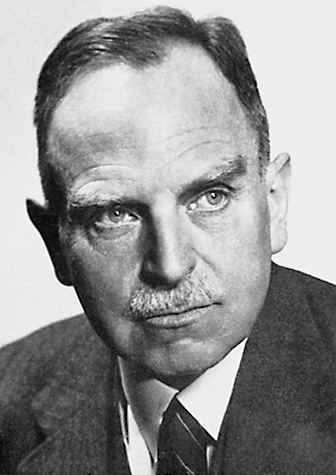
Ehrenbürger Otto Hahn (1959)

- Ehrenbürgerrecht (höchste städtische Auszeichnung, siehe Liste der Ehrenbürger von Frankfurt am Main)
- Eintrag in das Goldene Buch der Stadt Frankfurt am Main
- Ehrenplakette der Stadt Frankfurt am Main (seit 1952, jährlich an bis zu fünf Personen vergeben)
- Bürgermedaille der Stadt Frankfurt am Main (seit 2002 jährlich an bis zu fünf Personen vergeben)
- Frankfurter Gründerpreis (seit 2001)
- Goetheplakette der Stadt Frankfurt am Main (seit 1947 jährlich an Persönlichkeiten aus dem kulturellen Leben)
- Goethepreis der Stadt Frankfurt am Main (seit 1927, anfangs jährlich, jetzt alle drei Jahre jeweils an Goethes Geburtstag, 50.000 Euro)
- Ignatz-Bubis-Preis (seit 2001 alle drei Jahre)
- Integrationspreis der Stadt Frankfurt am Main (jährlich an Personen oder Institutionen, 15.000 Euro)
- Internationaler Hochhauspreis (jährlich, finanziert durch Deka-Bank, 50.000 Euro)
- Max-Beckmann-Preis (alle drei Jahre zum Geburtstag, zur Förderung und Anerkennung hervorragender Leistungen in den Bereichen Malerei, Grafik, Bildhauerei und Architektur – 50.000 Euro)
- Otto-Hahn-Preis (alle zwei Jahre, für herausragende Leistungen in der Chemie, Physik oder angewandten Ingenieurwissenschaft, 50.000 Euro)
- Römerplakette der Stadt Frankfurt am Main (für ehrenamtlich tätige Personen, dreistufig: 10, 15 und 20 Jahre)
- Sportplakette (für Titelgewinner und Ehrenamtliche aus diesem Bereich)
- Theodor-W.-Adorno-Preis (seit 1977, alle drei Jahre, für hervorragende Leistungen in den Bereichen Philosophie, Musik, Theater und Film – 50.000 Euro)
- Tony-Sender-Preis (alle zwei Jahre, zur Förderung der Gleichberechtigung, 10.000 Euro)
- Walter-Möller-Plakette (alle zwei Jahre, Gruppen, Bürgerinitiativen usw., 10.000 Euro)
- Walter-Kolb-Gedächtnispreis (jährlich für herausragende Dissertation, 2500 Euro)
- Johann-Philipp-von-Bethmann-Studienpreis (jährlich für herausragende Projekte zur Erforschung der Frankfurter Stadtgeschichte)

## Sehenswürdigkeiten und Naturdenkmäler (Auswahl)

### Altstadt
Vier der wichtigsten Sehenswürdigkeiten der Stadt befinden sich nahe beieinander in der Frankfurter Altstadt: Kaiserdom, Römerberg, Paulskirche und Goethe-Haus.
Der katholische Kaiserdom St. Bartholomäus mit seinem markanten spätgotischen Westturm war die Wahl- und Krönungsstätte der deutschen Kaiser. Vom Dom zum Römer verlief der Markt, über den der Krönungsweg der frisch gekrönten Kaiser zu den Feierlichkeiten auf dem Platz vor dem Rathaus führte. Vor dem Dom befindet sich der Archäologische Garten mit Ausgrabungen der ältesten Siedlungsspuren Frankfurts aus römischer und karolingischer Zeit. Er wurde im Rahmen des Dom-Römer-Projektes mit dem Stadthaus am Markt überbaut, um ihn vor der Witterung zu schützen. Die mehrstöckigen Häuser am Markt und um den Hühnermarkt vermitteln mit ihren Überhängen und den hohen, steilen Dächern und Giebeln einen guten Eindruck des früheren Stadtbildes. Von den Neubauten sind 15 Rekonstruktionen zerstörter Altstadtgebäude, darunter das Haus zur Goldenen Waage und das Haus zum Esslinger, das seit 2019 das Struwwelpeter-Museum beherbergt.
Der Römerberg ist der zentrale Platz der Altstadt mit dem Rathaus (Römer) aus dem 14. Jahrhundert, der frühgotischen Alten Nikolaikirche und der nach Kriegszerstörung rekonstruierten Häuserzeile auf der Ostseite des Platzes. Auf dem Rathausbalkon des Römers werden die Titelgewinne der regionalen Vereine (Eintracht Frankfurt, Frankfurt Lions) aber auch Fußballweltmeisterschaften mit den Fans zusammen gefeiert.
Die Paulskirche wurde 1789 bis 1833 anstelle der 1786 abgerissenen mittelalterlichen Barfüßerkirche erbaut und diente bis 1944 als evangelische Hauptkirche Frankfurts. In dem klassizistischen Rundbau des Architekten Johann Georg Christian Hess tagte 1848/49 die Nationalversammlung. Der Paulsplatz ist ein belebter Stadtplatz mit Straßencafés.
Zwischen Römerberg und Liebfrauenberg liegt die Neue Kräme. Am Liebfrauenberg befinden sich die im 14. Jahrhundert erbaute Liebfrauenkirche, der Liebfrauenbrunnen von 1770 und das 1775 errichtete Haus Zum Paradies/Grimmvogel, einer der wenigen erhaltenen Barockbauten in Frankfurt.
Die Kleinmarkthalle, ein Neubau von 1954 nach der Kriegszerstörung 1944, ist das kulinarische Zentrum der Stadt. Über 150 Marktstände bieten an jedem Werktag alle Arten von Lebensmitteln an. In der westlichen Altstadt liegt das Goethe-Haus, das Geburtshaus von Johann Wolfgang von Goethe, im Großen Hirschgraben. Der Kornmarkt ist eine ruhige Nebenstraße und war im Mittelalter eine der Hauptverkehrsadern der Stadt.
Im Osten der Altstadt an der Fahrgasse finden sich Reste der mittelalterlichen Staufenmauer. Weiter östlich liegt der 1180 erstmals erwähnte Jüdische Friedhof Battonnstraße. In den Putz der Friedhofsmauer sind kleine Gedenksteine mit den Namen von 11.957 während der Zeit des Nationalsozialismus ermordeten jüdischen Bürgern Frankfurts eingelassen.

### Mainufer und Mainbrücken
Die beiden Mainufer entwickeln sich immer mehr zum attraktivsten Stadtraum Frankfurts. Hierzu tragen Projekte wie die Entwicklung des Museumsufers, die Neugestaltung der Uferanlagen, der Aufbau eines neuen Wohn- und Gewerbegebietes im ehemaligen Frankfurter Westhafen oder die architektonisch anspruchsvollen Mainbrücken bei. Die Alte Brücke (1222 erstmals urkundlich erwähnt) galt jahrhundertelang als bedeutendstes Bauwerk der Stadt. Seit 2006 befindet sich auf der Maininsel die Ausstellungshalle Portikus. Der Eiserne Steg, eine 1869 eröffnete Fußgängerbrücke, ist eines der Wahrzeichen der Stadt. Der Saalhof und die katholische Leonhardskirche am nördlichen Brückenkopf sind zwei Baudenkmäler, deren Ursprünge in die Stauferzeit zurückreichen.
Der Blick von einer der östlichen Innenstadt-Mainbrücken auf Altstadt und Skyline wird in den Medien gern als Illustration für Beiträge aus Frankfurt verwendet. In den letzten Jahren entstanden im Osten der Innenstadt zwei große Beach Clubs am nördlichen und südlichen Mainufer. Die Gerbermühle, als Treffpunkt Goethes mit Marianne von Willemer in die Literaturgeschichte eingegangen, ist ein beliebtes Ausflugslokal.
Das Naturschutzgebiet Schwanheimer Düne ist eine der wenigen Binnendünen Europas und befindet sich nahe dem Main im Westen des Stadtteils Schwanheim. Es umfasst 58,5 Hektar und beherbergt viele seltene und vom Aussterben bedrohte Tier- sowie Pflanzenarten.

### Dotationskirchen
Eine Besonderheit Frankfurts sind die Dotationskirchen. Die Stadt ist seit 1802 Eigentümerin aller neun Kirchen in der Innenstadt und der Dreikönigskirche in Sachsenhausen und durch einen Staatskirchenvertrag seit 1830 zu ihrem Unterhalt verpflichtet. Viermal im Jahr, zu den Hochfesten des Kirchenjahres, findet in den Citykirchen das traditionelle Frankfurter Stadtgeläute statt.

### Sachsenhausen
Der 1192 erstmals erwähnte Stadtteil Sachsenhausen auf der südlichen Mainseite wird in Frankfurter Mundart Dribbdebach (dribbe = drüben, jenseits des Flusses) genannt, im Gegensatz zur Hibbdebach (diesseits des Flusses) gelegenen Innenstadt. Seit dem Mittelalter wohnten hier hauptsächlich Fischer, Landarbeiter und Handwerker, deren derbe Sprache und Umgangsformen sprichwörtlich waren. Im 18. und 19. Jahrhundert siedelten sich zunehmend wohlhabende Bürger an. Die Sachsenhäuser Altstadt wurde ein beliebtes Ausgeh- und Kneipenviertel. Doch der Besucherrückgang nach dem Wegfall der amerikanischen Militärstandorte machte Alt-Sachsenhausen zu schaffen. Leerstand und Verfall waren seitdem nicht mehr zu übersehen. Es gibt allerdings einige traditionelle und teilweise sehr alte Apfelweinkneipen. Die Stadt bemüht sich seit einiger Zeit, das Viertel wieder voranzubringen. Ziel ist es, neben Kneipen auch kleine Geschäfte und Ateliers zu etablieren, um das Viertel tagsüber stärker zu beleben.
Das dominierende Bauwerk am Sachsenhäuser Mainufer ist die 1875 bis 1881 errichtete Dreikönigskirche. Entlang des Mains liegen die Museen des Museumsufers. Hier findet jeden zweiten Samstag einer der größten Flohmärkte Deutschlands statt.
Die Altbauten im nördlichen Sachsenhausen rund um den Schweizer Platz sind ein beliebtes Wohnviertel mit einer ausgewogenen Mischung aus Einzelhandel und Gastronomie. Neben bekannten Apfelweinlokalen wie dem Wagner und dem Gemalten Haus finden sich moderne Cocktailbars.
Weiter im Süden liegen Villenviertel wie der Lerchesberg, der in den 1960er Jahren entstand. In den 1990er Jahren entstand auf dem ehemaligen Schlachthofgelände östlich der Sachsenhäuser Altstadt das Deutschherrnviertel, das sich inzwischen zum beliebten Wohngebiet entwickelt hat. Wahrzeichen des neuen Viertels ist das Hochhaus Main Plaza.
Auf Sachsenhäuser Gebiet standen der 2017 abgebrannte Goetheturm im Stadtwald, eines der höchsten Holzbauwerke in Deutschland, und der Henninger-Turm, ein ehemaliges Getreidesilo und bekannt durch das Radrennen Rund um den Henninger-Turm sowie das Drehrestaurant im Turmkorb. Der 1961 eröffnete ursprüngliche Henninger-Turm wurde 2013 abgerissen und 2014 bis 2017 durch ein 140 Meter hohes Wohnhochhaus ersetzt, das dem Original äußerlich ähnelt.

### Hauptbahnhof und Bahnhofsviertel
Der Hauptbahnhof, eröffnet 1888, ist nach der Anzahl der Fernverkehrszüge und am Passagieraufkommen gemessen einer der größten seiner Art in Europa. Die riesige fünfschiffige Bahnsteighalle, deren Tragwerk und Dach zuletzt vollständig restauriert wurden, das stilgleich erhaltene Empfangsgebäude und das unüberschaubare Gewirr über- und unterirdischer Anlagen macht ein beeindruckendes Bauwerk aus, das eine Sehenswürdigkeit für sich ist.
Das Bahnhofsviertel ist ein Schmelztiegel der Kulturen. Dort befinden sich Geschäfte und Restaurants aus ganz unterschiedlichen Kulturkreisen. Das Bahnhofsviertel lebt 24 Stunden am Tag, nicht nur wegen des Rotlichtmilieus, das sich vor allem rund um die Taunusstraße erstreckt. Das Viertel kann als ein Musterbeispiel für urbane Gegensätze angesehen werden, die ein internationaler Verkehrsknotenpunkt mit sich bringt. Bettler, Alkoholiker und Junkies sind dort neben den Strömen angestellter Berufspendler ebenso gegenwärtig wie Banker, internationale Messegäste und Tagestouristen. Die Kaiserstraße, auf die der Besucher direkt vom Haupteingang des Hauptbahnhofs aus blickt, ist ein städtischer Boulevard, auf dem Reichtum und Elend, multikultureller Einzelhandel, moderne Bankhochhäuser in nächster Nachbarschaft zu Rotlichtbetrieben in gründerzeitlichen Altbauten zu beobachten sind.

### Wolkenkratzer

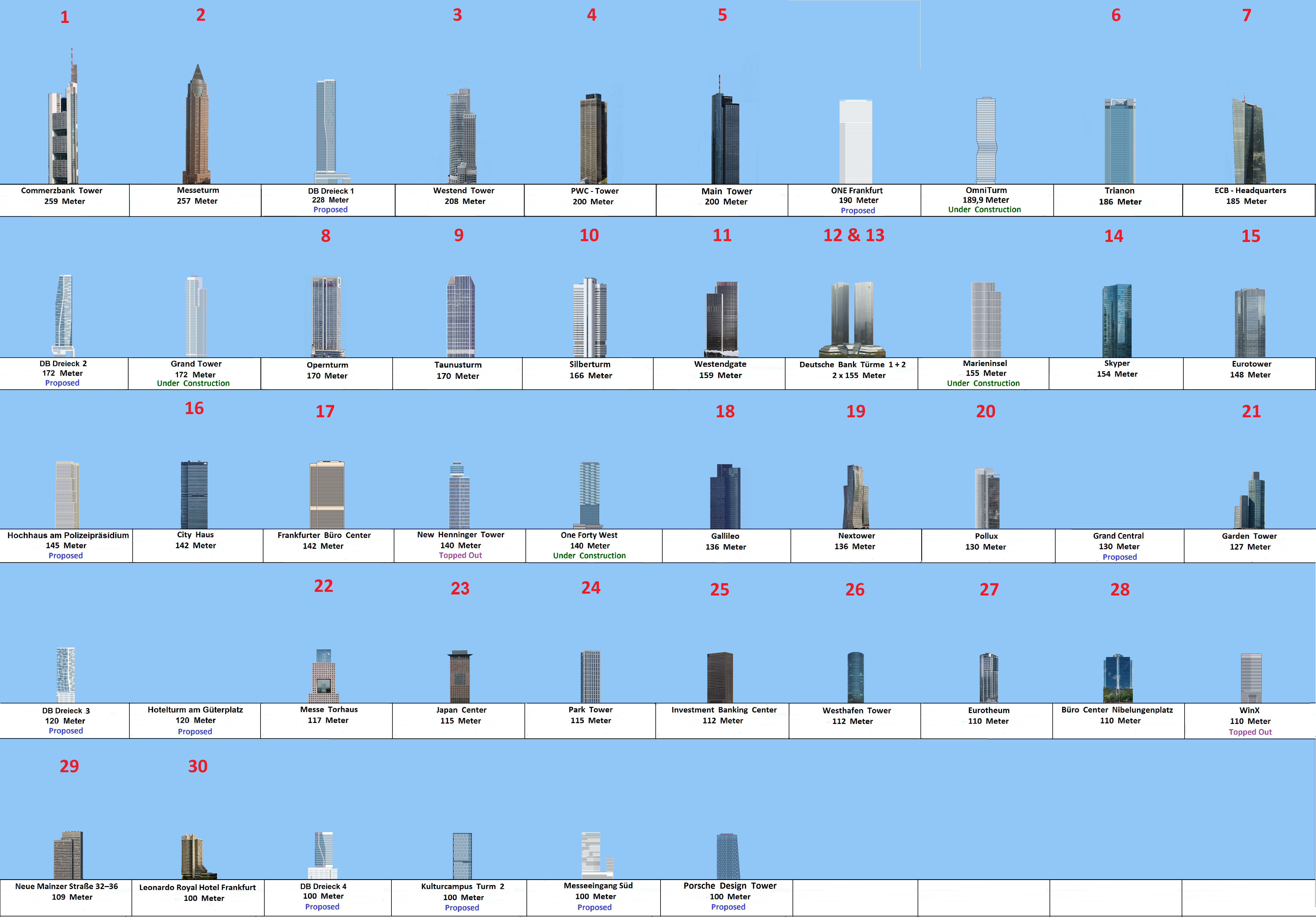
Diagramm aller Hochhäuser in Frankfurt ab 100 Metern (fertiggestellt, in Bau, in Planung), Stand Mai 2017

Frankfurt ist eine der wenigen Städte Europas mit einer ausgeprägten Skyline und wird deshalb manchmal als Mainhattan bezeichnet – eine Anspielung auf Manhattan in New York City. Besonders viele Hochhäuser stehen im sogenannten Bankenviertel, wo die westliche Innenstadt, das östliche Bahnhofsviertel und das südliche Westend aufeinandertreffen. Als älteste Hochhäuser Frankfurts gelten der 1923 bis 1926 errichtete Mousonturm und das Verwaltungsgebäude der I.G. Farben, heute das Hauptgebäude der Universität. Die ersten Hochhäuser über 50 Metern Höhe entstanden in den 1950er Jahren, seit Mitte der 1970er Jahre auch Wolkenkratzer mit über 150 Metern Höhe.
Seit 1953 beschäftigte sich die Bauleitplanung in Frankfurt mit der Reglementierung des Hochhausbaus. 1998 wurde der erste Hochhausrahmenplan aufgestellt, der 2008 fortgeschrieben wurde. Er schreibt fest, wo und wie Hochhäuser gebaut werden dürfen. Ziel ist es, Hochhäuser in Gruppen (Pulks) im Bankenviertel, im Europaviertel und an der Mainzer Landstraße zwischen Opernplatz und Platz der Republik anzuordnen, allerdings waren und sind einzelne Ausnahmen möglich, wie die Türme des Palaisquartier in der Innenstadt oder der Neubau der Europäischen Zentralbank im Ostend.
Die Höhe der Neubauten stieg seit den 1950er Jahren ständig an. Das 1951 errichtete Junior-Haus erreichte eine Höhe von 35 Metern, das 1953 eröffnete AEG-Hochhaus 45 Meter. 1956 war das Fernmeldehochhaus an der Hauptwache mit 69 Metern das höchste Gebäude der Stadt. Ähnliche Höhen erreichten Anfang der 1960er Jahre das Hotel InterContinental Frankfurt (67 Meter) und das Zürich-Haus (68 Meter). Bis auf das Junior-Haus und das Hotel sind alle diese Gebäude mittlerweile abgerissen und durch höhere Neubauten ersetzt worden. Der Henninger-Turm in Sachsenhausen war 1961 das erste Frankfurter Bauwerk, das mit seiner Höhe von 120 Metern den Westturm des Kaiserdoms (95 Meter) überragte. Weitere Hochhäuser der 1960er Jahre sind das BHF-Bank-Hochhaus (82 Meter) und das Rhein-Main-Center (84 Meter).
1972 war der AfE-Turm der Johann Wolfgang Goethe-Universität Frankfurt am Main mit 116 Metern das höchste Gebäude der Stadt, 1974 erreichte das City-Haus I eine Höhe von 142 Metern. Die ersten Wolkenkratzer waren das 1976 eröffnete Plaza Büro Center mit 159 Metern und der 1978 errichtete Silberturm der Dresdner Bank mit 166 Metern, damals die höchsten Gebäude der Bundesrepublik. Mit dem Eurotower und dem Helaba-Hochhaus erfolgte eine Verdichtung der Hochhäuser im Stadtzentrum. Die in den 1980er Jahren entstandenen Gebäude überschritten die bisherigen Höhen nicht. Die bekanntesten Gebäude aus dieser Zeit sind die 1984 fertiggestellten 155 Meter hohen Zwillingstürme der Deutschen Bank, die im Volksmund auch Soll und Haben genannt werden.
In den 1990er Jahren stellte die zweite Hochhausgeneration erneut neue Rekorde auf: Der Messeturm war 1991 mit seiner Höhe von 257 Metern das höchste Gebäude Europas, 1997 erreichte der Commerzbank Tower 259 Meter. Zwei weitere Gebäude überschritten in dieser Zeit ebenfalls die 200-Meter-Marke: Westendstraße 1 und Main Tower. Der Main Tower ist das einzige Hochhaus in Frankfurt mit einer öffentlich zugänglichen Aussichtsplattform auf dem Dach, darüber hinaus gibt es ein Restaurant in der 25. Etage des Japan Centers und eine Bar in der 22. Etage des Eurotheums. Während des Wolkenkratzer-Festivals, welches in unregelmäßigen Abständen veranstaltet wird (zuletzt im Juni 2013), sind auch andere Hochhäuser für die Öffentlichkeit geöffnet.
Im 21. Jahrhundert sind in Frankfurt weitere Hochhäuser entstanden, darunter Tower 185, Opernturm, Skyper, Gallileo, Nextower und Westhafen Tower. 2013 gab es in Frankfurt 14 Gebäude mit einer Höhe über 150 Metern, darunter die zehn höchsten Gebäude Deutschlands.
Das Gebäude The Squaire über dem Flughafen-Fernbahnhof ist 660 Meter lang, 65 Meter breit und 45 Meter hoch. Mit 140.000 Quadratmetern Gesamtfläche auf neun Etagen ist es das größte Bürogebäude in Deutschland. Höchstes Bauwerk der Stadt ist seit 1978 der Europaturm (von den Frankfurtern Ginnheimer Spargel genannt), ein Fernmeldeturm der Telekom, mit einer Höhe von 337,5 Metern. Der Europaturm verfügt über Besucherbereiche, die mangels Wirtschaftlichkeit seit 1999 geschlossen sind.
Die steigende Immobiliennachfrage, der vollzogene Austritt des Vereinigten Königreichs aus der Europäischen Union und die günstige wirtschaftliche Entwicklung in Deutschland führten ab dem Jahr 2015 zu einer neuen plötzlichen Aufschwungphase von Hochhausbauten. Neben dem 185 Meter hohen Neubau der Europäischen Zentralbank verkörpern Hochhausprojekte wie der Omniturm, das Maintor-Areal und die Bebauung des ehemaligen Deutsche-Bank-Areals mit vier Hochhäusern zwischen 120 und 228 Metern diese Entwicklung. Die neue Generation von Frankfurter Hochhäusern ist vielfach gekennzeichnet durch die Kombination von Wohn-, Hotel- und Büroflächen in einem Gebäude. Mit dem 180 Meter hohen Grand Tower wurde 2020 Deutschlands höchstes reines Wohnhochhaus fertiggestellt.

### Stolpersteine
Seit 2003 werden in Frankfurt durch den Künstler Gunter Demnig Stolpersteine für Opfer des Nationalsozialismus verlegt. Bis zum Mai 2015 waren über 1000 Steine in zahlreichen Stadtteilen gesetzt.

## Kultur

### Museen und Galerien
Die Stadt bietet ein vielfältiges kulturelles Programm. Dazu zählt die einzigartige Museumslandschaft mit über 60 größeren und kleineren Museen und Ausstellungshäusern, die sich vor allem auf beiden Seiten des Mains angesiedelt hat. Die von Till Behrens bereits 1968 entworfene Frankfurter Grüngürtel-Mainufer-Konzeption, die als Vorlage für das Museumsufer diente, wurde durch die Politik seit Anfang der 1980er Jahre umgesetzt und wird weiterhin verfolgt.
Das Museumsufer auf der Sachsenhäuser Mainseite umfasst bekannte Häuser wie das Städel, das Liebieghaus, das Museum für Kommunikation (ehemals: Postmuseum), das Deutsche Architekturmuseum (DAM), das Deutsche Filmmuseum, das Museum der Weltkulturen und das Museum Angewandte Kunst (ehemals: Kunstgewerbemuseum). Hier findet alljährlich das Museumsuferfest statt.
An Kunstmuseen und Galerien finden sich das Städel (Gemälde), das Liebieghaus (Skulpturen), das Museum für Moderne Kunst (MMK), die Schirn Kunsthalle, das Deutsche Architekturmuseum (DAM), das Deutsche Filmmuseum und das Museum für Angewandte Kunst. Das Ernst-May-Museum ist auf das Frankfurter Design und die Architektur der 1920er Jahre spezialisiert.
Historische Museen sind das Historische Museum (Stadtgeschichte) und das Jüdische Museum, zwischen Kunst- und historischem Museum steht das Archäologische Museum im Karmeliterkloster sowie das Dommuseum Frankfurt, das historische und zeitgenössische Kunst verbindet. Im Großen Hirschgraben neben dem Goethe-Haus öffnete 2022 das Deutsche Romantik-Museum.
Technikmuseen sind das Museum für Kommunikation, das Frankfurter Feldbahnmuseum, das Verkehrsmuseum Frankfurt am Main, die Experiminta, die Museumseisenbahn des Vereins Historische Eisenbahn Frankfurt und die Technische Sammlung Hochhut. Im Nordend war 1995 bis 2016 Explora, ein Museum für optische und andere Täuschungen zu finden.
Ein naturwissenschaftliches Museum ist das weltberühmte Senckenberg Naturmuseum, in dem unter anderen Fossilienfunde aus der Welterbestätte Grube Messel zu sehen sind, ein ethnologisches Museum das Museum der Weltkulturen.
Die Kunstszene befindet sich im Frankfurter Kunstverein gegenüber der Schirn, in der Städelschule (Staatliche Hochschule für Bildende Künste Städelschule), in privaten Kunstgalerien und in einer Reihe von alternativen Ausstellungsräumen. Die Galerien zeigen Kunst von Alter Kunst über verschiedene Spezialgebiete bis hin zur Gegenwart. Von den alternativen Ausstellungsräumen werden viele von Künstlern oder jungen Kunstwissenschaftlern betrieben, u. a. die Ausstellungshalle in Sachsenhausen oder der Ausstellungsraum Eulengasse 65 in Bornheim.

### Oper, Konzerthäuser und Bühnen

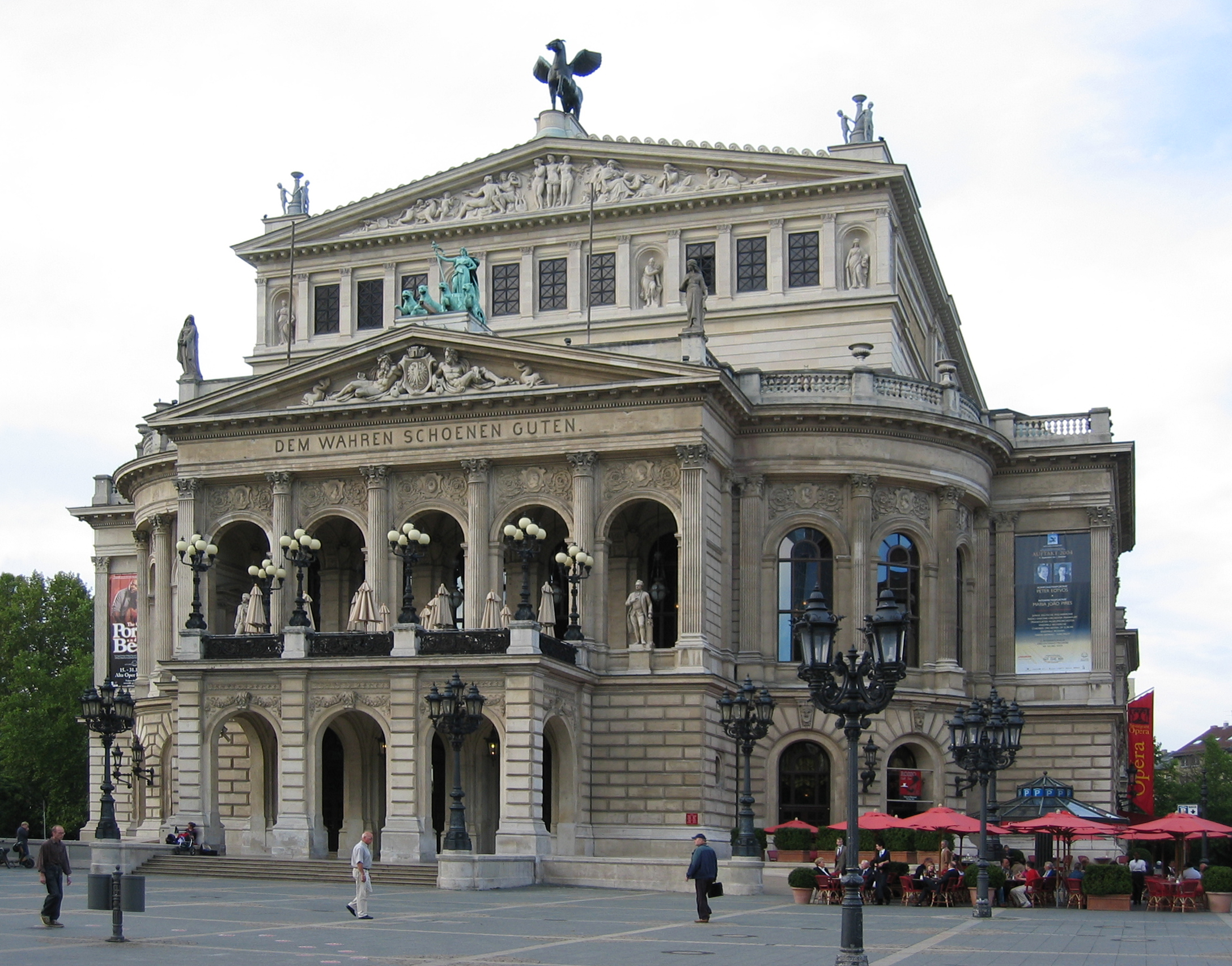
Alte Oper am Opernplatz

Frankfurt weist eine lebendige Theaterszene auf. Die Städtischen Bühnen vereinen mehrere Sparten unter einem Dach: Die Oper Frankfurt ist ein weltweit renommiertes Haus und erhielt mehrmals (zuletzt 2015) die Auszeichnung Opernhaus des Jahres. Das Schauspiel Frankfurt machte vor allem in den 1960er Jahren – durch Harry Buckwitz – sowie in den 1970er und 1980er Jahren unter der Leitung von Peter Palitzsch durch sein Mitbestimmungsmodell von sich reden.
Zwei weitere Sparten der städtischen Bühnen, das Ballett Frankfurt und das Theater am Turm (TAT), haben im Jahr 2004 geschlossen, jedoch besteht seit 2005 wieder eine Tanzkompanie als privates Ensemble unter dem Namen The Forsythe Company.
Die Alte Oper, eröffnet 1881, wurde im Zweiten Weltkrieg zerstört und 1981 als Konzerthaus wiedereröffnet. Die Alte Oper besitzt einen sehr schönen Konzertsaal und hat große Bedeutung als ein wichtiges Musikzentrum in Europa. Weitere bekannte Konzerthäuser sind die Jahrhunderthalle in Unterliederbach, die Festhalle in Bockenheim und der Sendesaal des Hessischen Rundfunks.
Die Komödie in der Neuen Mainzer Straße und das Fritz Rémond Theater im Zoo-Gesellschaftshaus sind die zwei bekannten Boulevardtheater Frankfurts. Das Volkstheater Frankfurt pflegte bis zu seiner Schließung zum Ende der Spielzeit 2012/2013 neben klassischen Mundartstücken mundartliche Bearbeitungen von Klassikern und zeitgenössischen Dramen. Ein ähnliches Konzept verfolgt die Fliegende Volksbühne des Schauspielers Michael Quast. Das English Theatre ist die größte englischsprachige Bühne auf dem Kontinent.
Die größte und überregional bekannteste Bühne für moderne Darstellungskunst (Performance, Tanz u. a.) in Frankfurt ist das Künstlerhaus Mousonturm im Nordend. Als Spielstätte für Theatergruppen und Ensembles aus der freien Szene fungieren das alteingesessene Gallus Theater in den ehemaligen Adlerwerken im Gallus, die Landungsbrücken Frankfurt als Plattform für modernes Sprechtheater im Gutleutviertel sowie das Kellertheater Frankfurt.
Freie Theater mit fester Spielstätte sind Die Dramatische Bühne im Café Exzess in Bockenheim, Michael Herls Stalburg Theater im Nordend, das Theater Willy Praml in der Naxoshalle im Ostend, das Freie Schauspiel Ensemble in Bockenheim, das Frankfurter Autoren Theater in der Brotfabrik in Hausen und das Theater Alte Brücke in Sachsenhausen.
Im Bereich Varieté, Kabarett und Kleinkunst haben sich Johnny Klinkes Tigerpalast, die KÄS, Die Schmiere (seit 1950 das selbsternannt „schlechteste Theater der Welt“) im Karmeliterkloster und das Neue Theater im Stadtteil Höchst etabliert.
Das Theaterhaus Frankfurt beherbergt zahlreiche Kindertheaterensembles wie die „Grüne Soße“ und zählt neben dem Kinder- und Jugendtheaterzentrum in der Nordweststadt und dem Papageno Musiktheater im Palmengarten zur lebendigen Frankfurter Kinder- und Jugendtheaterszene. Ein besonderes Kindertheater bestand von 1975 bis 2005 mit dem Klappmaul-Puppentheater.

### Musiker
In Frankfurt haben zwei große symphonische Orchester ihre Heimat, das 1808 gegründete Frankfurter Opern- und Museumsorchester der städtischen Bühnen und das hr-Sinfonieorchester. Das Ensemble Modern und die Junge Deutsche Philharmonie haben ihren Sitz in Frankfurt. Bekannte Chöre sind der 1818 gegründete Cäcilienchor Frankfurt, die Frankfurter Singakademie und die Frankfurter Kantorei.
Tré Cool von Green Day, die Metal-Band Tankard, die Hard-Rock-Band Böhse Onkelz, der Musikproduzent Hans Zimmer, die Techno-DJs Sven Väth und Chris Liebing sowie die Eurodance-Gruppe SNAP! stammen aus Frankfurt. Ebenso war der 2006 verstorbene Mark Spoon ein gebürtiger Frankfurter.
Ende der 1990er sowie Anfang der 2000er Jahre entstand in Frankfurt eine Hip-Hop-Szene. Rapper wie Azad, D-Flame, Moses Pelham, Tone, Jonesmann, Illmatic und Sabrina Setlur erlangten deutschlandweit Bekanntheit. Seit Anfang der 2010er Jahre entwickelte sich in Frankfurt und Offenbach eine neue Szene, welche zum großen Teil dem harten Straßenrap zuzuordnen ist, sowie eine Welle an weiteren kommerziell erfolgreichen Rappern. Bekannte männliche Vertreter sind beispielsweise Haftbefehl, das Duo Celo & Abdi, Hanybal, Capo, Ramo, Soufian, Vega, SadiQ, Dú Maroc, Jeyz, Azzi Memo, Hemso, Reda Rwena, Mourad Kill und Jean & Solé. Bekannte weibliche Vertreter sind Namika, Schwesta Ewa, Rina sowie Liz.

### Frankfurt im Film
Der erste nach Kriegsende in Europa gedrehte US-amerikanische Film Berlin-Express, ein Agententhriller, wurde unter der Regie von Jacques Tourneur teilweise in Frankfurt gedreht. Unter anderem dienten das I. G.-Farben-Haus, der Hauptbahnhof und der völlig zerstörte Römerberg als Kulisse. Größtenteils in Frankfurt entstanden weite Teile der Außenaufnahmen des Fernfahrerdramas Nachts auf den Straßen mit Hans Albers und Hildegard Knef, vor allem im Bahnhofsviertel, an der Hauptwache und in Frankfurt-Bockenheim (am Opelrondell und auf dem Autohof). Der 1958 gedrehte Film Das Mädchen Rosemarie behandelt die Lebensgeschichte der Prostituierten Rosemarie Nitribitt, deren Ermordung ein spektakulärer Kriminalfall der frühen Bundesrepublik war. Frankfurt ist einer der Schauplätze in dem Elvis-Presley-Film Café Europa (G. I. Blues) aus dem Jahr 1960. In dem Lied Frankfurt Special wird die Stadt besungen. 1978 drehte Rainer Werner Fassbinder den Film In einem Jahr mit 13 Monden, der als persönliche Abrechnung des Regisseurs mit der Stadt gesehen werden kann. Der 1984 entstandene Thriller Abwärts spielt in einem Frankfurter Bürohochhaus, die Außenaufnahmen wurden im Silberturm gedreht. Eine Szene des 1999 gedrehten Films Der große Bagarozy spielt auf dem Holbeinsteg. Matthias Schweighöfers Komödie What a Man von 2010 erzählt die Geschichte eines jungen Frankfurter Lehrers, der von seiner Freundin verlassen wird. Im Labyrinth des Schweigens (2014) spielt in den 1950er Jahren in Frankfurt und behandelt die Vorgeschichte der Auschwitzprozesse.
Zahlreiche Fernsehserien spielen in Frankfurt, darunter 68 Folgen von Tatort, Die Kommissarin, Ein Fall für zwei und die Nachfolgeserie Ein Fall für zwei (2014), sowie mehrere Kriminalfilme um den Kommissar Marthaler, eine Romanfigur von Jan Seghers.

### Buchmesse

Logo der Frankfurter Buchmesse

Die seit dem 15. Jahrhundert stattfindende Frankfurter Buchmesse ist nicht nur ein wirtschaftliches (als größte Buchmesse der Welt), sondern auch ein bedeutendes kulturelles Ereignis. Während der alljährlichen Messe finden in Frankfurt zahlreiche Begleitveranstaltungen statt, als Höhepunkt die Verleihung des Friedenspreises des Deutschen Buchhandels in der Paulskirche.

### Frankfurt in der Literatur
Abgesehen von Chroniken und Topographien, wie der des Baldemar von Petterweil aus der ersten Hälfte des 14. Jahrhunderts, sind die frühen literarischen Zeugnisse über Frankfurt vorwiegend Reisebeschreibungen, da die Stadt als Messe- und Finanzzentrum sowie als Ort der Kaiserkrönungen viele Fremde anzog. In Shakespeares Kaufmann von Venedig klagt Shylock im dritten Aufzug: Ein Diamant fort, kostet mich zweitausend Dukaten zu Frankfurt! Thomas Coryat beschrieb in seinem 1611 erschienenen Reisebericht ausführlich Frankfurt und gehörte damit zu den Begründern der Grand Tour. Zur Tradition dieser Kavaliersreisen gehörte die Veröffentlichung der Reiseerlebnisse in Buchform. Bekannte Autoren des 18. und 19. Jahrhunderts von Reiseberichten aus Frankfurt sind Victor Hugo, Hector Berlioz, Mark Twain, aus jüngerer Zeit beispielsweise Ricarda Huch und Rudolf G. Binding. Hervorzuheben sind ferner autobiographische Schriften, vor allem Aus meinem Leben. Dichtung und Wahrheit, das autobiographische Werk Goethes, in dem er ausführlich das reichsstädtische Leben zur Zeit seiner Kindheit und Jugend beschrieb.
Aus dem 19. Jahrhundert stammen die ersten belletristischen Werke, die Frankfurt als Schauplatz wählten. In Johanna Spyris Heidi-Roman bildete die reiche Stadt Frankfurt mit ihrem von Konventionen beherrschten bürgerlichen Leben den Gegenpol zum naturverbundenen, einfachen Leben in den Schweizer Bergen. In Heinrich Heines fragmentarischer Erzählung Der Rabbi von Bacharach beschreibt er das bunte Treiben in der Stadt und in der belebten Judengasse. Turgenews 1871 in Baden-Baden geschriebene Novelle Frühlingswogen handelt im Jahr 1840 unter anderen in einer Frankfurter Konditorei. Andere Romane und Erzählungen knüpfen an historische Ereignisse an, die sich in Frankfurt zugetragen haben, zum Beispiel der Roman Der Jude von Karl Spindler. Die Erzählung Ein Drama in den Lüften von Jules Verne knüpfte an einen historischen Ballonaufstieg an, der Roman Der Schleier im Main von Alexandre Dumas d. Ä. ist eine Kriminalgeschichte, die zur Zeit der preußischen Besetzung der Freien Stadt Frankfurt spielt. Der Fall Maurizius von Jakob Wassermann behandelt einen historischen Kriminalfall.
Ebenfalls im 19. Jahrhundert entstand eine Reihe von dramatischen Werken, vorwiegend Lustspielen, die in Frankfurt und Umgebung spielen. Hervorzuheben sind Der alte Bürgerkapitän und Die Landpartie nach Königstein von Carl Malß, Der Königsleutnant von Karl Gutzkow, eine aus Dichtung und Wahrheit entnommene Episode um den Grafen François de Thoranc, der Lokalschwank Alt-Frankfurt von Adolf Stoltze und das Rothschild-Stück Die fünf Frankfurter von Carl Rössler.
Im Rahmen der Initiative Frankfurt liest ein Buch wird seit 2010 ein in Frankfurt spielender Roman in zahlreichen Veranstaltungen öffentlich gelesen. Die bisher gelesenen Bücher waren Kaiserhofstraße 12 von Valentin Senger, Abschaffel von Wilhelm Genazino, Straßen von Gestern von Silvia Tennenbaum, Ginster von Siegfried Kracauer, Die Vollidioten von Eckhard Henscheid, Grüße und Küsse an alle. Die Geschichte der Familie von Anne Frank von Mirjam Pressler, Frankfurt verboten von Dieter David Seuthe, Benjamin und seine Väter von Herbert Heckmann, Das siebte Kreuz von Anna Seghers und Westend von Martin Mosebach. Für 2020 wurde der Roman Rosemarie – Des deutschen Wunders liebstes Kind von Erich Kuby ausgewählt.
Die Romane der Frankfurt-Tetralogie des Schriftstellers Martin Mosebach – Das Bett, Westend, Eine lange Nacht und Der Mond und das Mädchen – thematisieren in ihren Haupthandlungen wichtige Etappen von der Nachkriegszeit bis zur Jahrtausendwende und schildern am Beispiel der Protagonistenschicksale die Veränderungen der bürgerlichen Stadtgebiete sowie seiner Bewohner im Laufe des 20. Jahrhunderts.
Frankfurt am Main ist Schauplatz einer Reihe von aktuellen Kriminalromanen. Frank Demant ließ den Lebenskünstler und ehemaligen Straßenbahnfahrer Simon Schweitzer bis 2018 in zwölf Romanen einer Serie ermitteln, speziell in Frankfurt-Sachsenhausen. In sechs Romanen von Udo Scheu standen Staatsanwalt Schultz, Kriminalkommissar Schreiner und der Journalist Dennis Hauschild im Zentrum der Handlung. Der Schriftsteller Matthias Altenburg veröffentlichte unter dem Pseudonym Jan Seghers sechs Romane um den Kommissar Robert Marthaler.

### Dialekt
Die Frankfurter Stadtmundart in ihrer ursprünglichen Form zählt zu den rheinfränkischen Dialekten. Bis ins 20. Jahrhundert war Frankfurt eine südhessische Sprachinsel im mittelhessischen Dialektraum. Bis mindestens in die 1980er Jahre hinein konnte bei älteren Einwohnern deutlich unterschieden werden, ob sie aus der ursprünglichen Kernstadt stammten oder zum Beispiel aus den nördlichen, eingemeindeten Stadtteilen. Es gibt ferner zahlreiche Berichte darüber, dass die Einwohner der Altstadt am Sprachklang hören konnten, ob jemand aus Bornheim stammte oder aus Bockenheim.
Wie in vielen anderen Großstädten vermischte sich die Frankfurter Stadtmundart, vor allem infolge der Bevölkerungsverschiebungen nach der vollständigen Zerstörung der Frankfurter Altstadt im Zweiten Weltkrieg, mit benachbarten Varianten und aufgrund der intensiveren Hörfunk- und Fernsehnutzung seit den 1950er Jahren auch mit dem Hochdeutschen, wodurch ein Regiolekt entstand, der häufig als Neuhessisch oder selbstironisch als „RMV-Hessisch“ bezeichnet wird.

### Nachtleben
Ein traditionsreicher Rockclub in Frankfurt, die 1976 in Eschersheim eröffnete Batschkapp, befindet sich seit Ende 2014 im Industriegebiet an der Gwinnerstraße. Der Jazzkeller Frankfurt existiert seit 1952. Der 1972 gegründete Sinkkasten bestand bis 2011. Eine der populärsten Frankfurter Diskotheken war das von 1978 bis 2000 im Terminal 1 des Flughafens betriebene Dorian Gray. Der King Kamehameha Club bestand von 1999 bis 2013 auf einem ehemaligen Brauereigelände an der Hanauer Landstraße. Zu den bekanntesten Clubs der Frankfurter Technoszene der 1990er und 2000er Jahre gehörten das Omen und das U60311 in der Innenstadt sowie der Cocoon Club in Fechenheim.

### Sport
Frankfurt am Main ist Heimat zahlreicher bekannter Sportvereine:
- Eintracht Frankfurt (Fußball Männer, Bundesliga)
- FSV Frankfurt (Fußball Männer, Regionalliga Südwest)
- Rot-Weiss Frankfurt (Fußball Männer, Verbandsliga Hessen Süd)
- 1. FFC Frankfurt (Fußball Frauen, Bundesliga, bis Saison 2020/21, seitdem Frauenfußballabteilung von Eintracht Frankfurt)
- Fraport Skyliners (Basketball, Bundesliga)
- United Volleys Rhein-Main (Volleyball, Bundesliga)
- Löwen Frankfurt (Eishockey, DEL2)
- Frankfurt Universe (American Football, GFL)
- Frankfurt Pirates (American Football, Regionalliga Mitte)
- Turngemeinde Bornheim (Breitensport, größter Sportverein Hessens)
- FTG 1847 Frankfurt mit über 98 Sportangeboten
- TuS Makkabi Frankfurt e. V., jüdischer Sportverein mit über 3500 Mitgliedern in 27 Abteilungen
- TSG Nordwest 1898 Frankfurt/M. e. V.
- SC 1880 Frankfurt (Hockey, Rugby, Tennis und Lacrosse)
- Frankfurt Flyers (Trampolinsport, 1. Bundesliga)
- Frankfurter Rudergesellschaft Germania 1869 (einer der größten und ältesten deutschen Rudervereine)
- Sektion Frankfurt am Main des Deutschen Alpenvereins (Bergsport und Sportklettern), zweitgrößter (Alpin)Sportverein Hessens nach der Sektion Darmstadt

Bedeutende, jährlich stattfindende sportliche Ereignisse sind
- Frankfurt-City-Triathlon (Triathlon im August)
- Frankfurt-Marathon (Stadtmarathon im Oktober)
- Rund um den Finanzplatz Eschborn-Frankfurt (1961–2008: Rund um den Henninger-Turm) (Straßenradrennen)
- Ironman Germany (Triathlon)
- JPMorgan Chase Corporate Challenge (Firmenlauf)
- Frankfurter City-Halbmarathon (im März)
- Hessen tanzt (größtes Tanzsportturnier der Welt)

Die wichtigsten Sportstätten der Stadt sind
- Der Deutsche Bank Park (Fußball – Bundesliga), ursprünglich Waldstadion, unter dem Namen FIFA WM-Stadion Frankfurt am Main einer der Spielorte der Fußball-Weltmeisterschaft 2006 und der Fußball-Weltmeisterschaft der Frauen 2011 sowie Austragungsort der Fußball-Europameisterschaft 2024
- Die PSD Bank Arena am Bornheimer Hang (Fußball – Regionalliga)
- Das Stadion am Brentanobad (Fußball, Frauen-Bundesliga)
- Die Ballsporthalle (Basketball- und Volleyball-Bundesliga)
- Die Eissporthalle Frankfurt (Eishockey – DEL2)

Frankfurt ist außerdem Sitz der wichtigsten deutschen Sportverbände, u. a.:
- Deutscher Olympischer Sportbund (DOSB), ehem.
  - Deutscher Sportbund (DSB)
  - Nationales Olympisches Komitee (NOK)
- Deutscher Fußball-Bund (DFB)
- Deutscher Turner-Bund (DTB)
- Deutscher Motor Sport Bund (DMSB)
- Deutscher Bandy-Bund (DBB)

Ehemalige Sportstätten waren
- Die Galopprennbahn Niederrad (Pferderennen)

### Radfernwege und Fernwanderwege
Am Frankfurter Mainufer treffen sich mehrere Radwanderwege: Der Hessische Radfernweg R3 (Rhein-Main-Kinzig-Radweg) führt unter dem Motto Auf den Spuren des Spätlesereiters entlang von Rhein, Main und Kinzig über Fulda nach Tann in der Rhön. Der Main-Radweg führt von den Quellen des Weißen und des Roten Mains bis nach Mainz zur Mündung in den Rhein. Die D-Route 5 (Saar-Mosel-Main) ist ein Radweg über eine Entfernung von 1021 Kilometer von Saarbrücken über Trier, Koblenz, Mainz, Frankfurt am Main, Würzburg und Bayreuth bis zur tschechischen Grenze.
Der Europäische Fernwanderweg E1 quert das Stadtgebiet von Nordwesten nach Süden. Vom Taunus kommend führt der Weg durch die Nordweststadt, den Volkspark Niddatal, den Grüneburgpark, das Westend, die Wallanlagen der Innenstadt, Sachsenhausen und den Stadtwald.
Über den Berger Rücken und unterhalb des Bornheimer Hangs verläuft seit 2010 ein Zweig des deutschen Jakobswegs von der Fulda an den Main. Dieser orientiert sich an dem Verlauf der historischen Via Regia von Leipzig nach Frankfurt am Main (Des Reiches Straße). Er führt über 116 Kilometer von Fulda nach Frankfurt und gehört zum europäischen Netz der Wege der Jakobspilger nach Santiago de Compostela. Der Frankfurter Abschnitt verläuft an der Heilig-Kreuz-Kirche vorbei über den Ostpark, den Neubau der Europäischen Zentralbank auf dem Gelände der ehemaligen Großmarkthalle zum Mainufer bis zum Eisernen Steg, von dort auf dem linken Mainuferweg in Richtung Mainz und anschließend weiter nach Trier.
Seit 2017 ist Frankfurt eine Etappe des Lutherwegs 1521 von Worms zur Wartburg bei Eisenach. Luther übernachtete auf seiner Reise zum Reichstag zu Worms auf dem Hin- und Rückweg zweimal in Frankfurt.

### Regelmäßige Veranstaltungen

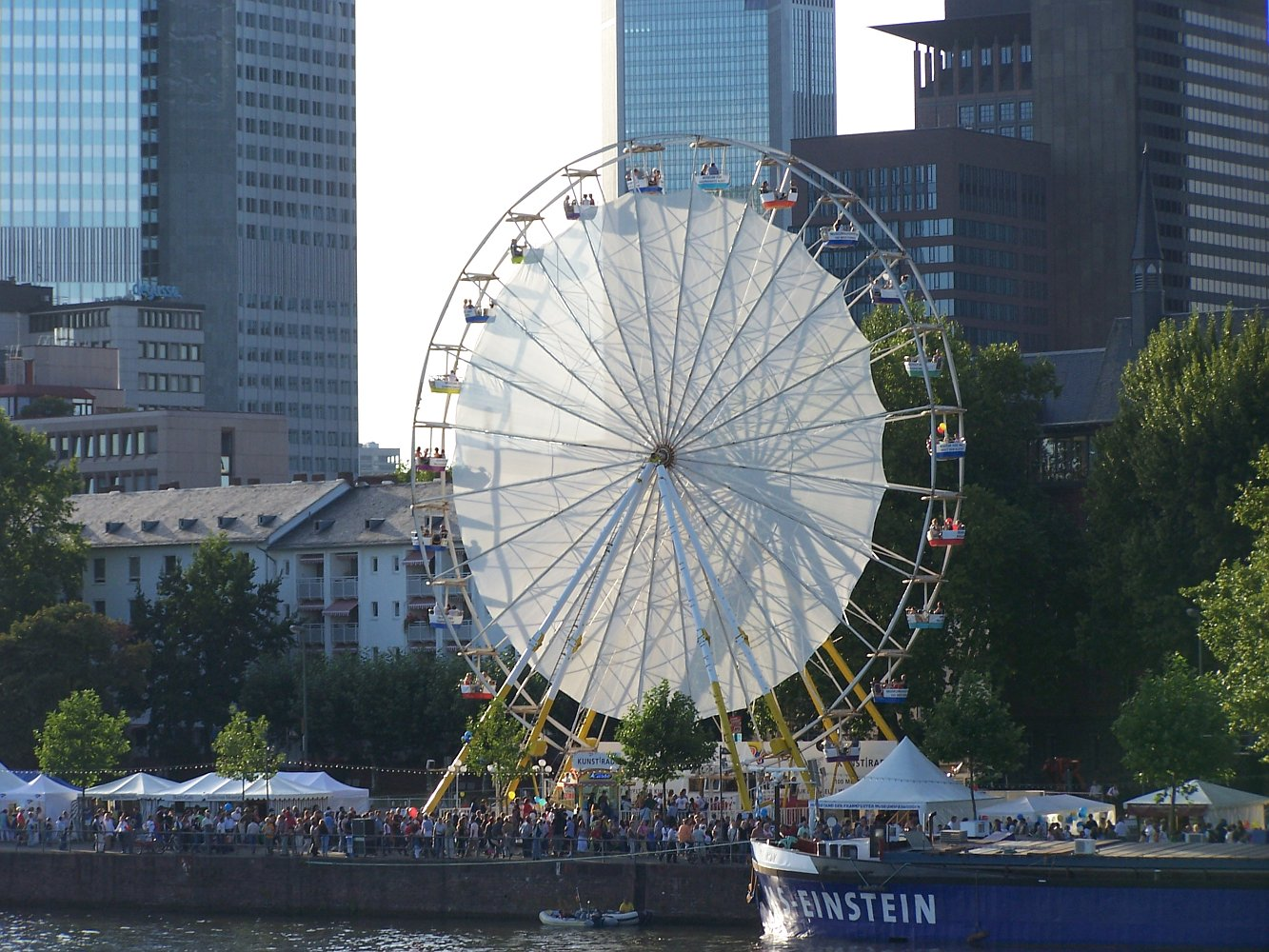
Museumsuferfest (2005)

Das seit 1988 jährlich im August veranstaltete Museumsuferfest mit seiner Mischung aus Musik und Kultur ist das größte Volksfest im Rhein-Main-Gebiet. 2007 kamen an drei Tagen etwa 3,5 Millionen Besucher.
Am Wäldchestag, dem Dienstag nach Pfingsten, ziehen viele Besucher zu einem Volksfest in den Frankfurter Stadtwald. Bis in die 1990er Jahre hatten an diesem Tag die meisten Frankfurter Geschäfte nachmittags geschlossen und die Arbeitnehmer hatten ab 12 Uhr frei. Deshalb wurde der Wäldchestag scherzhaft im Volksmund als Frankfurts Nationalfeiertag bezeichnet.
Ein weiteres traditionelles Volksfest ist die Frankfurter Dippemess, die zweimal jährlich für drei Wochen im Frühjahr und für zehn Tage im Herbst jeweils etwa zwei Millionen Besucher anzieht. Die Dippemess geht zurück auf einen seit dem Mittelalter überlieferten Verkaufsmarkt für Haushaltswaren aller Art, insbesondere Keramikschüsseln (Dippe).
Der 1393 erstmals urkundlich erwähnte Frankfurter Weihnachtsmarkt findet jährlich in der Adventszeit statt. Er ist mit rund drei Millionen Besuchern einer der großen Weihnachtsmärkte in Deutschland. Über 200 Stände erstrecken sich vom Mainkai über Römerberg, Paulsplatz Neue Kräme, Liebfrauenberg bis zur Zeil.
Der Frankfurter Fastnachtsumzug ist mit über 6000 aktiven Teilnehmern, über 300.000 Zuschauern und 1,5 Kilometern Zuglänge der größte Karnevalsumzug in Hessen.
Von 2003 bis 2008 fand jährlich im Sommer die Parade der Kulturen statt, ein Demonstrationszug für ein friedliches Miteinander der Menschen verschiedener Kulturen. An der letzten Parade 2008 nahmen etwa 1700 Aktive und 100.000 Zuschauer teil. Ebenfalls seit 2003 findet das Down-Sportlerfestival, eine Veranstaltung, bei der sich mehrere hundert Menschen mit Down-Syndrom (Trisomie 21) in verschiedenen Wettbewerbssportarten messen können, in Frankfurt statt.
Weitere regelmäßige Veranstaltungen sind das Mainfest, der Christopher Street Day (CSD), das Rosen- und Lichterfest im Palmengarten, das Opernplatzfest, der Rheingauer Weinmarkt in der Freßgass und das Stöffchefest auf dem Römerberg.
Beliebt sind zudem die Nacht der Museen im April mit etwa 40.000 Besuchern und die Nacht der Clubs.
Neben den genannten Festen gibt es Stadtteilfeste wie das Höchster Schloßfest, das Berger Straßenfest in Bornheim, das Schweizer Straßenfest in Sachsenhausen, den auf das Jahr 1839 zurückgehenden Fastnachtszug in Heddernheim (Klaa Paris) oder das von Oberbürgermeister Walter Kolb 1951 ins Leben gerufene jährliche Lohrbergfest, Frankfurts leichtathletisches Bergsportfest für Kinder und Jugendliche.
In unregelmäßigen Abständen findet das sogenannte Wolkenkratzer-Festival statt, zuletzt im Mai 2013 nach einer sechsjährigen Pause. Dabei waren 18 Hochhäuser in der Innenstadt für die Öffentlichkeit zugänglich und zogen 1,2 Millionen Besucher an.
Das 1994 bis 2004 alljährlich organisierte Musikfestival Sound of Frankfurt zog bis zu 500.000 meist jüngere Besucher an.

### Skurriles

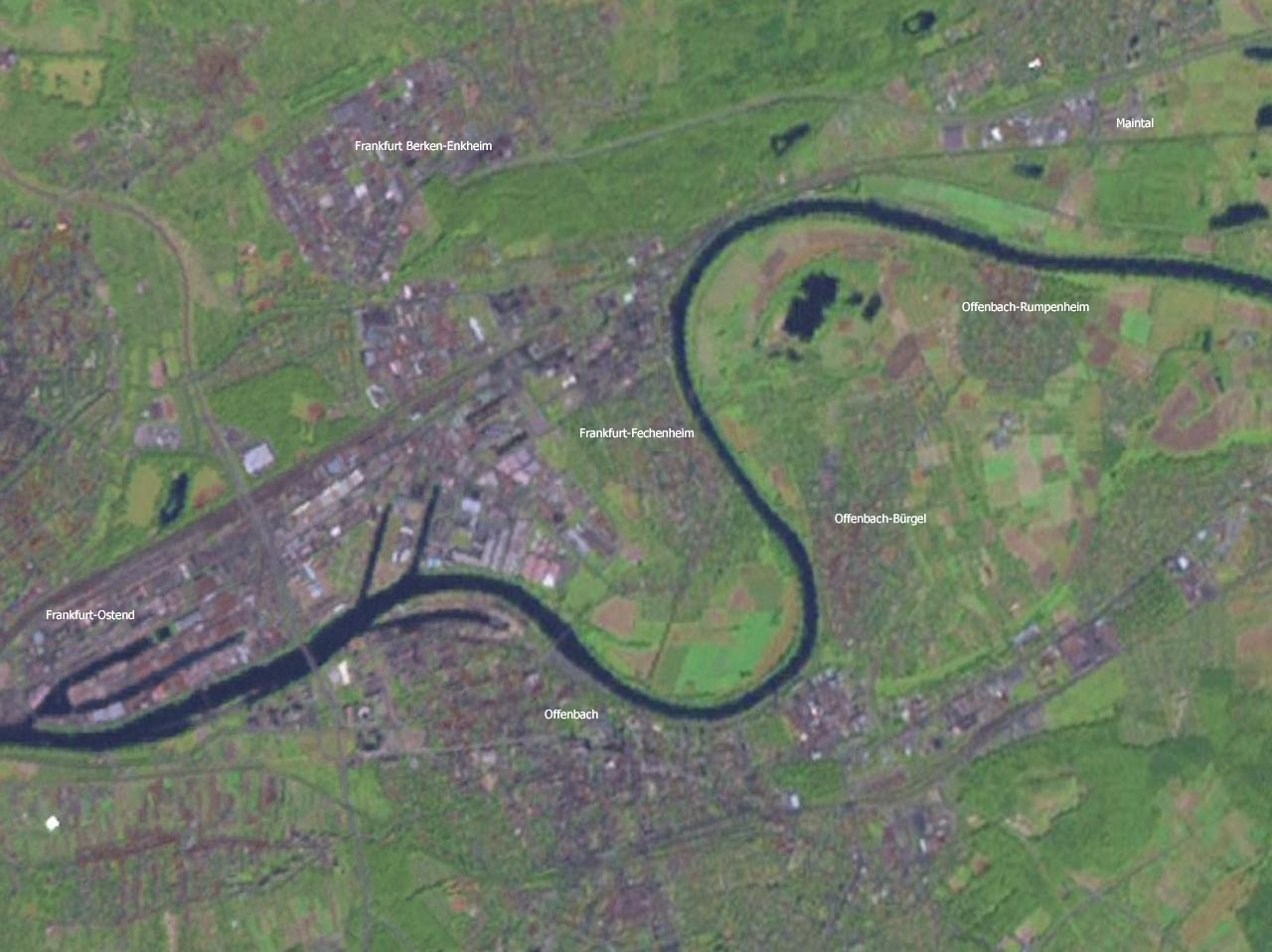
Östliche Stadtteile Frankfurts und Offenbachs

Wie zwischen vielen benachbarten Städten besteht von jeher auch zwischen Frankfurt und Offenbach am Main eine gutnachbarliche Rivalität, die ihren Ausdruck unter anderem in zahlreichen Witzen über die Bewohner der jeweils anderen Stadt findet. Krieh die Kränk, Offebach ist eine traditionelle Verwünschung der Frankfurter für die Offenbacher, die auf eine Anekdote aus dem 19. Jahrhundert zurückgeht.
Hintergrund ist hier, dass die beiden Städte Frankfurt und Offenbach historisch unterschiedlicher nicht sein können. Bereits seit dem Mittelalter bestanden Territorialkonflikte zwischen der Reichsstadt Frankfurt und ihren Nachbarstaaten. Nach der Reformation lagen das lutherische Frankfurt und das reformierte Offenbach in konfessionellen Streitigkeiten. Seit dem 18. Jahrhundert förderten die Grafen von Isenburg zudem die Ansiedlung von Manufakturen, die im bürgerlichen Frankfurt nicht erwünscht waren. Im 19. Jahrhundert sah sich Frankfurt weiterhin als reine Handelsstadt, während sich die Industrie in den umliegenden Gemeinden Fechenheim, Griesheim, Höchst und Offenbach ansiedelte. Erst nach der Annexion durch Preußen zog Frankfurt mit der Industrialisierung nach und überflügelte bald seine Rivalen. Im 20. Jahrhundert wuchs Frankfurt vor allem durch Eingemeindungen preußischer Vororte, während Offenbach keine Ausdehnungsmöglichkeiten hatte. Bis 1945 bildete die Grenze zwischen beiden Nachbarstädten zugleich eine Landesgrenze.
Eine langjährige sportliche Rivalität pflegen die beiden Fußballvereine Kickers Offenbach und Eintracht Frankfurt sowie ihre jeweiligen Anhänger. Im Laufe der Jahre standen sich beide Mannschaften häufig im sogenannten Mainderby gegenüber, besonders häufig in den 1950er Jahren (zum Beispiel im Finale um die deutsche Fußballmeisterschaft 1959), im DFB-Pokal (zuletzt 2009) und in der Fußball-Bundesliga bis zum Abstieg der Kickers 1984.

### Kulinarische Spezialitäten

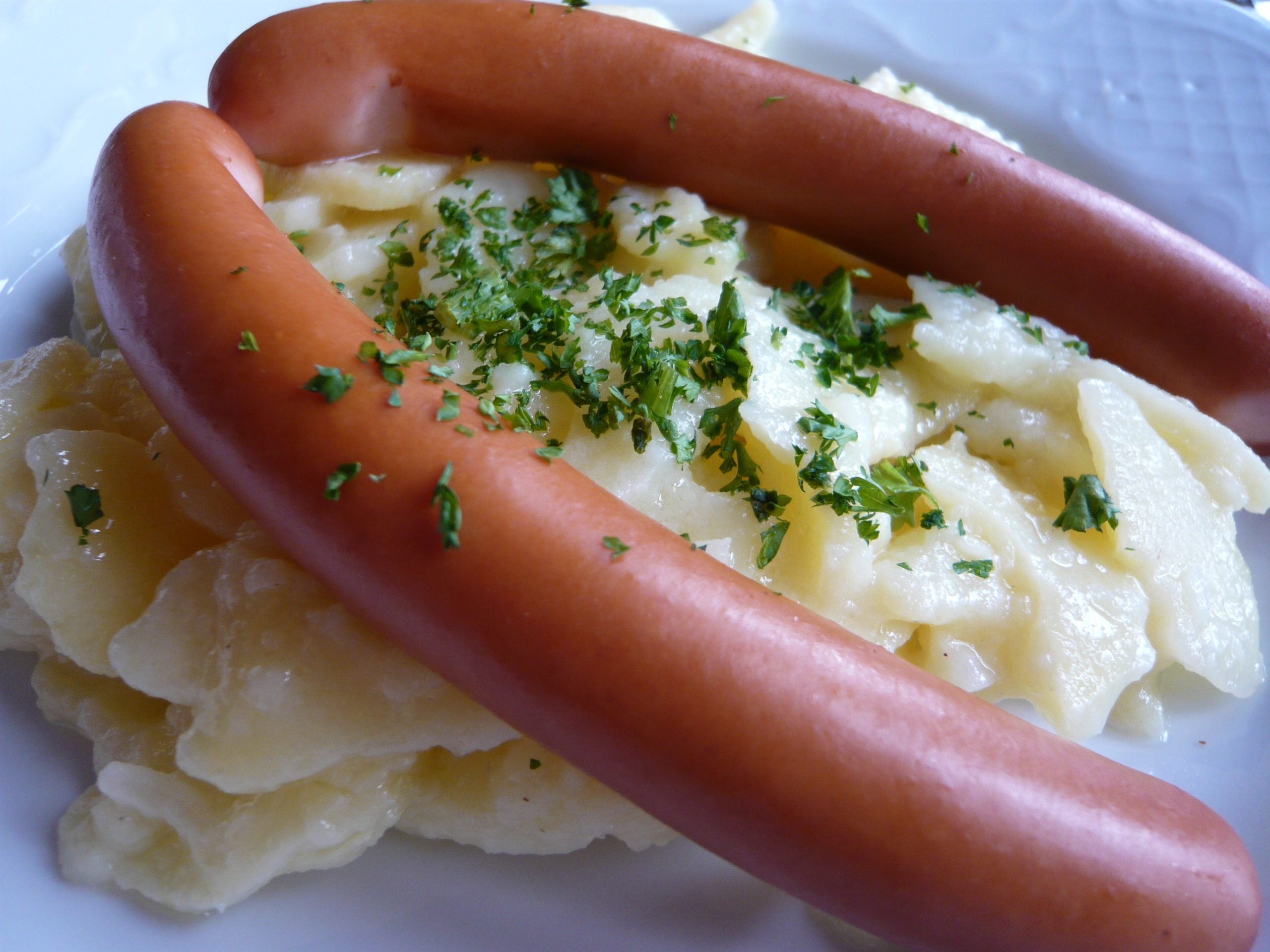
Frankfurter Würstchen

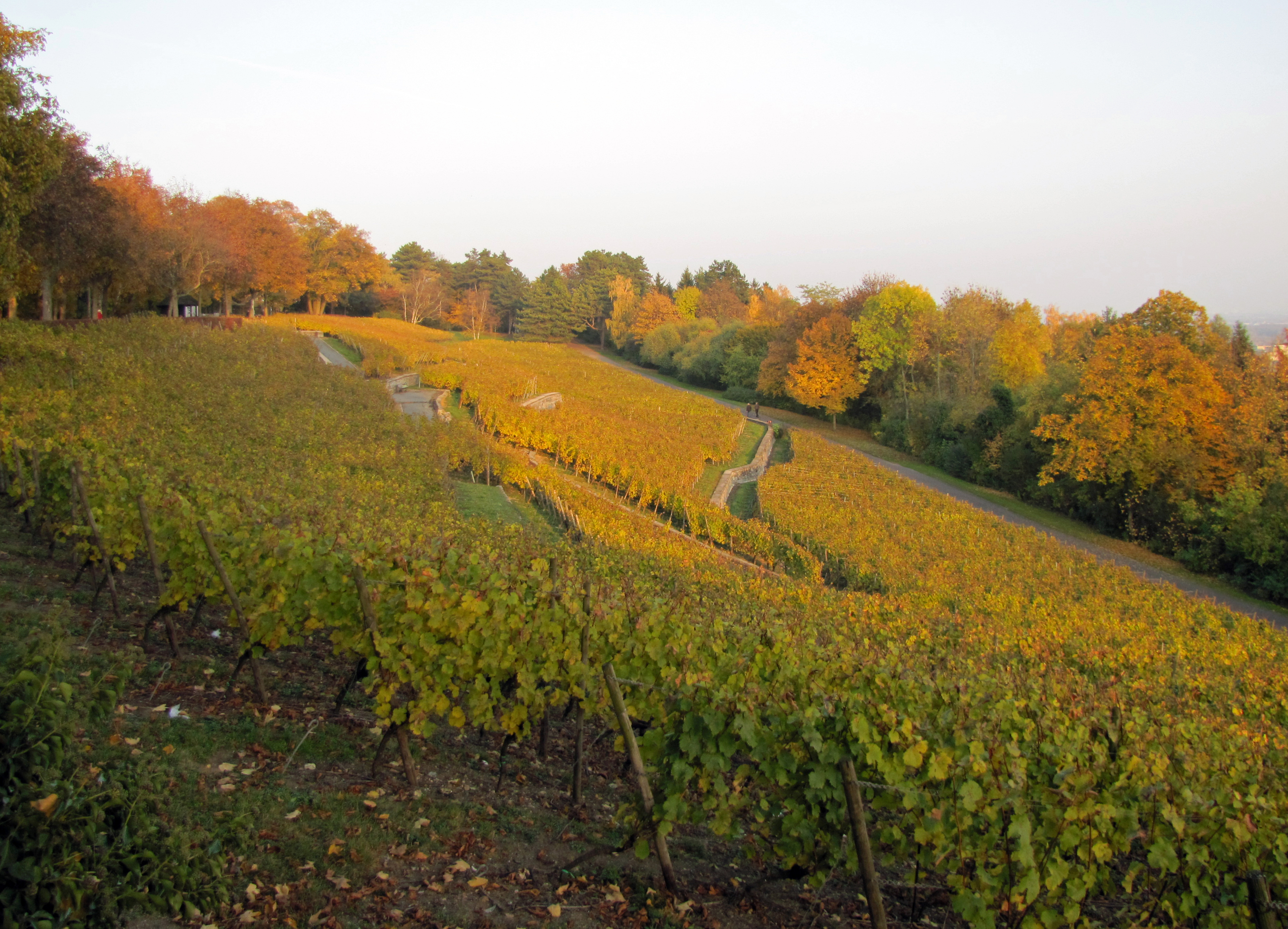
Der Lohrberger Hang ist der einzige Weinberg in Frankfurt

In Frankfurt entwickelte sich infolge der zahlreichen wohlhabenden Gäste, die während der Kaiserkrönungen und der Messen in die Stadt strömten, bereits im 17. und 18. Jahrhundert eine hochentwickelte Gastronomie- und Hotelkultur. Im 19. Jahrhundert galt Frankfurts Küche neben der Hamburger und der Wiener als führend in Deutschland.
In früheren Jahrhunderten gab es trotz fehlender Konservierungsmöglichkeiten in Frankfurt ein ausreichendes Angebot an Gemüse, Frischkräutern und Obst. Hierfür sorgten die Gärtner der umliegenden Küchendörfer Sachsenhausen, Oberrad, Niederrad und Seckbach. Umschlagplatz war der Gemüse- und Kräutermarkt in der Frankfurter Altstadt, wo die sogenannten Hockinnen, wie die Marktweiber in Frankfurter Mundart genannt wurden, frisches Gemüse, Kräuter und Obst feilboten.
Zu den ältesten und bekanntesten Delikatessen gehören die seit dem Mittelalter hergestellten Frankfurter Würstchen aus Schweinefleisch. Die Frankfurter Metzger durften bis zur Einführung der Gewerbefreiheit 1864 jede Woche nur eine Sorte Vieh schlachten. In einer Verordnung von 1628 hieß es: „waß er eynen Tag geschlachtet, es sey Viehes Rind, Hammel oder Schwein, er die gantze woche bey stehen bleiben und keine Schaaf bei Hammel schlachte. Er hat aber Macht, alle woch eyn ander Viehe zu schlachten.“ Somit konnten, da es keine Kühltechniken gab, keine Fleischerzeugnisse aus unterschiedlichen Fleischsorten hergestellt werden. Im 19. und 20. Jahrhundert entstanden weitere lokale Wurstspezialitäten wie die Frankfurter Rindswurst, Frankfurter Gelbwurst und die Zeppelinwurst.
Eine besondere Spezialität ist die Frankfurter Grüne Soße (frankfurterisch Frankfurter Grie Soß), auch kurz Grüne Soße bzw. Grie Soß, die traditionell aus sieben Kräutern hergestellt wird: Boretsch, Kerbel, Kresse, Petersilie, Pimpinelle, Sauerampfer und Schnittlauch. Basis der kalten Sauce, die zusammen mit hartgekochten Eiern und Salzkartoffeln gegessen wird oder als Beilage zu verschiedenen Fleisch- und Fischgerichten dient, ist die Frischkräuterkomposition „Frankfurter Grüne Soße / Frankfurter Grie Soß“. Die Zusammenstellung von in der Stadt Frankfurt und den unmittelbar angrenzenden Gemeinden hergestellten Kräutern ist seit 2016 als geschützte geografische Angabe (g.g.A.) eingetragen. Die Grüne Soße ist inzwischen Teil der lokalen Folklore. 2007 wurde ihr ein Denkmal gewidmet, und seit 2008 findet jährlich ein Grüne-Soße-Festival statt.
Bekannte Süßigkeiten aus der Frankfurter Küche sind die Frankfurter Brenten und die Bethmännchen, der Haddekuche und der Frankfurter Kranz.
Mit dem Niedergang des Weinbaus im 19. Jahrhundert wurde der bis dahin geringgeschätzte Apfelwein (Ebbelwoi) in Frankfurt populär, der hier seit etwa 1600 nachgewiesen ist. Er gilt als Frankfurter Traditionsgetränk, unter anderem durch den Erfolg der Fernsehsendung Zum Blauen Bock. Zum Apfelwein sind vor allem deftige Gerichte beliebt, wie Rippchen mit Kraut und Handkäs mit Musik.
Es gibt in Frankfurt mit dem 1,3 Hektar großen Lohrberger Hang einen Weinberg. Er ist eine der kleinsten Einzellagen im Rheingau und wird vom Weingut der Stadt Frankfurt am Main bewirtschaftet. Jährlich werden in dieser Lage rund 10.000 Flaschen Riesling erzeugt, der meist trocken ausgebaut wird und in guten Jahren Spätlese-Qualität erreicht.

## Persönlichkeiten
In der Liste von Persönlichkeiten der Stadt Frankfurt am Main sind bekannte Söhne und Töchter sowie weitere mit der Stadt verbundene Personen aufgeführt. Von der Stadt zu Ehrenbürgern ernannte Personen sind in der Liste der Ehrenbürger von Frankfurt am Main zu finden. Frankfurt am Main ist eine Goethestadt.

## Namenspatenschaften

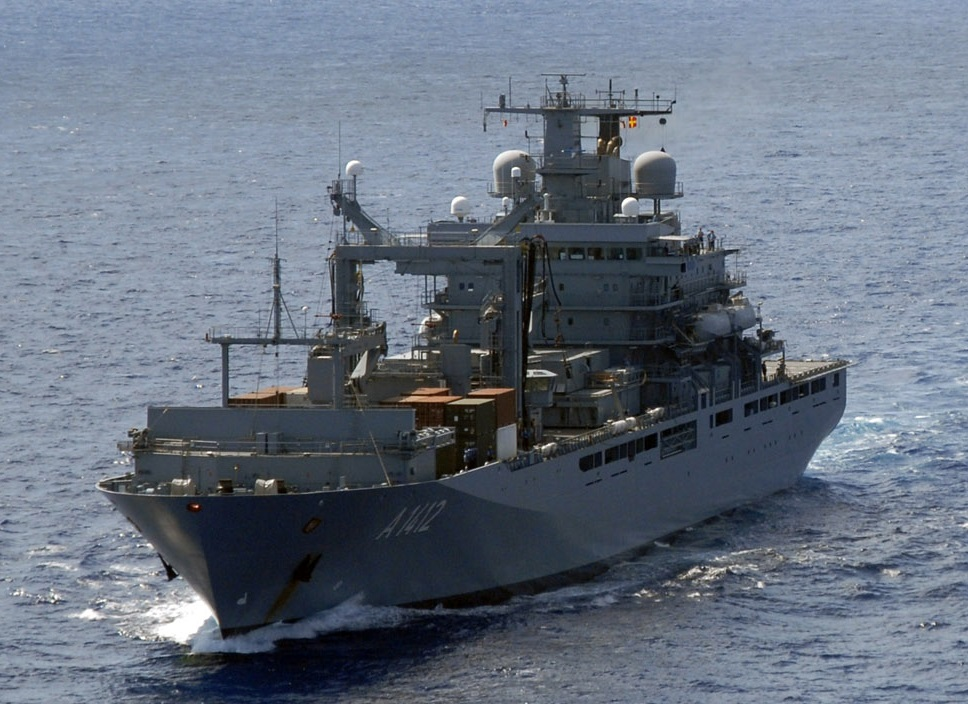
EGV Frankfurt am Main der Deutschen Marine

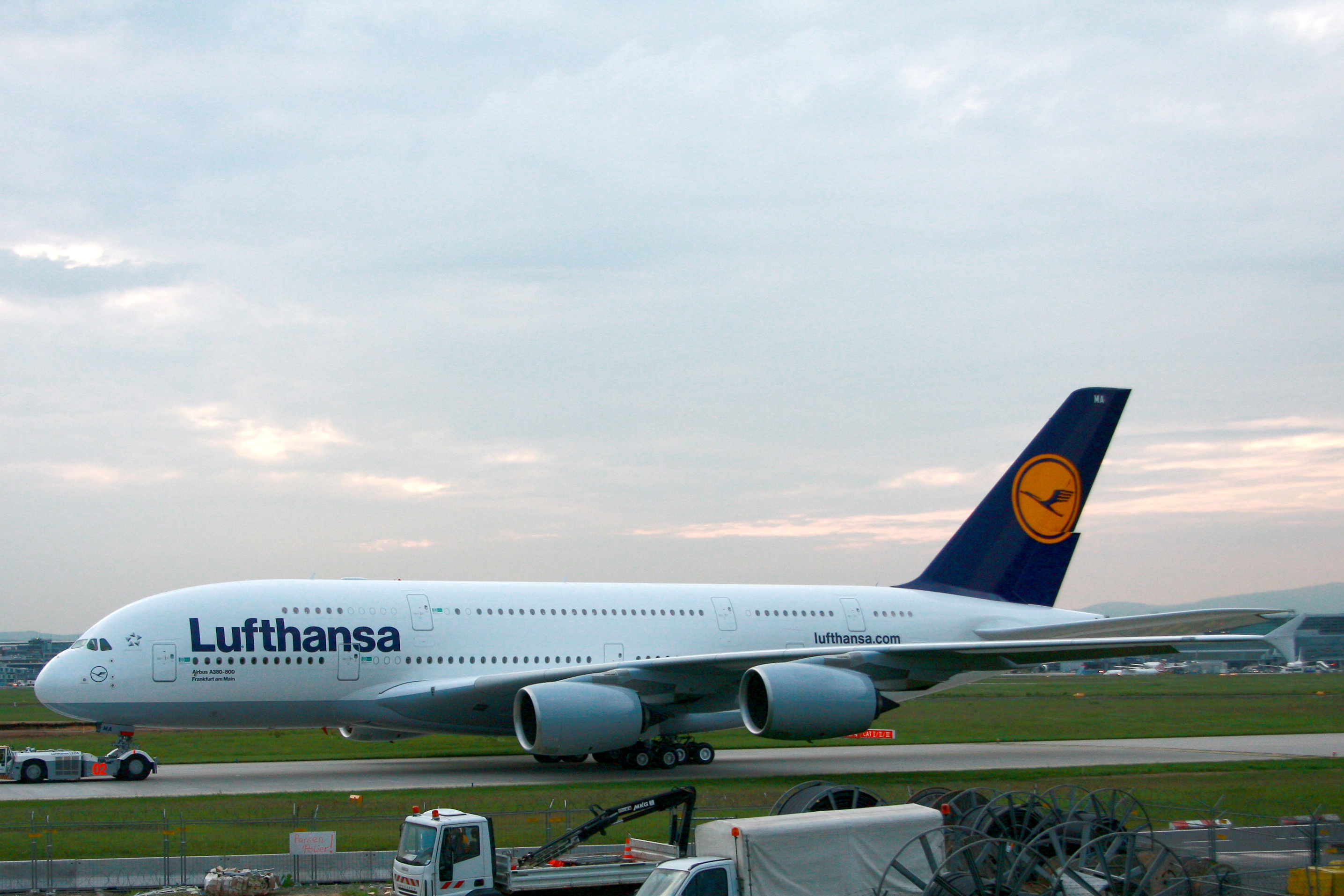
Airbus A380 Frankfurt am Main der Lufthansa

Ein Einsatzgruppenversorger der Deutschen Marine trägt den Namen Frankfurt am Main. Zuvor waren schon der Kleine Kreuzer Frankfurt der Kaiserlichen Marine während des Ersten Weltkrieges sowie die hölzerne Dampfkorvette Frankfurt der Flotte des Deutschen Bundes nach der Stadt benannt. In der Handelsflotte gab es unter anderem von 1900 bis 1918 den Schnelldampfer Frankfurt des Norddeutschen Lloyd und ab 1954 den Kombifrachter Frankfurt der Hapag, sowie von 1981 bis 2007 die Frankfurt Express der Hapag-Lloyd, welche von 1981 bis 1984 das größte Containerschiff der Welt war. 2010 wurde erneut ein Containerschiff mit dem Namen Frankfurt Express in Dienst gestellt.
1960 übernahm die Stadt Frankfurt eine der ersten Namenspatenschaften für ein Flugzeug der Deutschen Lufthansa. Von 1960 bis 1975 trug die Boeing 707 D-ABOD ihren Namen, von 1975 bis 1985 eine DC-10 und 1985 bis 1990 eine B747-200. 1991 taufte die Lufthansa die B747-430 mit dem Kennzeichen D-ABVF auf den Namen der Stadt, den sie bis Mai 2010 trug. Am 19. Mai 2010 erhielt der erste Airbus A380 D-AIMA der Lufthansa den Namen Frankfurt am Main.
Ein 2007 entdeckter Asteroid im Asteroidengürtel trägt den Namen (204852) Frankfurt.

## Auszeichnungen
1969 erhielt die Stadt Frankfurt am Main die Winckelmann-Medaille des Deutschen Archäologischen Instituts (DAI) verliehen.
2015 belegt die Stadt Frankfurt am Main im von der internationalen Planungs- und Beratungsgesellschaft Arcadis und dem Centre for Economic Policy Research (CEPR) in London ermittelten „Sustainable Cities Index“ weltweit den ersten Platz.

## Wissenswertes
Auf der letzten Serie der D-Mark-Banknoten fand sich auf der 200-D-Mark-Banknote, links neben dem Porträt des Mediziners Paul Ehrlich, eine Collage verschiedener historischer Bauwerke von Frankfurt. Dort sind die Paulskirche, der Kaiserdom, der Saalhof mit Rententurm, der Hauptbahnhof, der Eschenheimer Turm, das Wohnhaus von Paul Ehrlich in der Westendstraße, die Hauptwache, der Römer und die Römerberg Ostzeile, das Goethe-Haus und der Eiserne Steg zu sehen.
Die Personifizierung Frankfurts ist die Francofurtia, die sich häufig als allegorische Darstellung an Fassaden und Denkmälern oder auf historischen Münzen und Schriftstücken findet. Zum Sammeln geeignete Gegenstände, die sich auf Frankfurt beziehen, bezeichnet man als Francofurtensien.
Die Schriftart Futura wird nicht nur im Erscheinungsbild der Stadt und bei kommunalen Ämtern verwendet, sondern als „Frankfurter Schriftart“ auch von zahlreichen lokalen Vereinen und Organisationen, darunter beispielsweise die Ernst-May-Gesellschaft.

### Geschichte
- Bernhard Müller: Bilderatlas zur Geschichte der Stadt Frankfurt am Main. Verlag Moritz Diesterweg, Frankfurt am Main 1916, Reprint im Verlag W. Weidlich, Frankfurt am Main 1976, ISBN 3-8035-8904-5.
- Walter Gerteis: Das unbekannte Frankfurt. 3 Bände. Verlag Frankfurter Bücher, Frankfurt am Main 1960–1963 (populäre, essayistisch-anekdotische Stadtgeschichte).
- Friedrich Bothe: Geschichte der Stadt Frankfurt am Main. Verlag Wolfgang Weidlich, Frankfurt am Main 1977, ISBN 3-8035-8920-7.
- Waldemar Kramer (Hrsg.): Frankfurt Chronik. Verlag Waldemar Kramer, Frankfurt am Main 1987 (3. Auflage), ISBN 3-7829-0321-8.
- Frankfurter Historische Kommission (Hrsg.): Frankfurt am Main – Die Geschichte der Stadt in neun Beiträgen. (= Veröffentlichungen der Frankfurter Historischen Kommission. Band XVII). Jan Thorbecke, Sigmaringen 1991, ISBN 3-7995-4158-6.
- Lothar Gall (Hrsg.): FFM 1200. Traditionen und Perspektiven einer Stadt. Jan Thorbecke Verlag, Sigmaringen 1994, ISBN 3-7995-1203-9 (Katalog zur 1200-Jahrfeier 1994 mit wiss. Aufsätzen).
- Ernst Mack: Von der Steinzeit zur Stauferstadt. Die frühe Geschichte von Frankfurt am Main. Verlag Josef Knecht, Frankfurt am Main 1994, ISBN 3-7820-0685-2.
- Wolfgang Klötzer (Hrsg.): Frankfurter Biographie. Personengeschichtliches Lexikon. Zwei Bände. Kramer, Frankfurt/M. 1994-1996.
- Frolinde Balser: Aus Trümmern zu einem europäischen Zentrum: Geschichte der Stadt Frankfurt am Main 1945–1989. Hrsg.: Frankfurter Historische Kommission (= Veröffentlichungen der Frankfurter Historischen Kommission. Band 20). Jan Thorbecke, Sigmaringen 1995, ISBN 3-7995-1210-1.

### Architektur
- Bau- und Informationsamt Frankfurt am Main: Kunst + Bau in Frankfurt am Main. Text: Günther Vogt, 1971.
- Heinz Ulrich Krauß: Frankfurt am Main. Daten, Schlaglichter, Baugeschehen. Societäts-Verl., Frankfurt am Main 1997, ISBN 3-7973-0626-1. (Chronik mit Schwerpunkt auf Architektur und Baugeschichte).
- Ulf Jonak: Die Frankfurter Skyline. Campus, Frankfurt am Main – New York 1997, ISBN 3-593-35822-0. (Kritische Betrachtung des Hochhausbaus).
- Clemens Jöckle: 100 Bauwerke in Frankfurt am Main, Regensburg, Schnell & Steiner, 1998, ISBN 3-7954-1166-1.
- Dieter Bartetzko: Frankfurts hohe Häuser. Insel, Frankfurt am Main – Leipzig 2001, ISBN 3-458-34353-9. (Darstellung des Hochhausbaus in Frankfurt).
- Wolf-Christian Setzepfandt: Architekturführer Frankfurt am Main / Architectural Guide. 3. Auflage. Dietrich Reimer Verlag, Berlin 2002, ISBN 3-496-01236-6.
- Heinz Schomann: Frankfurt am Main und Umgebung. Von der Pfalzsiedlung zum Bankenzentrum. Dumont Kunstreiseführer. Dumont, Köln 2003, ISBN 3-7701-6305-2. (mit Schwerpunkt Architektur).
- Matthias Alexander, Gerd Kittel: Hochhäuser in Frankfurt. Societäts-Verlag, Frankfurt am Main 2006, ISBN 3-7973-1000-5.
- Christof Bodenbach (Hrsg.): Neue Architektur in Frankfurt am Main. Junius Verlag, Hamburg 2008, ISBN 978-3-88506-583-8.
- Angela Pfotenhauer, Elmar Lixenfeld und Uwe Dettmer: Frankfurt am Main. Deutsche Stiftung Denkmalschutz, 2009, ISBN 978-3-86795-009-1.
- Christian Freigang, Markus Dauss und Evely Brockhoff: Das „Neue“ Frankfurt, Innovationen in der Frankfurter Kunst vom Mittelalter bis heute. Verlag Waldemar Kramer, Frankfurt am Main 2010, ISBN 978-3-86539-673-0.
- Christian Grau, André Risto und Willi Bucher (Hrsg.): Frankfurt. Der andere Blick. Theiss Verlag, Stuttgart 2010, ISBN 978-3-8062-2388-0 (Aufnahmen aus der Luft).
- Philipp Sturm, Peter Cachola Schmal: Hochhausstadt Frankfurt. Bauten und Visionen seit 1945, Prestel, München 2014, ISBN 978-3-7913-5363-0.
- Philipp Sturm, Peter Cachola Schmal: Die immer Neue Altstadt. Bauen zwischen Dom und Römer seit 1900, Jovis, Berlin 2018, ISBN 978-3-86859-501-7.

### Verschiedenes
- Ausgewählte Frankfurter Mundartdichtung. Verlag Waldemar Kramer, Frankfurt am Main 1966, ISBN 3-7829-0067-7.
- Helmut Bode: Frankfurter Sagenschatz. 100 Sagen und sagenhafte Geschichten, nach den Quellen und älteren Sammlungen sowie der Lersnerschen Chronik neu erzählt. Verlag Waldemar Kramer, Frankfurt am Main 1978, ISBN 3-7829-0209-2.
- Benno Reifenberg: Das Einzigartige von Frankfurt. Verlag Waldemar Kramer, Frankfurt am Main 1979, ISBN 3-7829-0220-3.
- Barbara M. Henke, Thomas Kirn, Ruth Rieger: Edition Die deutschen Städte – Frankfurt. C. J. Bucher, München 1994, ISBN 3-7658-0873-3.
- Martin Mosebach: Mein Frankfurt. Mit Photographien von Barbara Klemm. Insel, Frankfurt am Main 2002, ISBN 3-458-34571-X (Insel-Taschenbuch. Bd. 2871).
- Christian Setzepfandt: Geheimnisvolles Frankfurt am Main. Wartberg, Gudensberg-Gleichen 2003, ISBN 3-8313-1347-4.
- Johanna Betz, Svenja Keitzel, Jürgen Schardt, Sebastian Schipper, Sara Schmitt Pacfico, Felix Wiegand (Hrsg.): Frankfurt am Main – eine Stadt für alle? Konfliktfelder, Orte und soziale Kämpfe, transcript, Bielefeld 2021, ISBN 978-3-8376-5477-6.

## Film
- Kunststudentin Ursula, Werbefilm für die Stadt Frankfurt am Main, Deutschland, 1956/57, 19:41 min., Herausgeber: Boehner-Film Fritz Boehner KG (Hamburg + Erlangen), Auftraggeber: Stadt Frankfurt am Main, unterstützt durch das Verkehrs- und Wissenschaftsamt, Kunststudentin Ursula in der Deutschen Digitalen Bibliothek
- So war das alte Hessen – Frankfurt. Dokumentarfilm, Deutschland, 2013, 43:40 min., Buch und Regie: Jörg Adrian Huber, Produktion: Hessischer Rundfunk, Reihe: So war das alte Hessen, Erstsendung: 9. April 2013 bei HR3, Inhaltsangabe von ARD.
- FRANKFURTinsights – Die 1000 Wunder von Frankfurt, Dokumentarserie, Deutschland, 2014–2015, 8 mal 5 Min., Konzeption und Regie: Thomas Pohl, Produktion: Department Studios Filmproduktion, Auftraggeber: Presse- & Informationsamt der Stadt Frankfurt am Main, Erstsendung: 1. April 2014, u. a. mit Oberbürgermeister Peter Feldmann, Frankfurter Feuerwehr, Liebieghaus, Sprengung des Uniturms, Rettungshubschrauber Christoph 2, Link zu den Filmen